# Photographe
Vous pouvez aider à l'améliorer ou bien discuter des problèmes sur sa page de discussion.
- Il peut contenir un travail inédit ou des déclarations non vérifiées. Vous pouvez l’améliorer en ajoutant des références. (Marqué depuis avril 2018)

Vous pouvez aider à l'améliorer ou bien discuter des problèmes sur sa page de discussion.
- Il ne cite pas suffisamment ses sources. Vous pouvez indiquer les passages à sourcer avec {{référence nécessaire}} ou {{Référence souhaitée}}, et inclure les références utiles en les liant aux notes de bas de page. (Marqué depuis avril 2018)
- Il doit être recyclé. La réorganisation et la clarification du contenu sont nécessaires. (Marqué depuis juin 2018)

- Archive Wikiwix
- Bing
- Cairn
- DuckDuckGo
- E. Universalis
- Gallica
- Google
- G. Books
- G. News
- G. Scholar
- Persée
- Qwant
- (zh) Baidu
- (ru) Yandex
- (wd) trouver des œuvres sur Wikidata

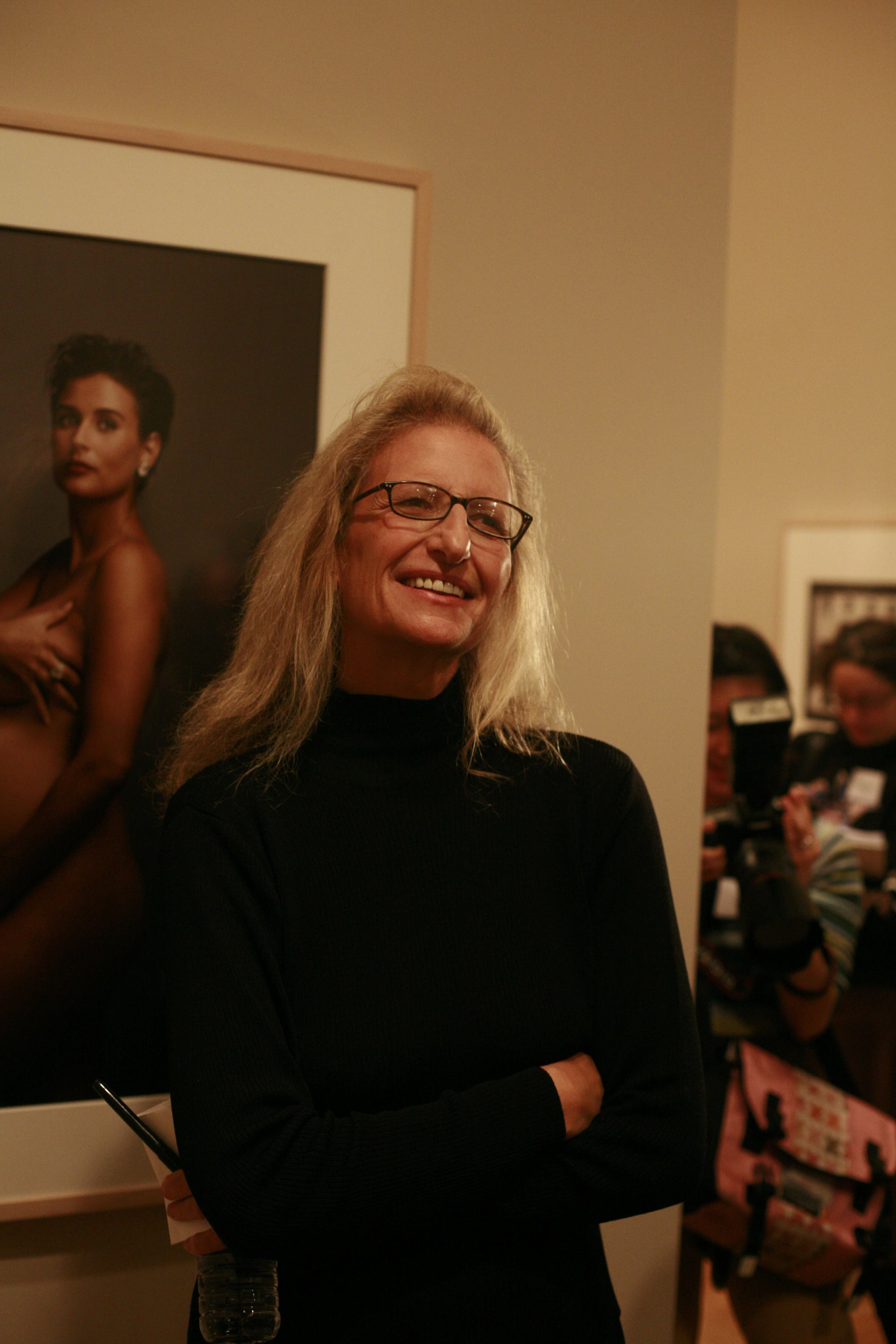
La photographe Annie Leibovitz.

Un ou une photographe est une personne qui réalise des photographies, à l'aide d'un appareil photographique, ou de fournitures photographiques,.

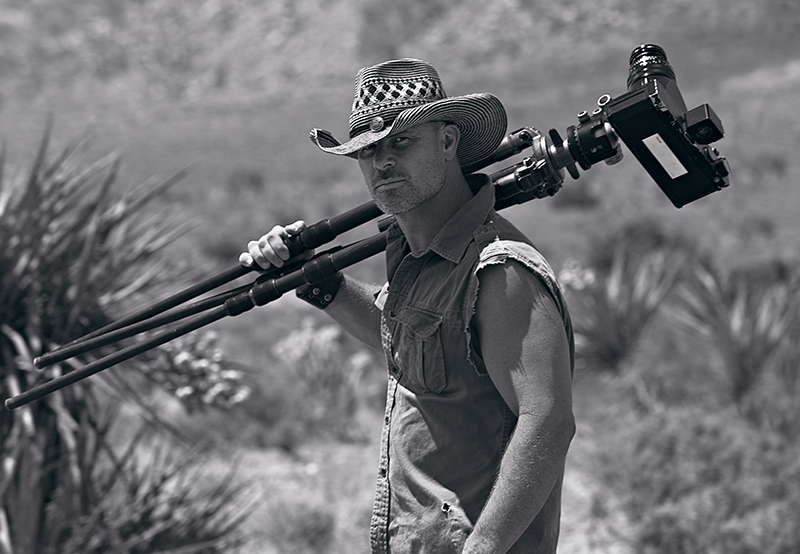
Le photographe australien Peter Lik avec sa Linhof panoramique.

Le mot photographe désigne aussi l'artisan-commerçant qui gère un commerce photographique, vend du matériel photographique, réalise des tirages, ou effectue des prises de vues pour ses clients, comme des portraits, des photographies d'identité ou de mariage,.

## Pratique professionnelle et domaine d'activité

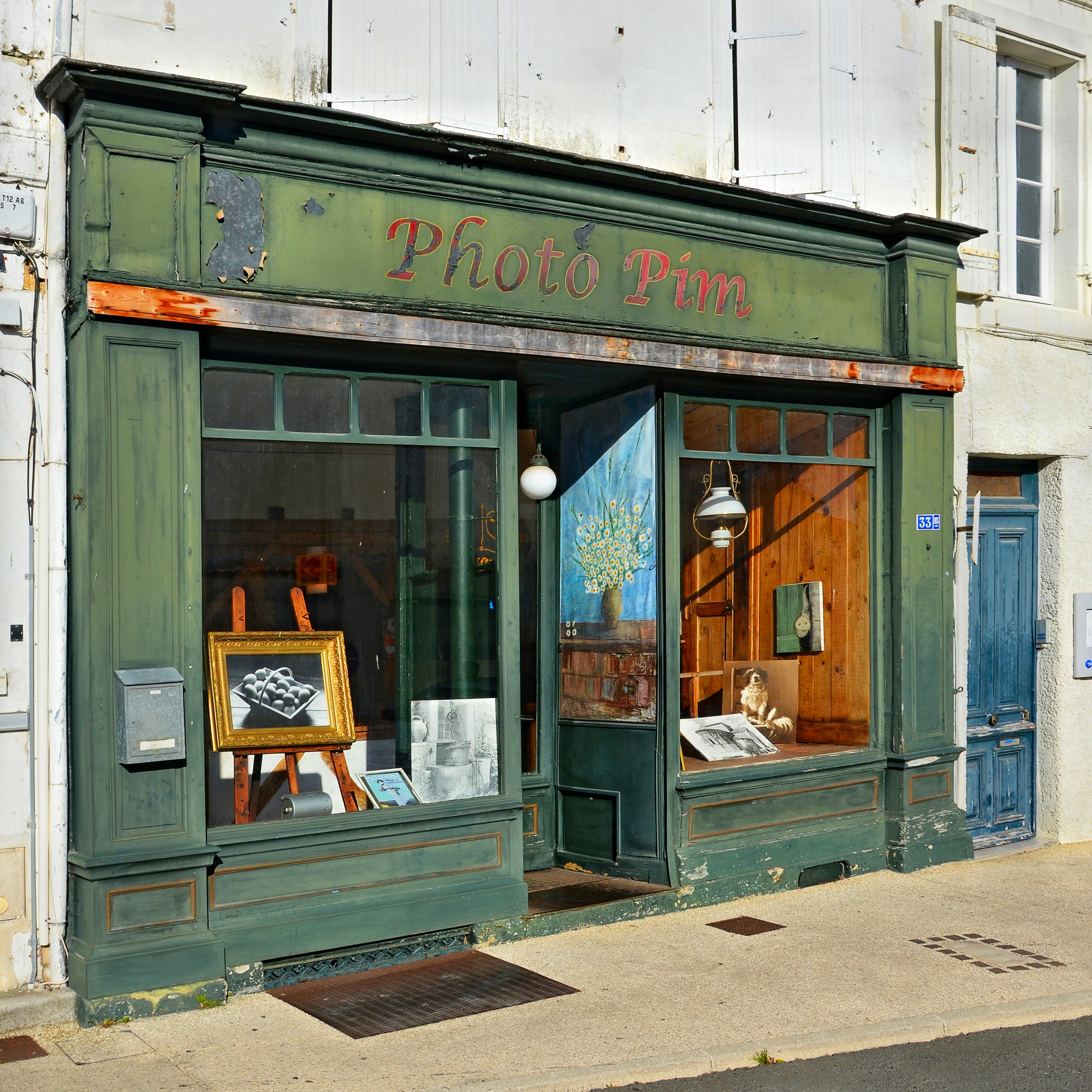
Boutique d’une artisane photographe (à Cozes).

La population mondiale des photographes, ceux qui pratiquent peu ou prou la photographie est très importante — plus d'un milliard d'individus — et très diversifiée ce qui fait de l'appellation de « photographe » un concept flou et très ambigu. Un individu qui propose sur un stand de Foire de photographie artistique, comme celle de Bièvres, des agrandissements mesurant 3 × 5 cm au prix de 2 € se dit « photographe » alors que le même mot « photographe » est employé pour désigner le statut d'Andreas Gursky, photographe allemand dont les paysages en 3 × 4 m s'adjugent chez Christie's ou Sotheby's entre deux et quatre millions d'euros.
La diversité des pratiques photographiques amène à distinguer les photographes par catégories, les classifications étant assez nombreuses.
Les photographes amateurs qui s'adonnent à la photographie comme hobby ou comme loisir créatif se distinguent des photographes professionnels qui en font leur métier et en vivent.
La classification des photographes par sujet peut être une des principales différenciation : paysage, portrait, mode, reportage, guerre, nu, animaux, etc.
Les photographes professionnels vivent de leur activité et commercialisent leur travail. Ils peuvent avoir un statut d'Auteur et produisent donc des œuvres destinées à être vendues sans avoir été commandées au préalable (paysages, faune et flore ou reportage de guerre par exemple), ou peuvent choisir d'être Artisans et d'accepter des prestations commandées (reportage de mariage, séance photo de famille, portrait d'art par exemple) chacun des statuts légaux ayant ses avantages fiscaux et ses obligations bien distinctes.
Un photographe professionnel peut cumuler les deux statuts s'il veut avoir la possibilité de réaliser tous types de prestations et cessions de droits d'auteurs.
Les photographes professionnels sont représentés auprès des pouvoirs publics par une organisation syndicale professionnelle, majoritairement l'Union des Photographes Professionnels (UPP) pour les Auteurs et la Fédération française de la photographie et des métiers de l'image (FFPMI) pour les artisans.

### Statut juridique en France
Un photographe a le choix entre plusieurs statuts juridiques, pouvant être micro-entrepreneurs, ou être désigné comme :
- photographe artiste-auteur[6] ;
- photographe d'illustration, artisan ;
- photographe de presse (pour 89 %)[7].

Le statut social peut être rattaché au régime général.

## Photographes illustrant la diversité de la profession

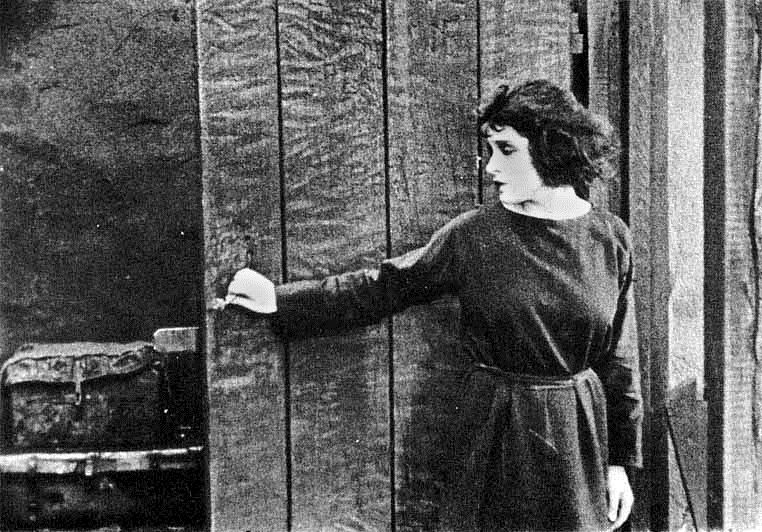
Tina Modotti italienne
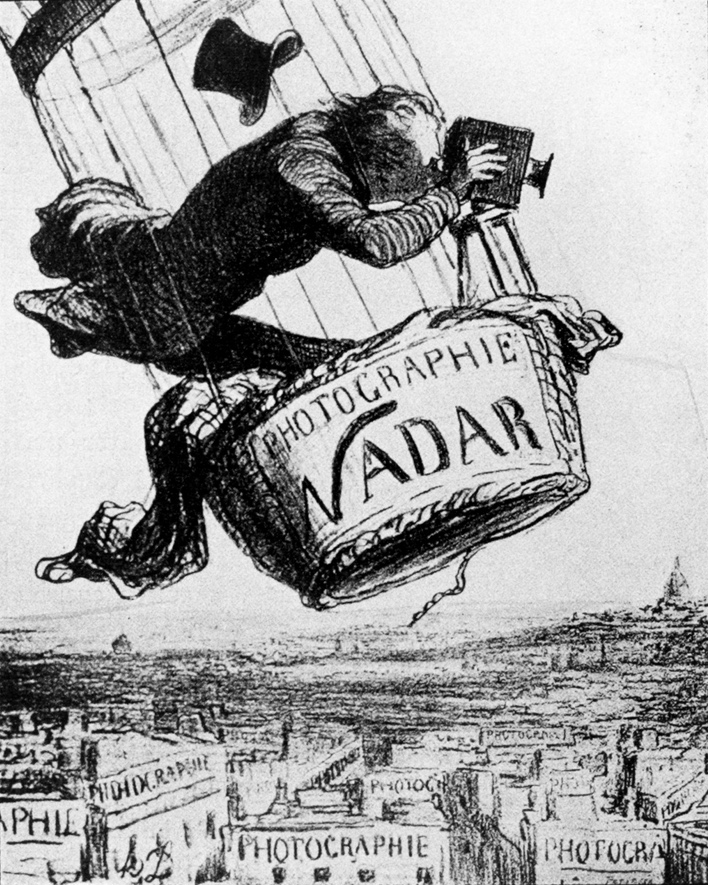
Nadar français, portraitiste et photographie aérienne
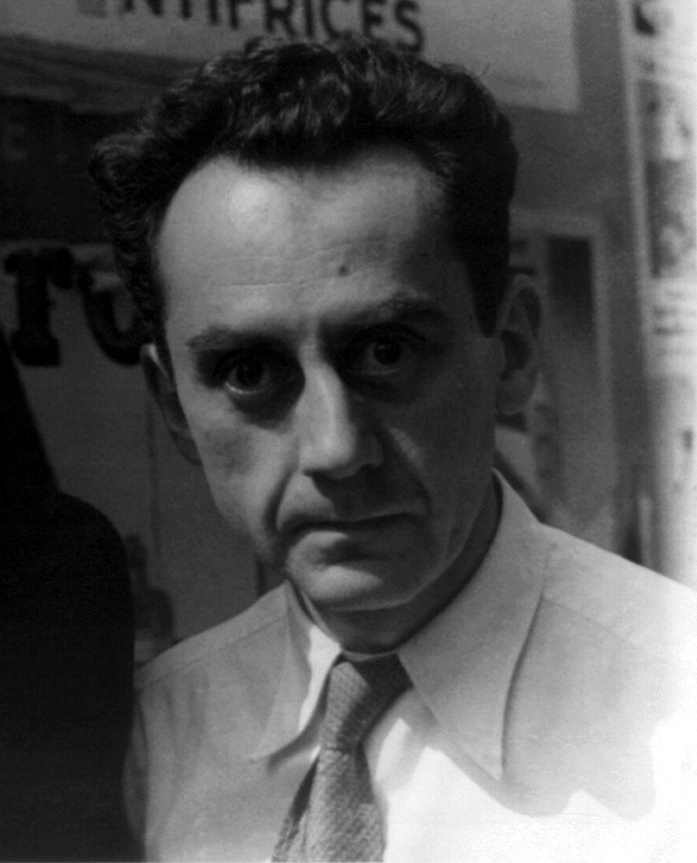
Man Ray américain, portraitiste et photogramme
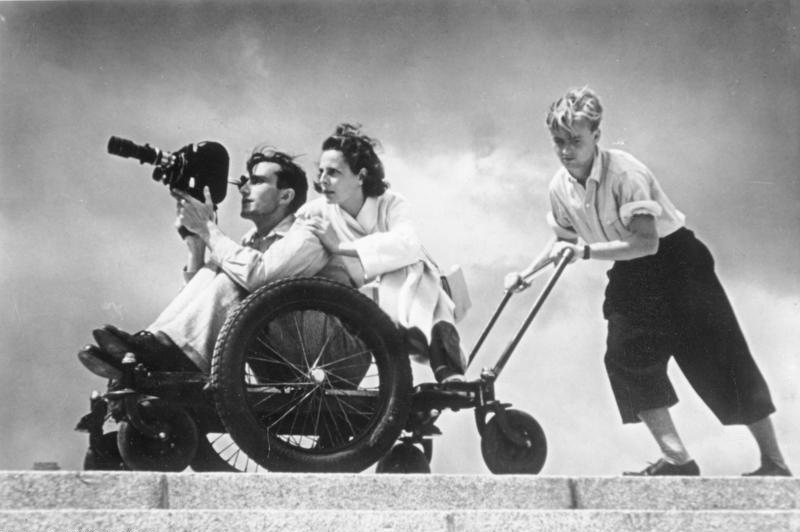
Leni Riefenstahl allemande
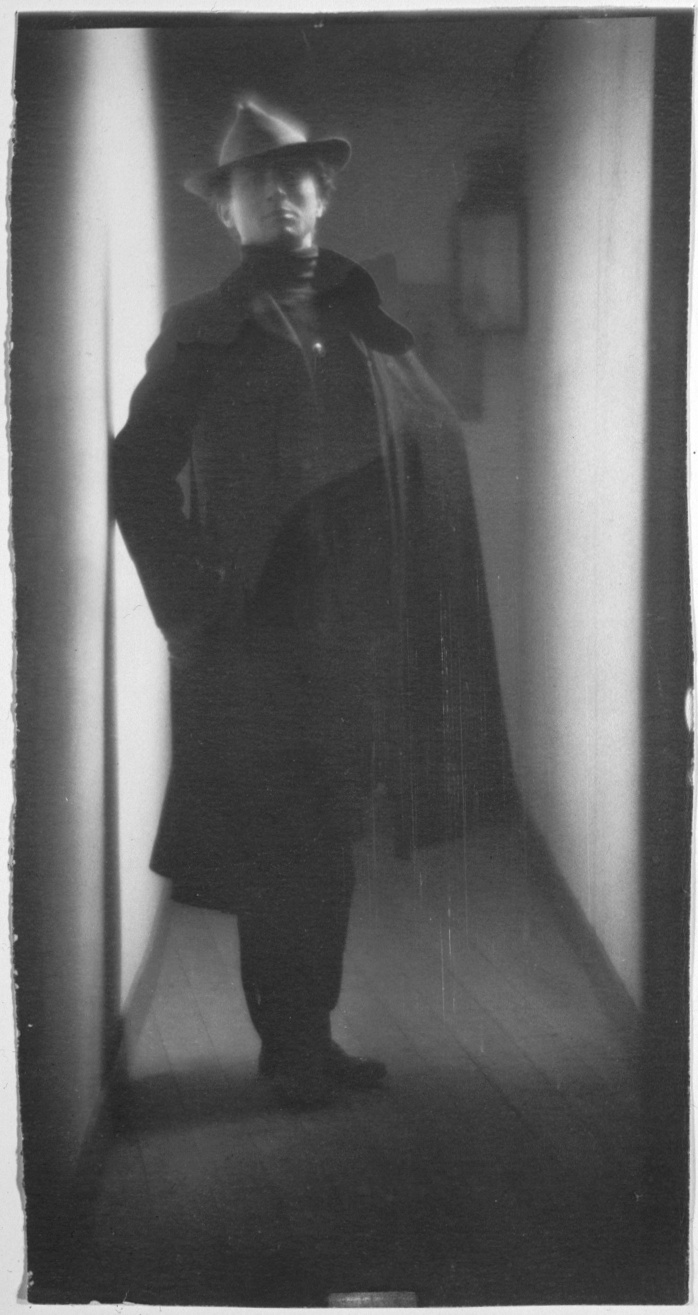
Edward Steichen luxembourgeois.

Quelques exemples (par ordre alphabétique) de photographes représentatifs de la profession et qui illustrent la très grande diversité de la profession, du photographe de paysage comme Andreas Gursky à la photographe portraitiste intimiste comme Nan Goldin et du photographe de nature morte comme Irving Penn et ses mégots de cigarette à la photographe de guerre comme Christine Spengler :

## Catégories de photographes par sujet
On peut distinguer les photographes, par le genre de sujet qu'ils traitent :  
|                                              | Pas de présence humaine dans leurs photographies | Une ou des formes humaines                                                     | Une présence humaine (comme sujet principal) de leurs photographies |
| -------------------------------------------- | --- | ------------------------------------------------------------------------------ | --- |
| Photographies faites ou prises à l'extérieur | 1 • Paysage (rural ou urbain) Ansel Adams, John Batho Gregory Crewdson, Frans Lanting Peter Lik, Hervé Sentucq, Josef Sudek • Architecture Andreas Gursky, Lucien Hervé, Julius Shulman, etc. • Photographie industrielle Bernd et Hilla Becher, Albert Renger-Patzsch • Photographies aériennes Yann Arthus-Bertrand • Photographies sous-marines Laurent Ballesta Jacques-Yves Cousteau Michel Roggo Alexandre Hache | 1-2 Cartier-Bresson, Giacomelli Kertesz Sebastiao_Salgado • Nus Brandt Clergue | 2 • Portrait de rue Yann Arthus-Bertrand, August Sander • Photographie de rue Meyerowitz Daido Moriyama, etc. • Photojournalisme W. Eugene Smith • Photographie de guerre, Robert Capa Gilles Caron David Douglas Duncan Catherine Leroy Susan Meiselas • Photographie de mode en extérieur William Klein, Peter Lindberg, etc. • Célébrités (paparazzi) Tazio Secchiaroli |
| Studio installé à l'extérieur                | 1-3 Bert Stern | 1-2-3-4 • Tableau photo Crewdson Leibovitz, Wall                               | 2-4 Richard Avedon, Olivier Culmann, etc. |
| Photographies faites ou prises à l'intérieur | 3 • Nature morte Denis Brihat, Josef Sudek, Jean-Pierre Sudre, Edward Weston • Photographie culinaire | 3-4 • Nu artistique                                                            | 4 • Portrait posé Richard Avedon, Jean-François Bauret, Félix Nadar, Irving Penn, Jan Saudek Cindy Sherman, etc. • Mode en studio Seydou Keita, Helmut Newton |

## Approches esthético-psychologiques
C'est « L'horloge esthétique » de Lemagny (1997, 1990)[Quoi ?].
En 1977, puis en 1990, Jean-Claude Lemagny propose une classification des photographes en quatre catégories qu'il répartit autour d'un cercle. Les contraintes graphiques de Wikipédia (pas de possibilités de dessiner un cercle) nous obligent à les représenter sur un tableau 2 x 2.
|                                 | Photo comme matière (à 6 heures) | Photo comme idée (à midi)    |
| ------------------------------- | -------------------------------- | ---------------------------- |
| Réalité intérieure (à 9 heures) | Objet (à 7 heures et demie)      | Sujet (à 10 heures et demie) |
| Réalité extérieure (à 3 heures) | Forme (à 4 heures et demie)      | Fond (à 1 heure et demie)    |

En 1977, cela donnait, en oubliant le langage des heures issues de l'aéronautique, le tableau suivant :
|                                                            | La photo comme réalité matérielle objective | La photo conceptuelle comme pure idée d'elle-même |
| ---------------------------------------------------------- | ------------------------------------------- | ------------------------------------------------- |
| La photo comme relation au monde intérieur, le surréalisme | Objet                                       | Sujet                                             |
| La photo comme relation au monde extérieur, le reportage   | Forme                                       | Fond                                              |

Il conclut en montrant l'importance croissante de la photographie considérée comme une mise en scène.

## Spécialisations par activité
On[Qui ?] distingue plusieurs spécialisations d'activité :
- les photojournalistes : leur métier est de publier dans les médias, principalement la presse magazine ;
- les auteurs photographes : leur objectif est de publier des livres d'auteur, monographie nominative ou centrée sur un thème. (Exemple : Yann Arthus-Bertrand) ;
- les artisans : ce sont des artisans dont le métier est de gérer une boutique ou un studio. (Exemples : Claude Homburger, studio Arlequin, Vincennes) ;
- les artistes : leur objectif est d'exposer dans des galeries, des salons et des foires d'art photographique et de vendre des tirages ayant statut d'œuvre d’art. (Exemples : Gilbert et George, Andreas Gursky, Cindy Sherman ; et aussi, le français John Batho[25]) ;
- les photographes d'illustration : mode, publicité, etc. (Exemple : Annie Leibowitz) ;
- les photographes techniques, scientifiques.

## Spécialisation par sujet
Il est possible de classer les photographes avec une distinction selon leur sujet de travail, :
- photographe d'art
- photographe d'architecture ;
- photographe industriel, d'entreprise ;
- photographe de sport, d'événement, de spectacles, de concert ;
- photographe de guerre, d'actualité ;
- photographe de mode ;
- photographe de portrait, de nu, de mariage, de famille ;
- photographe de nature morte, d'intérieur ;
- photographe culinaire, de vin et alcools, de cuisine ;
- photographe de paysage, astronomique ;
- photographe animalier ;
- Photographie panoramique ;
- photographe sous-marin ;
- photographe d'épaves sous-marines.

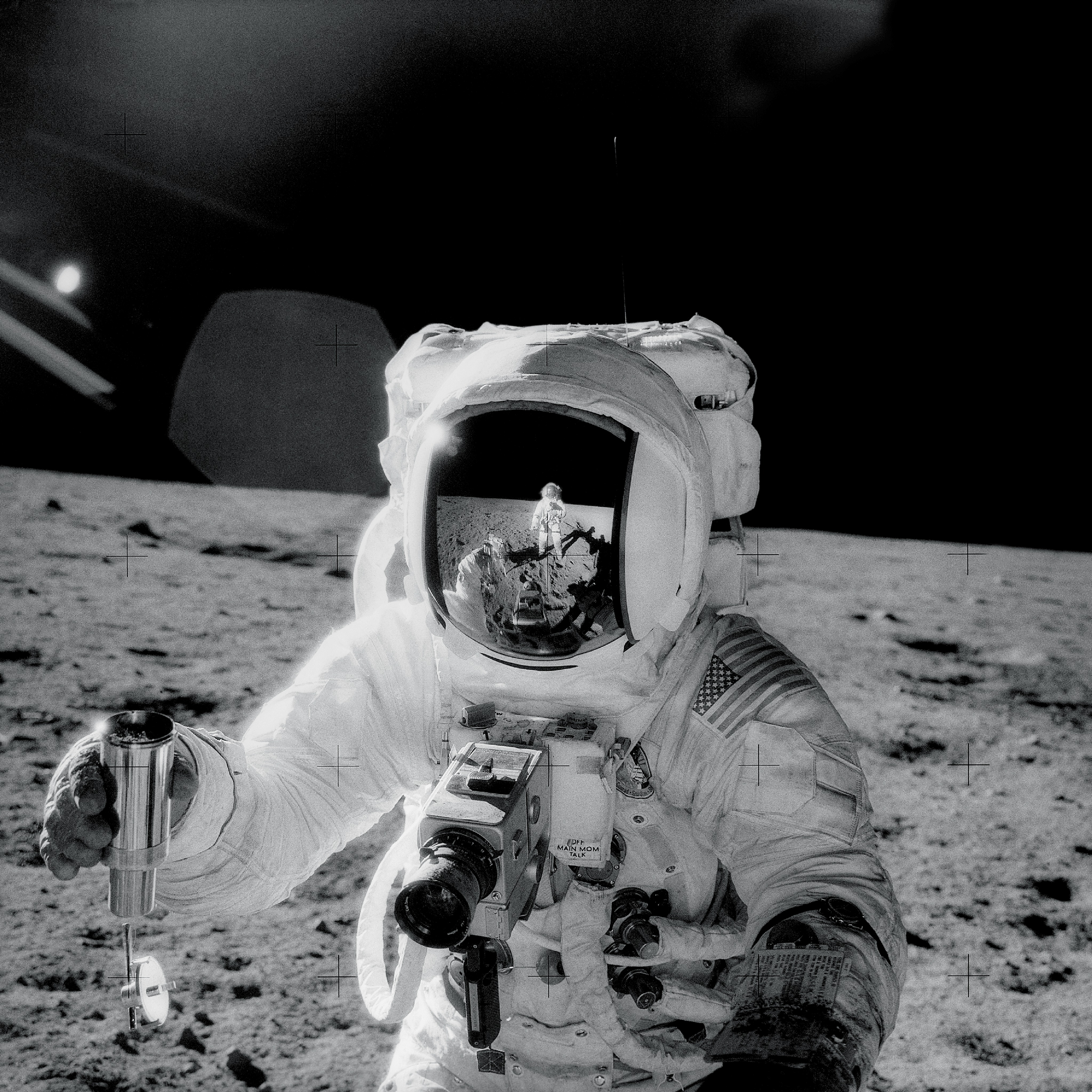
L'astronaute, et photographe amateur, Charles Conrad se photographiant lors d'Apollo 12 dans la visière du casque d'Allan Bean.
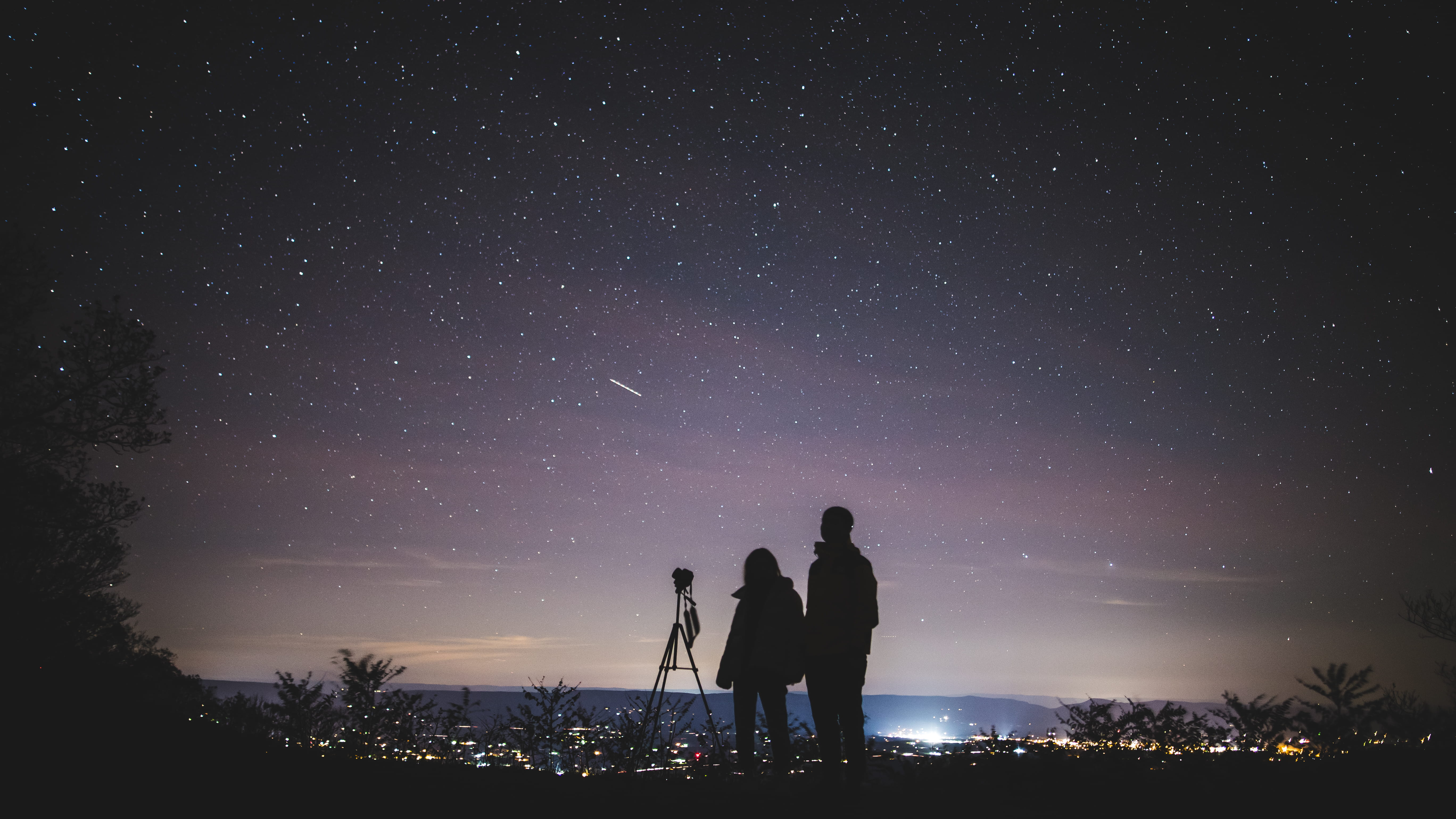
Photographes astronomiques sur le terrain
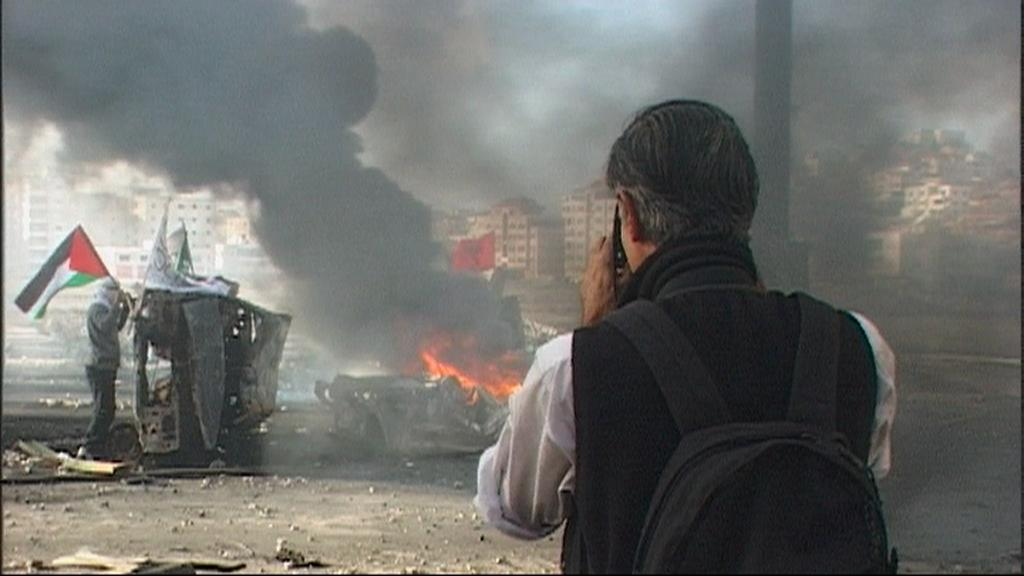
Photographe de guerre sur le terrain, 2001.
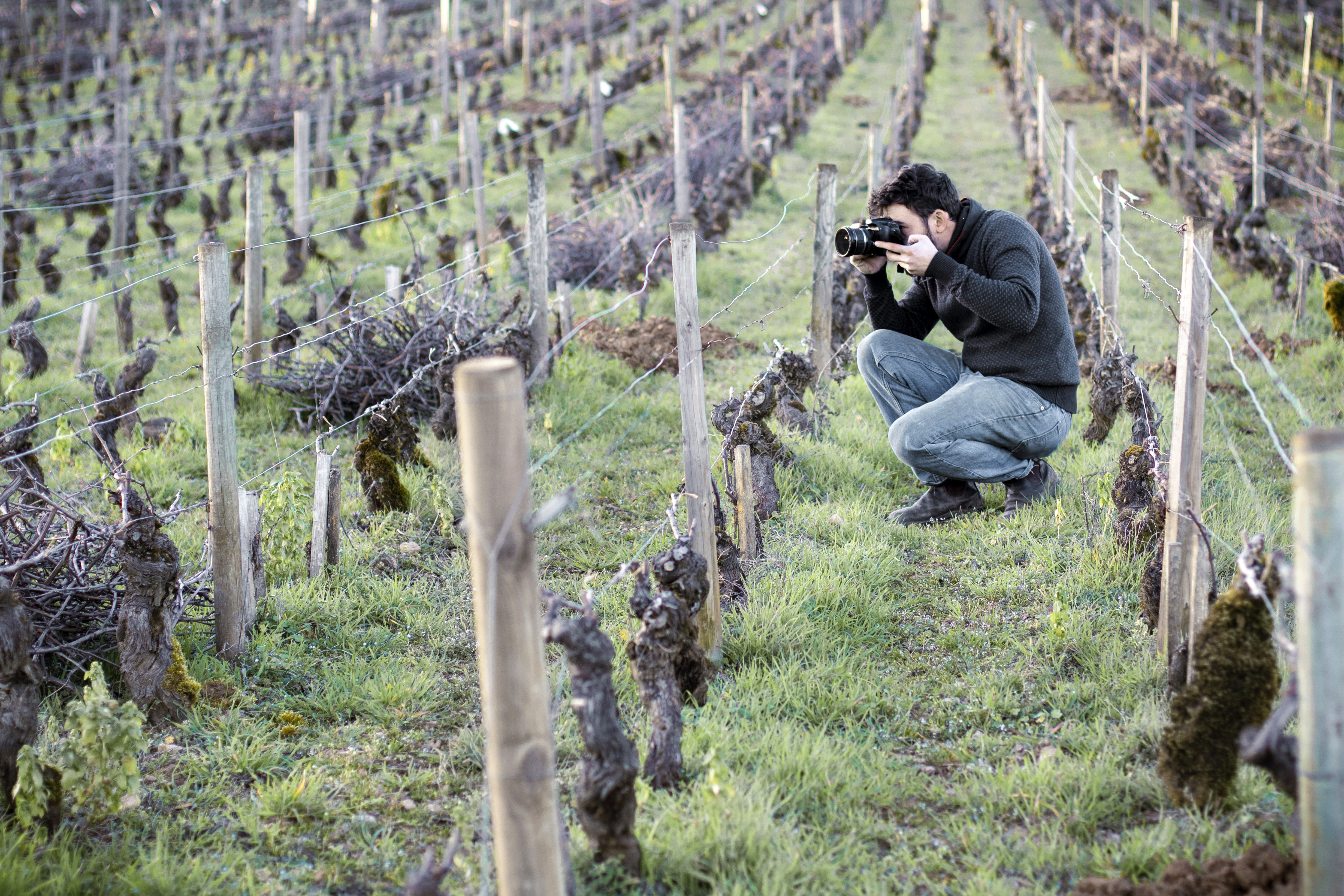
Photographe viticole, dans le secteur de l'illustration culinaire.
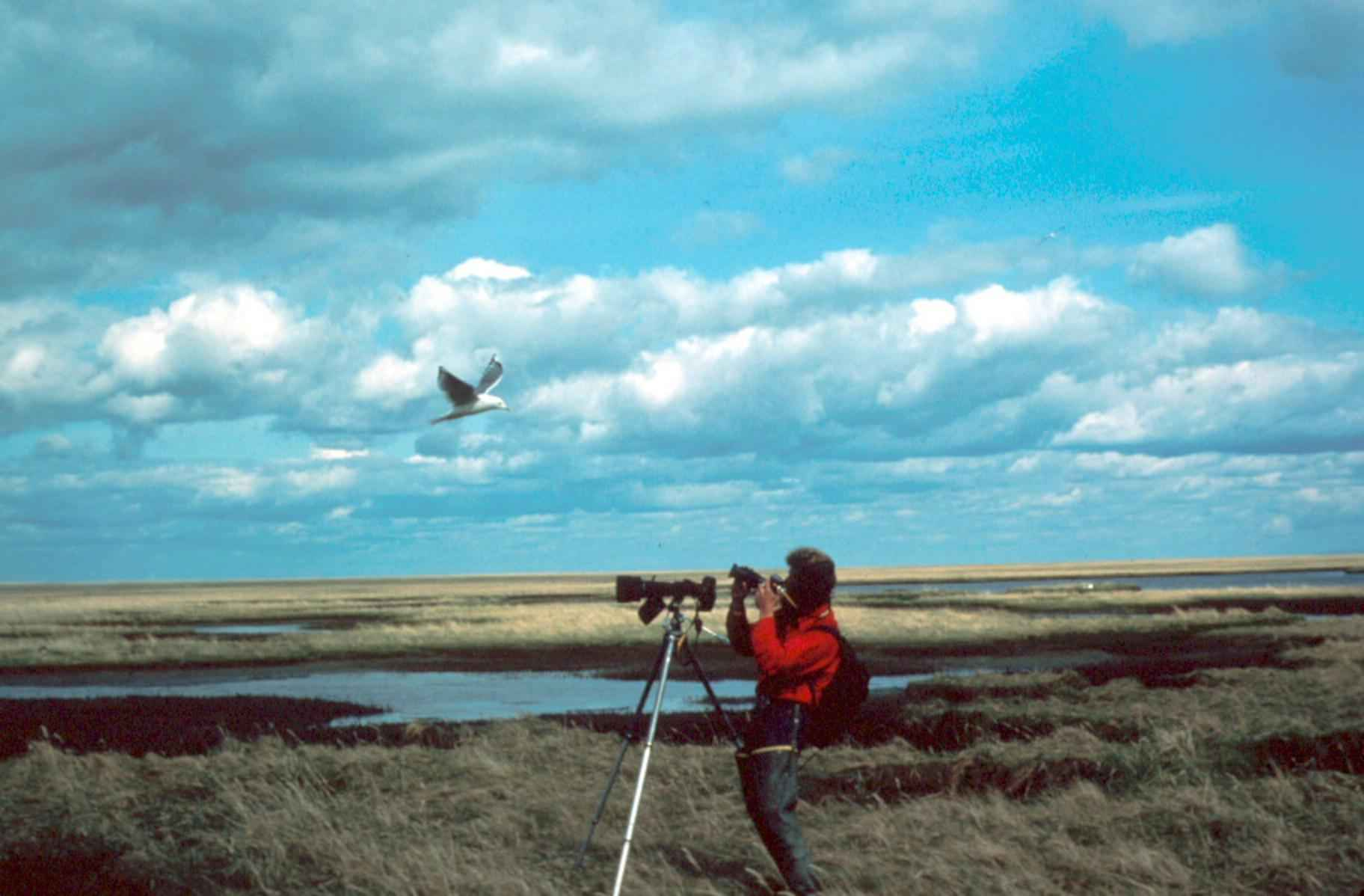
Photographe animalier, exerçant en milieu naturel.
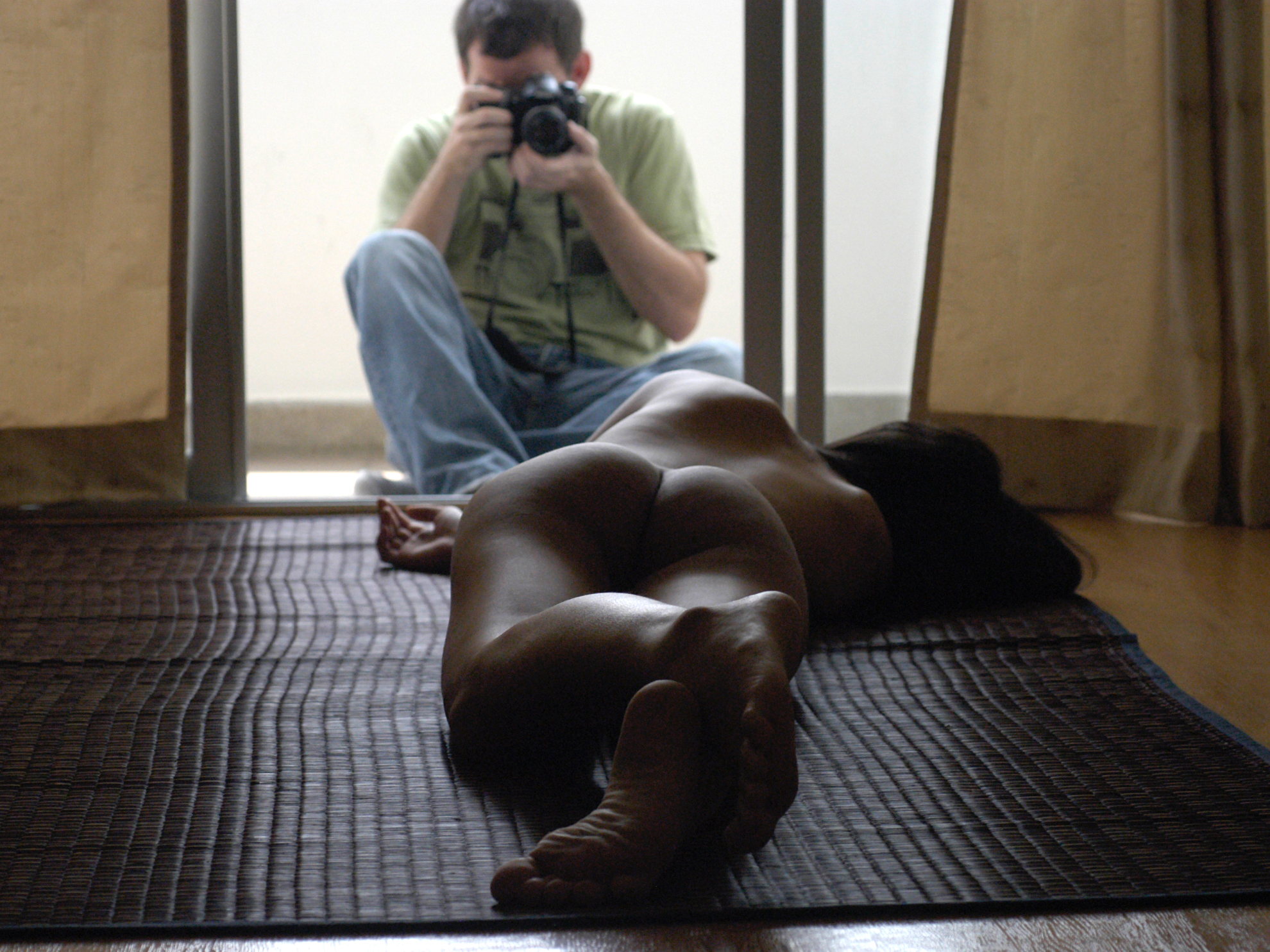
Photographe de nu artistique et modèle.
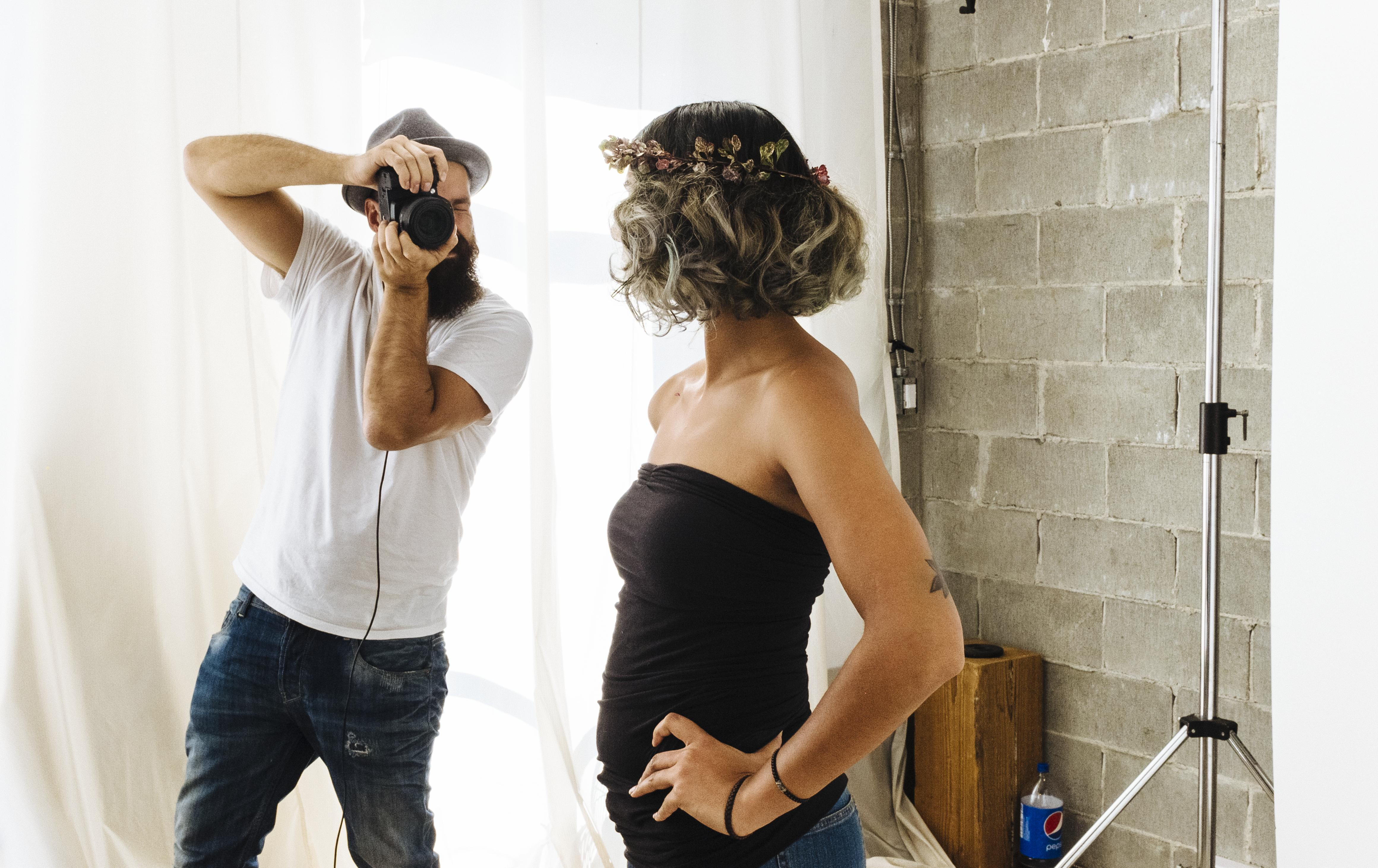
Photographe exerçant en studio avec un modèle.
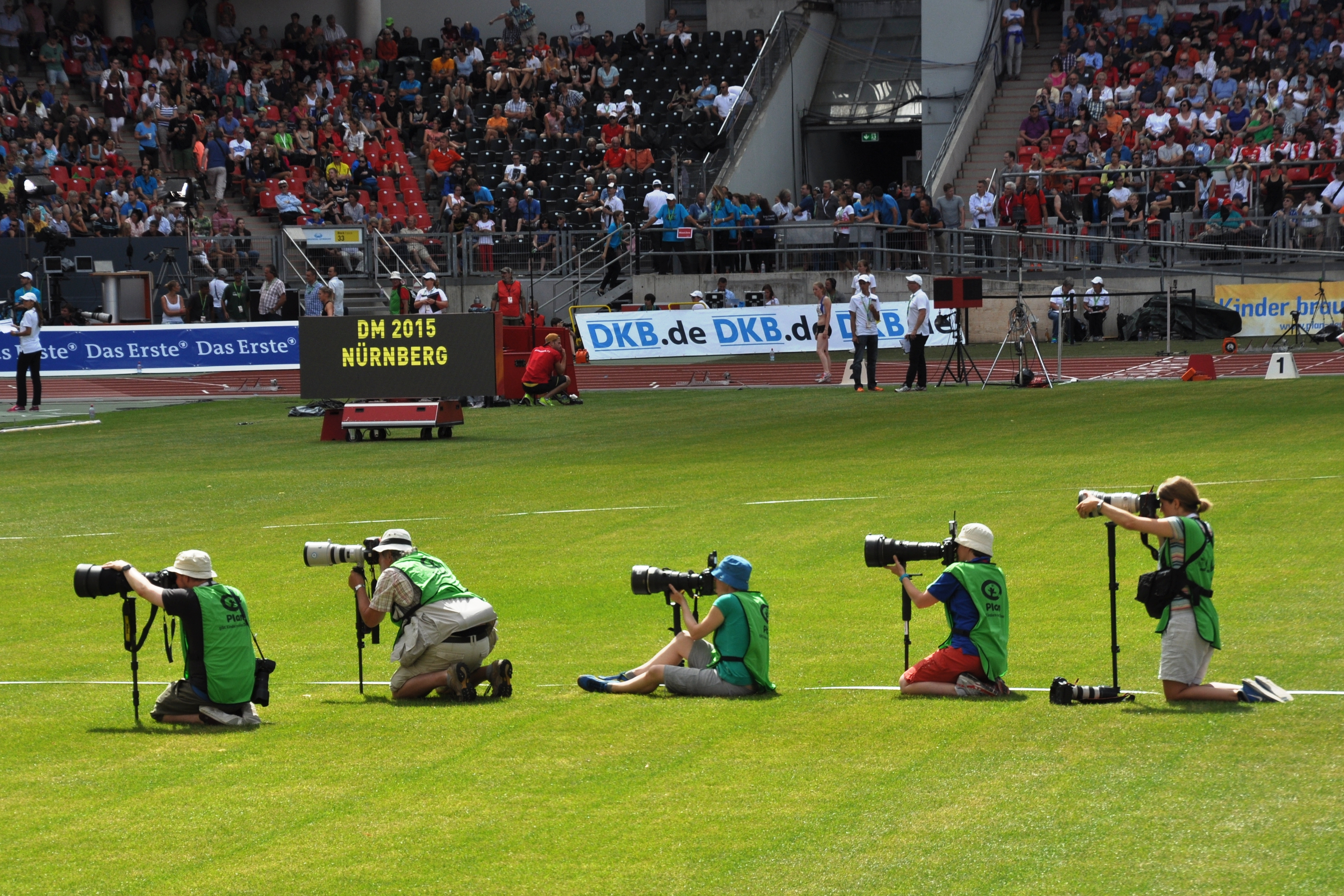
Photographes du sport. Juin 2021.

## Degré de professionnalisme

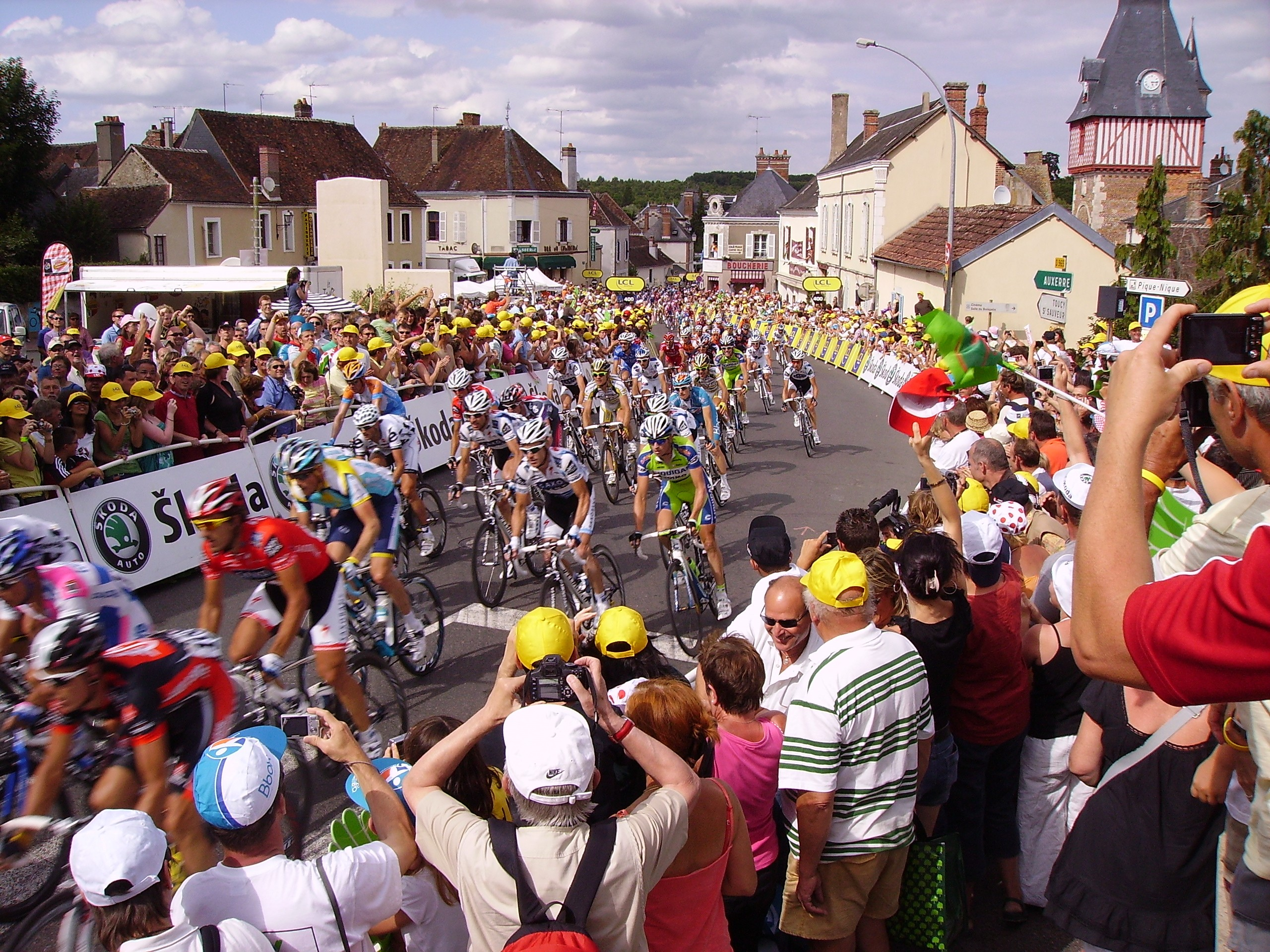
Photographes amateurs lors du Tour de France.

Il existe des photographes avec une approche professionnelle différente de cette activité, mais seules deux catégories peuvent être officiellement distinguées : les photographes amateurs, et les photographes professionnels. L'élément permettant de les différencier, est la possession ou non d'un numéro de SIRET (en France) ou équivalent. La rémunération doit faire l'objet d'un statut professionnel certifié pour ne pas être considérée comme du travail dissimulé.

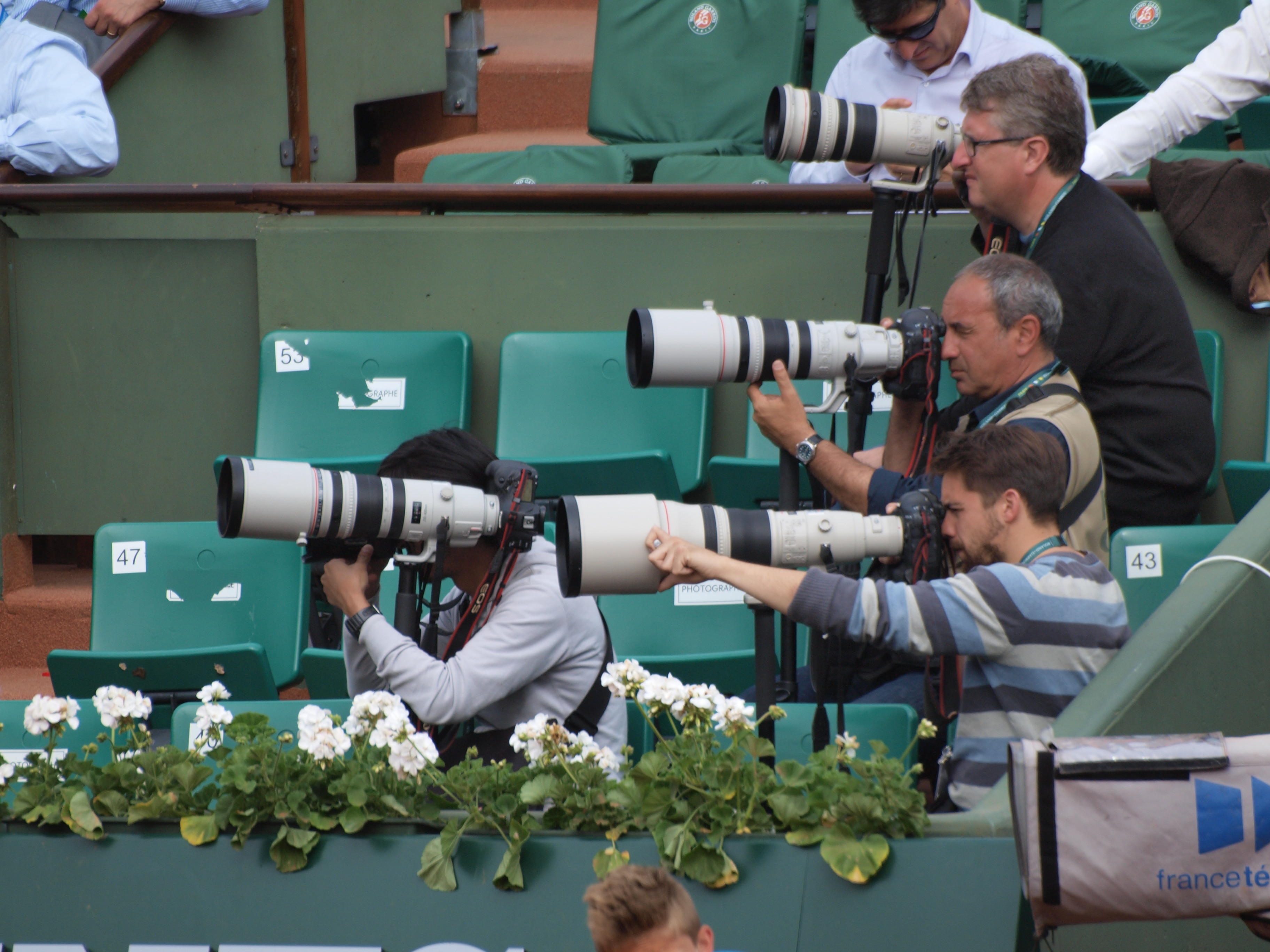
Photographes sportifs professionnels au stade Roland Garros.

Cela ne détermine en rien la qualité de leurs photographies, ni les revenus qu'ils en tirent.
Cependant on parle souvent de « semi-professionnel », « pro-am » pour situer un entre deux, certains proposent même divers degrés allant de occasionnels à professionnels confirmés en passant par amateurs éclairés, amateurs confirmés, quasi-professionnels.

### Photographe professionnel

#### Durée d'activité
La durée d'activité peut être très variable, allant de quelques jours à toute une vie. En France, les débuts d'activité pour les photographes professionnels se font jeune, 62 % des photographes débutent avant 30 ans, et seulement 17 % après 25 ans.

### Photographe amateur
Certains ou certaines photographes amateurs (Jacques Henri Lartigue, Jenny de Vasson, Hélène Hoppenot,Vivian Maier, Yvette Troispoux, Christian Malon, Franck Landron, etc.) ont gagné une notoriété qui les fait accéder sur le tard ou post mortem au statut de  « photographe » (professionnel).[pas clair]  Ils peuvent se visualiser dans le tableau ci-dessous :
| Statut        | Photographes |
| ------------- | --- |
| Professionnel | Abbas Nobuyoshi Araki Berenice Abbott Diane Arbus Eve Arnold Jane Evelyn Atwood |
| Amateur       | Jean-Pierre Evrard Jean-Pierre Haigneré Franck Landron Jacques Henri Lartigue Christian Malon John G. Morris Gertrud Arndt Alice Austen Anne Brigman Julia Margaret Cameron Comtesse de Castiglione Clementina Hawarden Hélène Hoppenot Vivian Maier Yvette Troispoux Jenny de Vasson |

## Cotes des photographes
La cote d'un photographe est une caractéristique importante pour l'aspect financier.

### Photographes les plus chers du monde
Les photographes vivants dont la cote est la plus élevée sont :
- Peter Lik ;
- Andreas Gursky, avec deux photographies dépassant les 2 millions d'euros ;
- Cindy Sherman, avec deux autoportraits ;

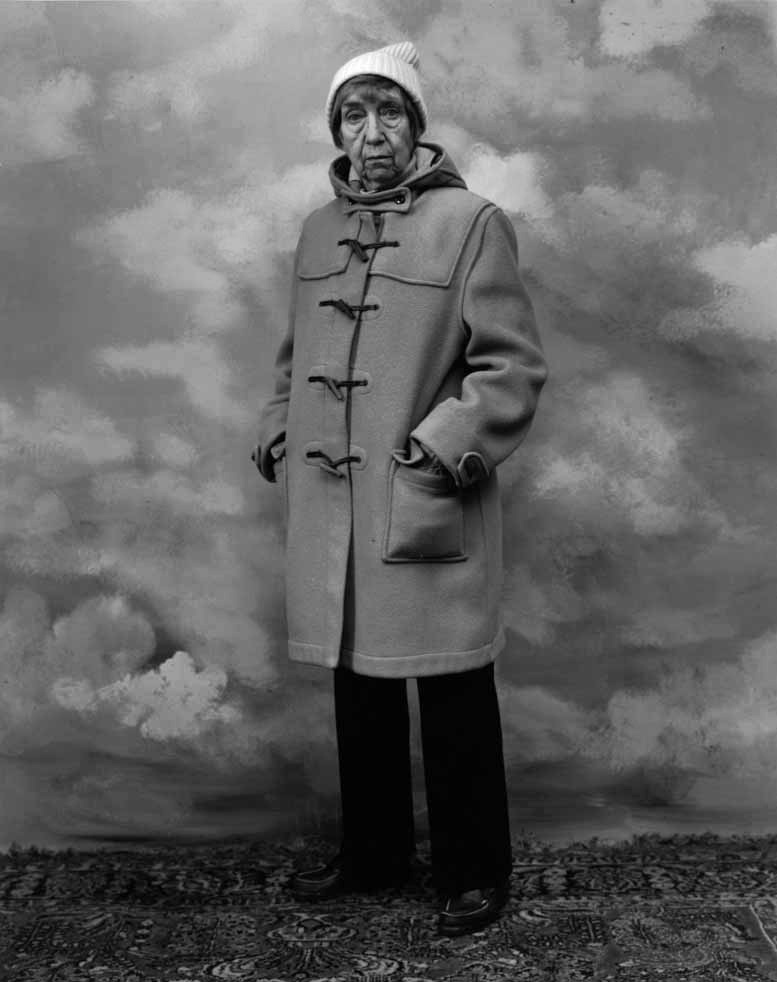
Berenice Abbott,
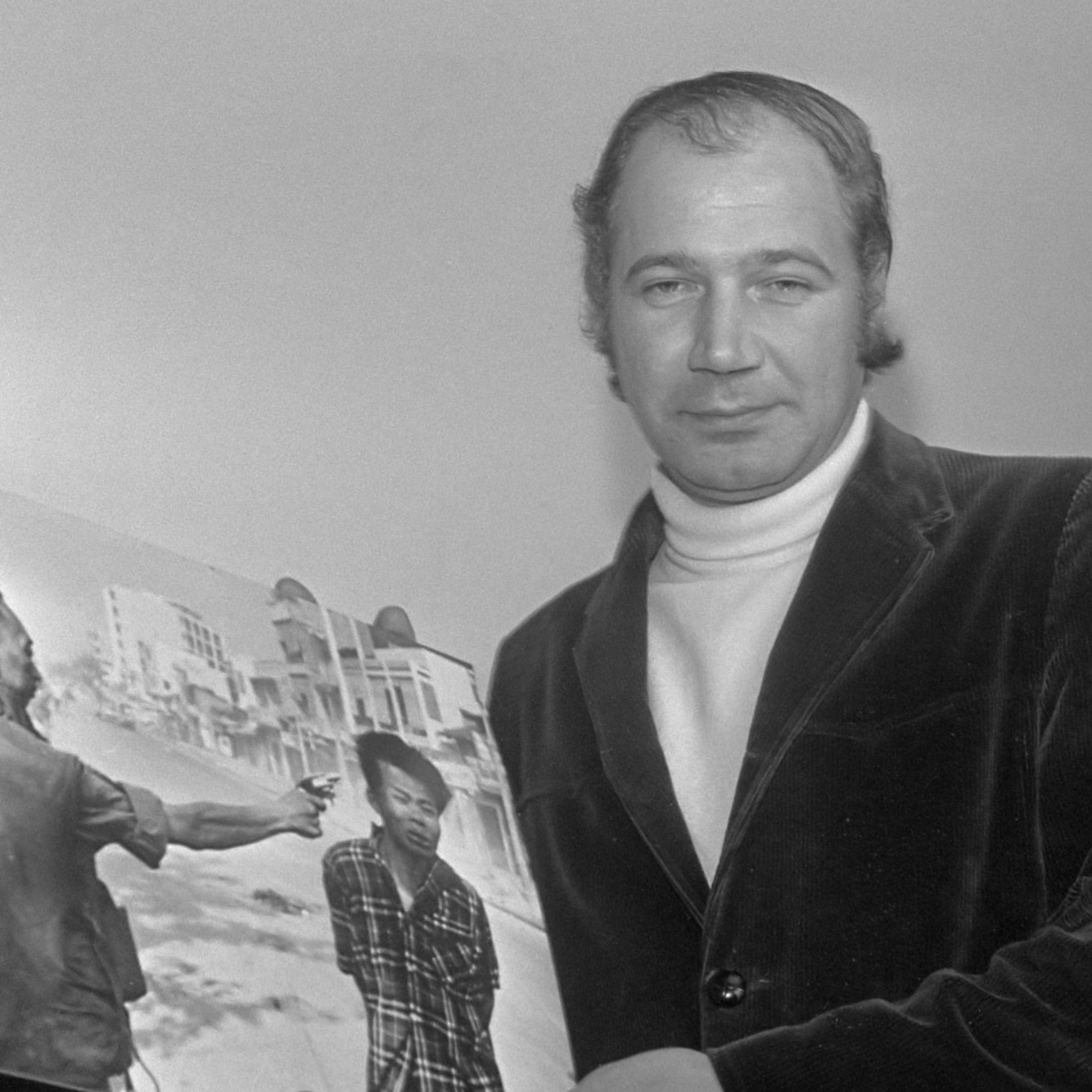
Eddie Adams, prix Pulitzer, présentant la photo qui l’a rendu célèbre.
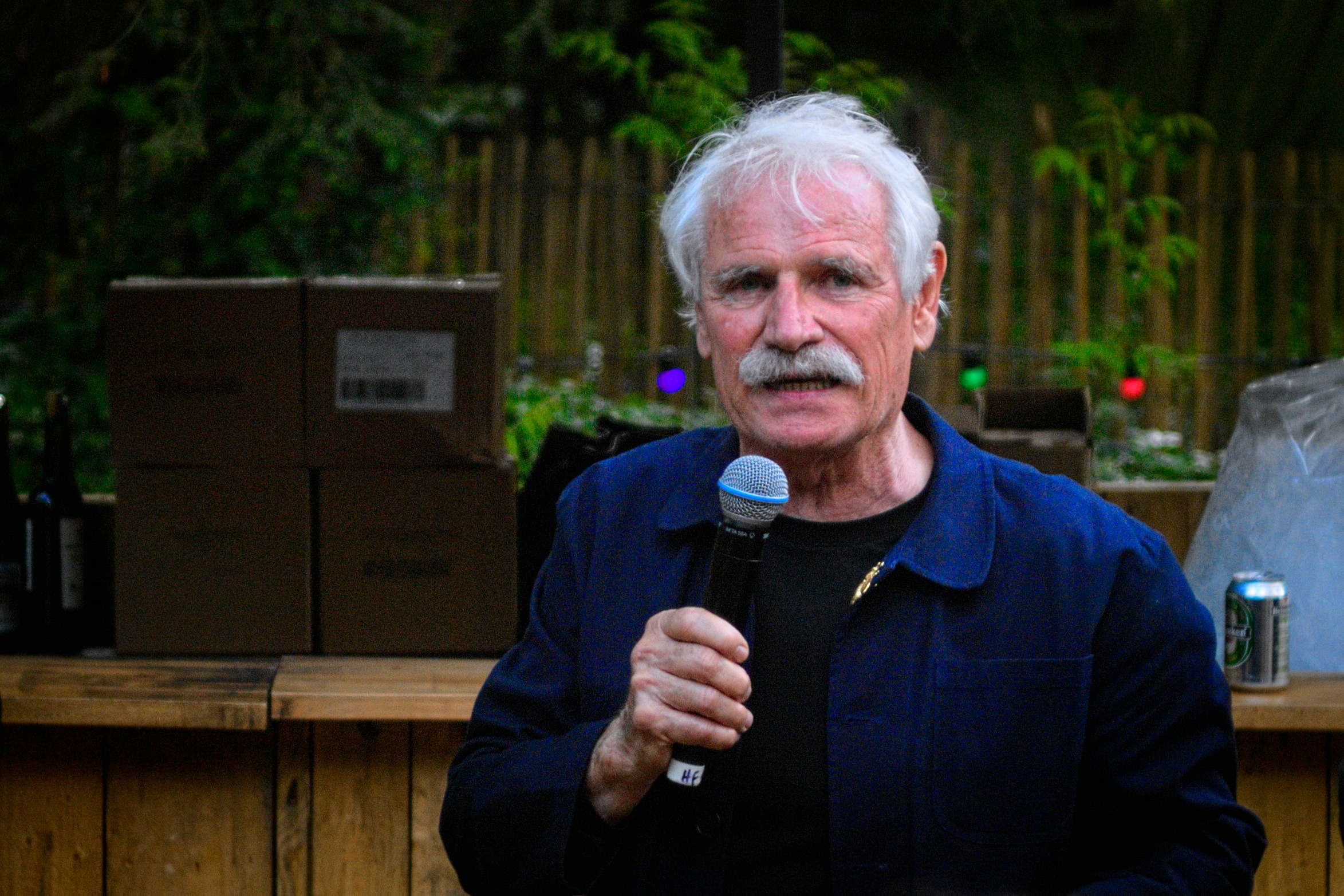
Yann Arthus-Bertrand auteur d’un best-seller photographique mondial, La Terre vue du ciel.
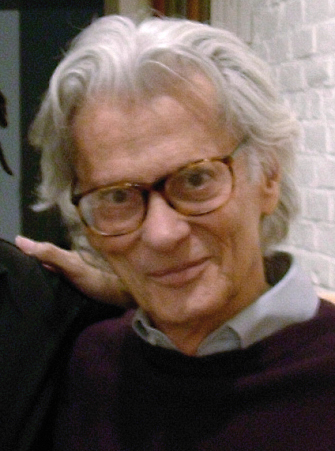
Richard Prince, avec deux œuvres photographiques ;
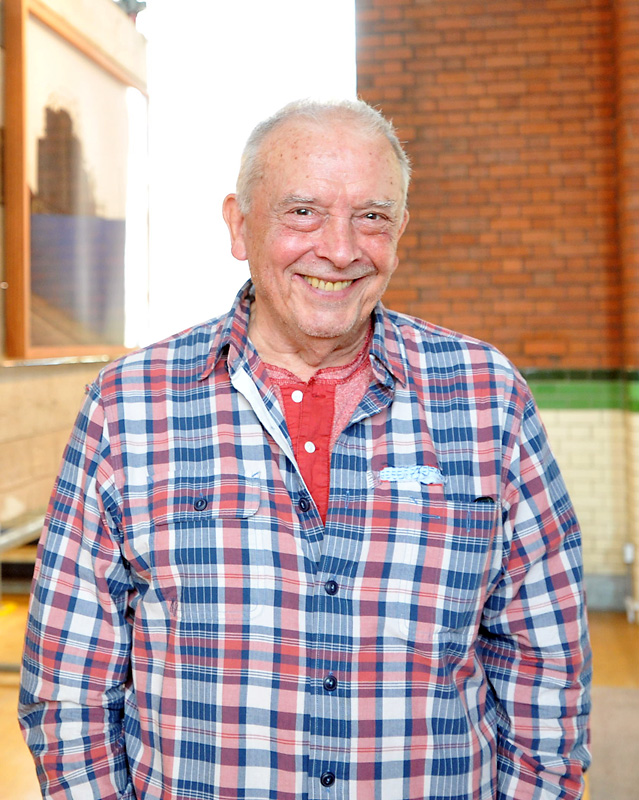
David Bailey photographe de mode et de portrait britannique, en 2011.
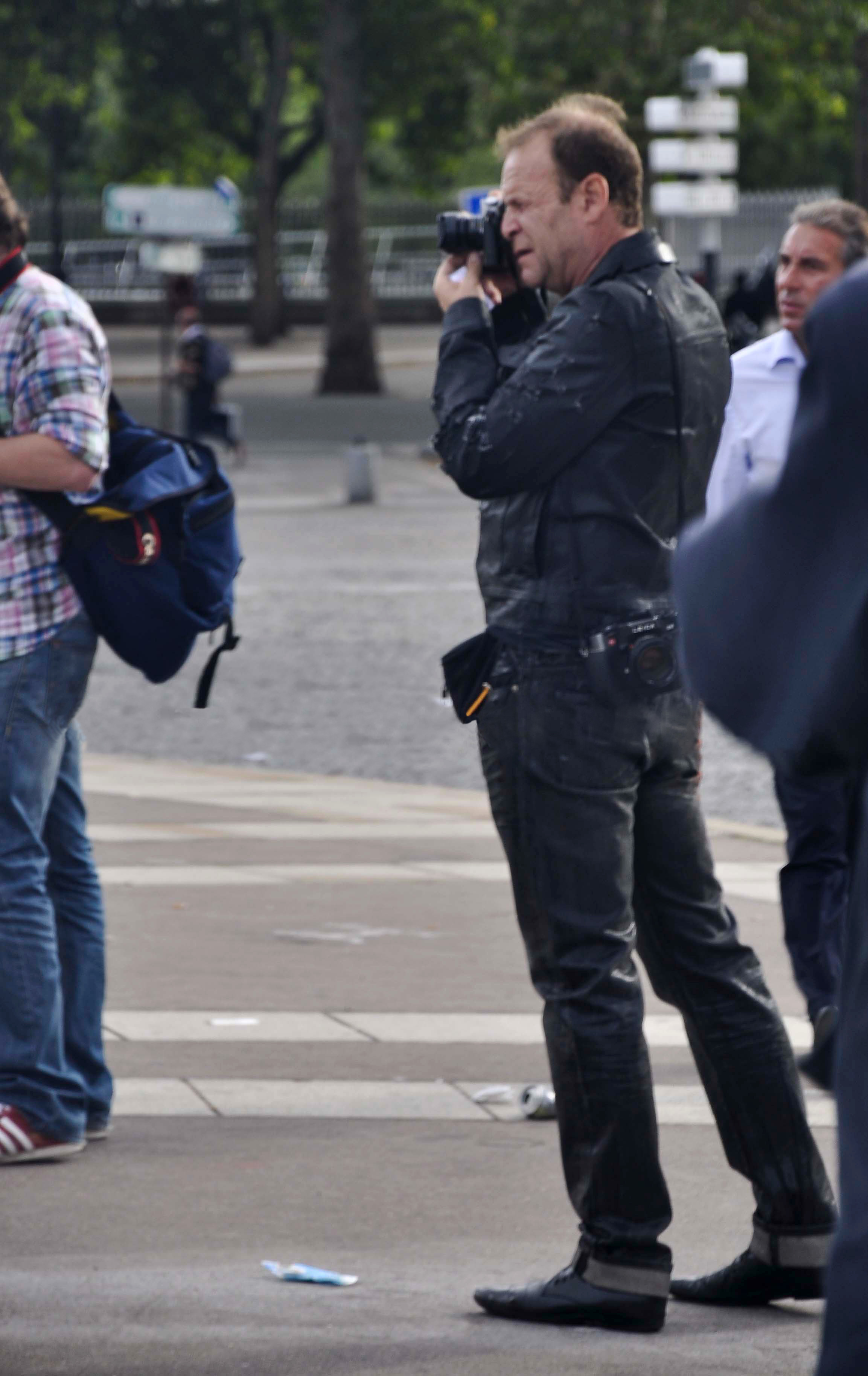
François-Marie Banier
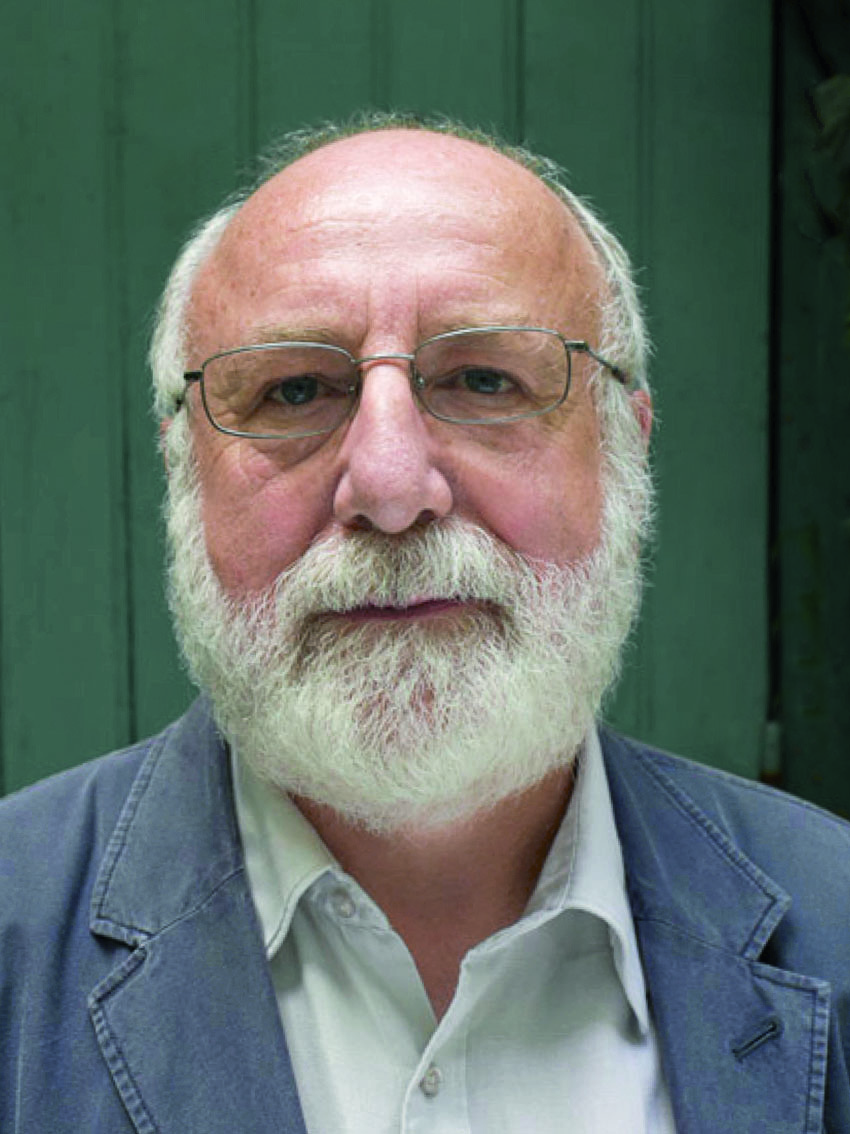
John Batho photographe artiste français, la couleur.
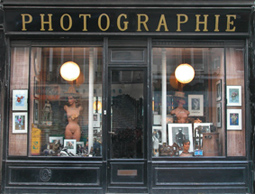
Jean-François Bauret en sa boutique.
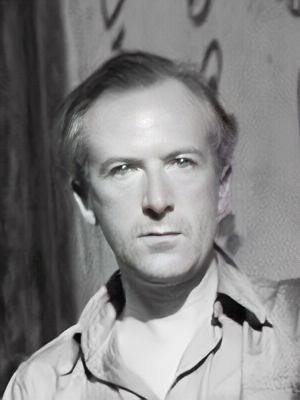
Cecil Beaton
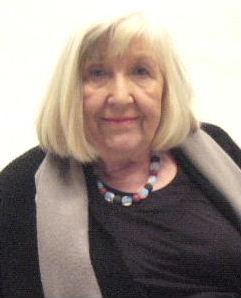
Hilla Becher
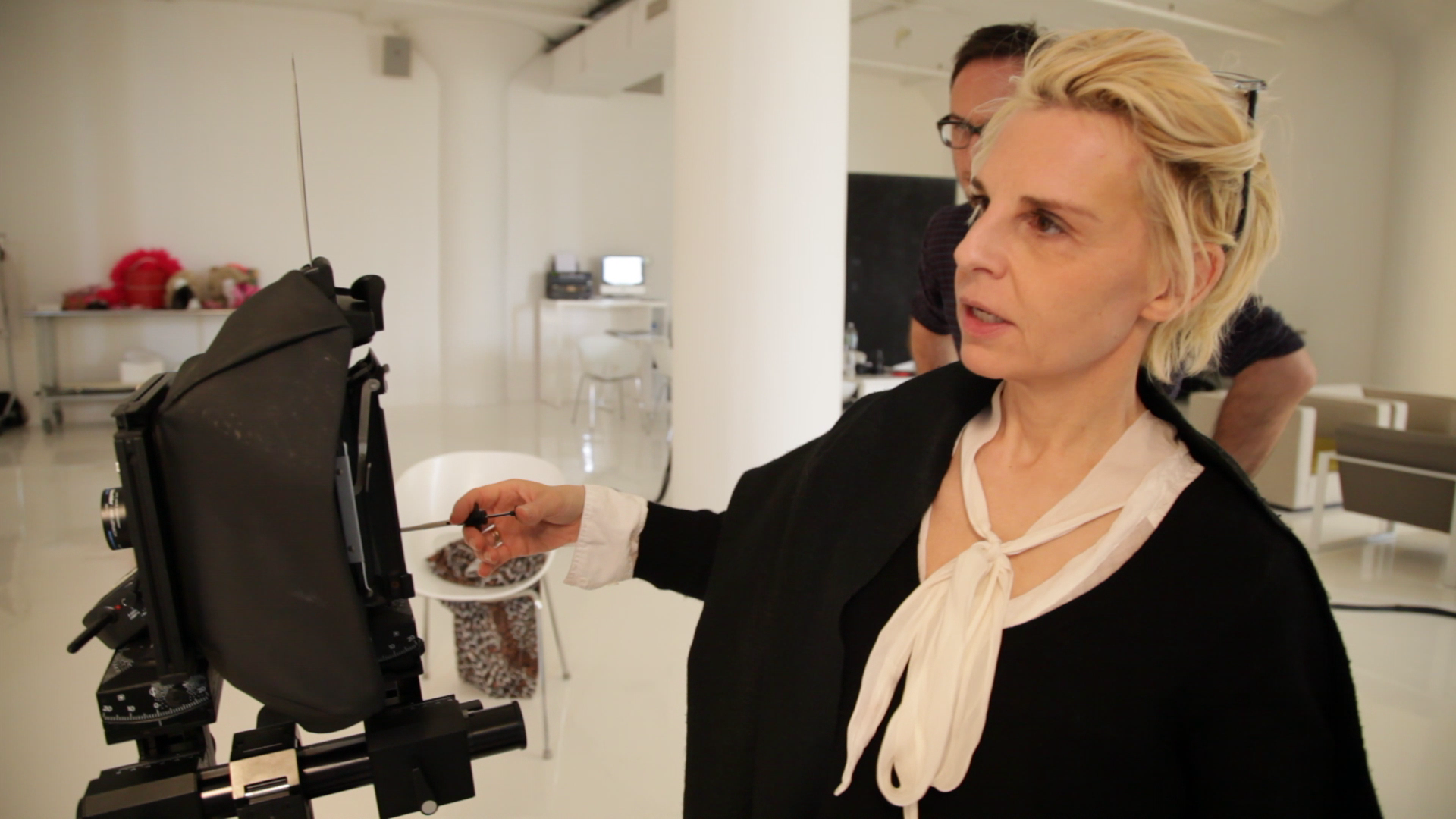
Valérie Belin photographe plasticienne, militante égalité HF.
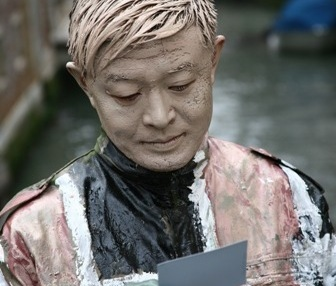
Liu Bolin plasticien photographique chinois, « l’homme invisible ».
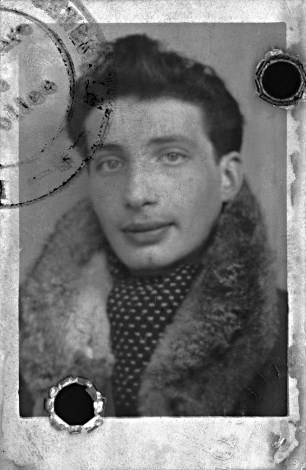
Édouard Boubat correspondant de paix à la revue Réalités.
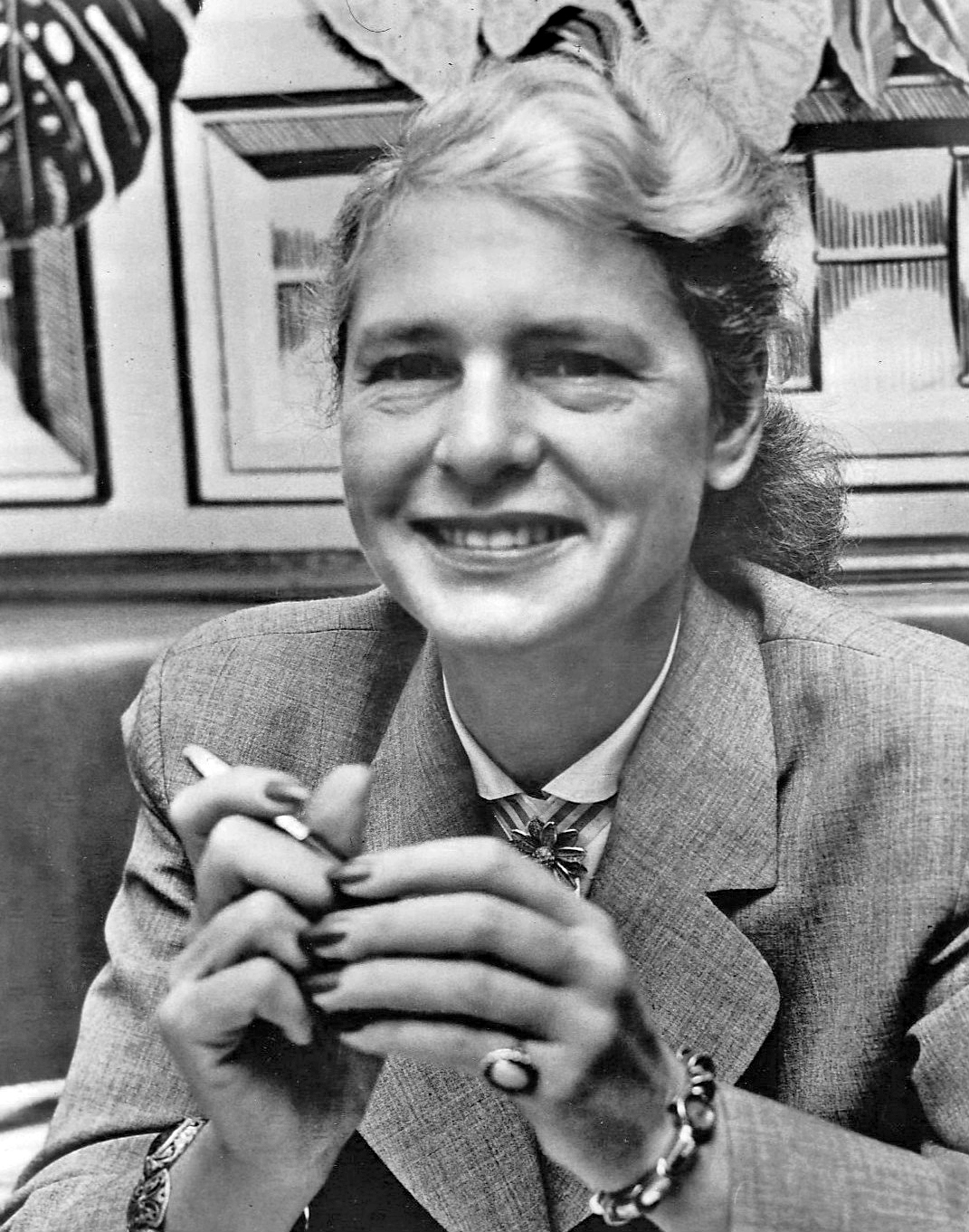
Margaret Bourke-White
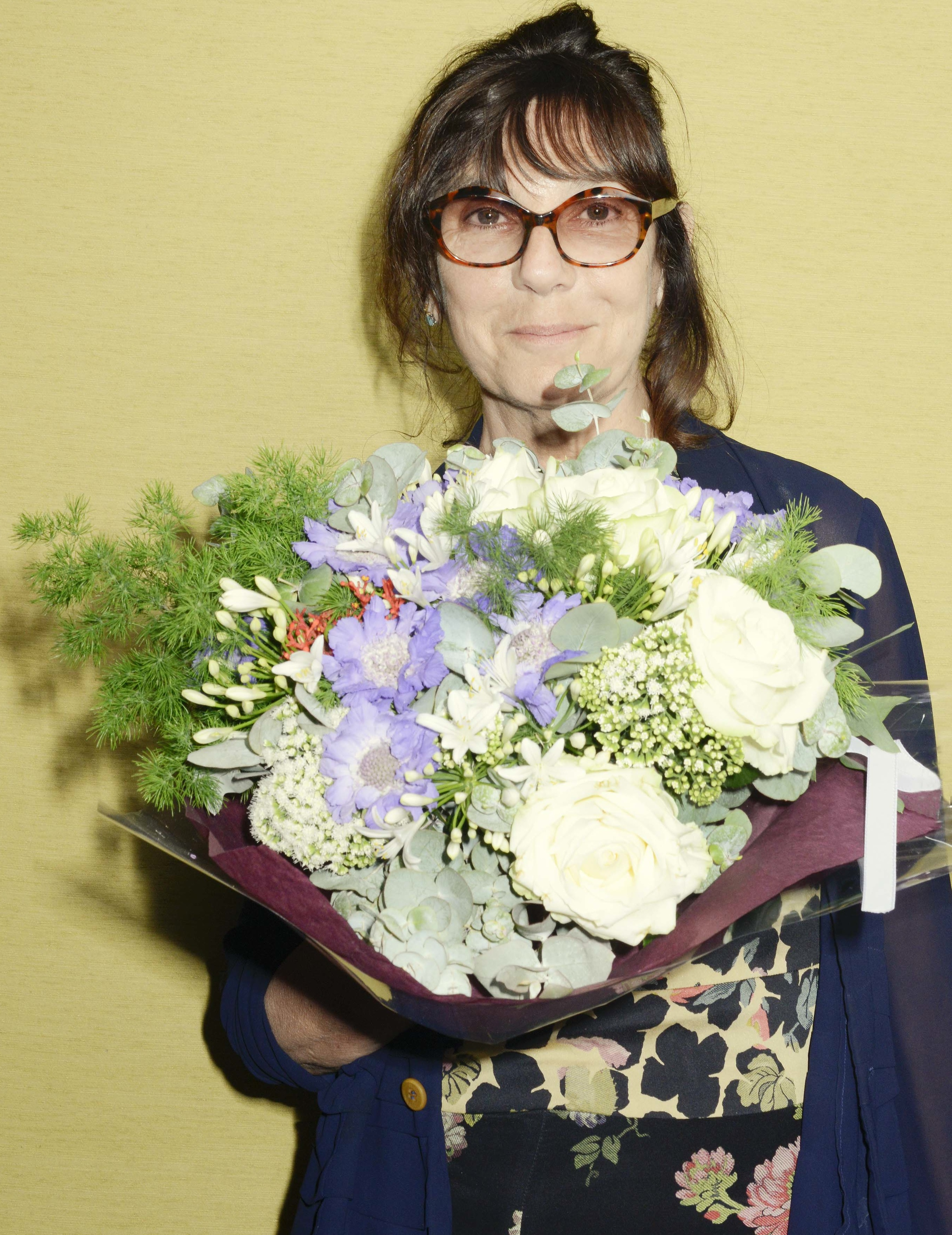
Sophie Calle
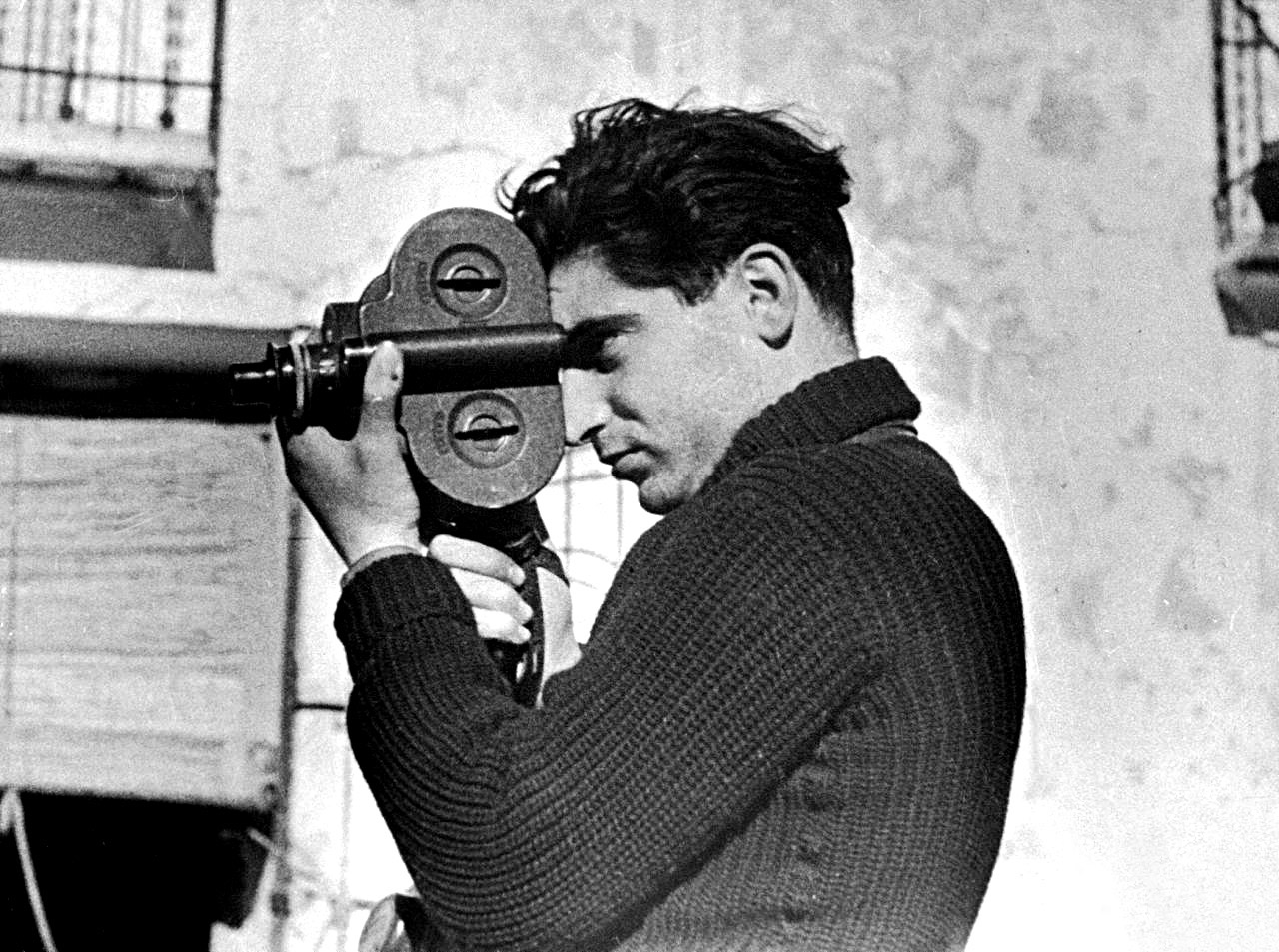
Robert Capa photographe de guerre, photographié ici par Gerda Taro en 1937.
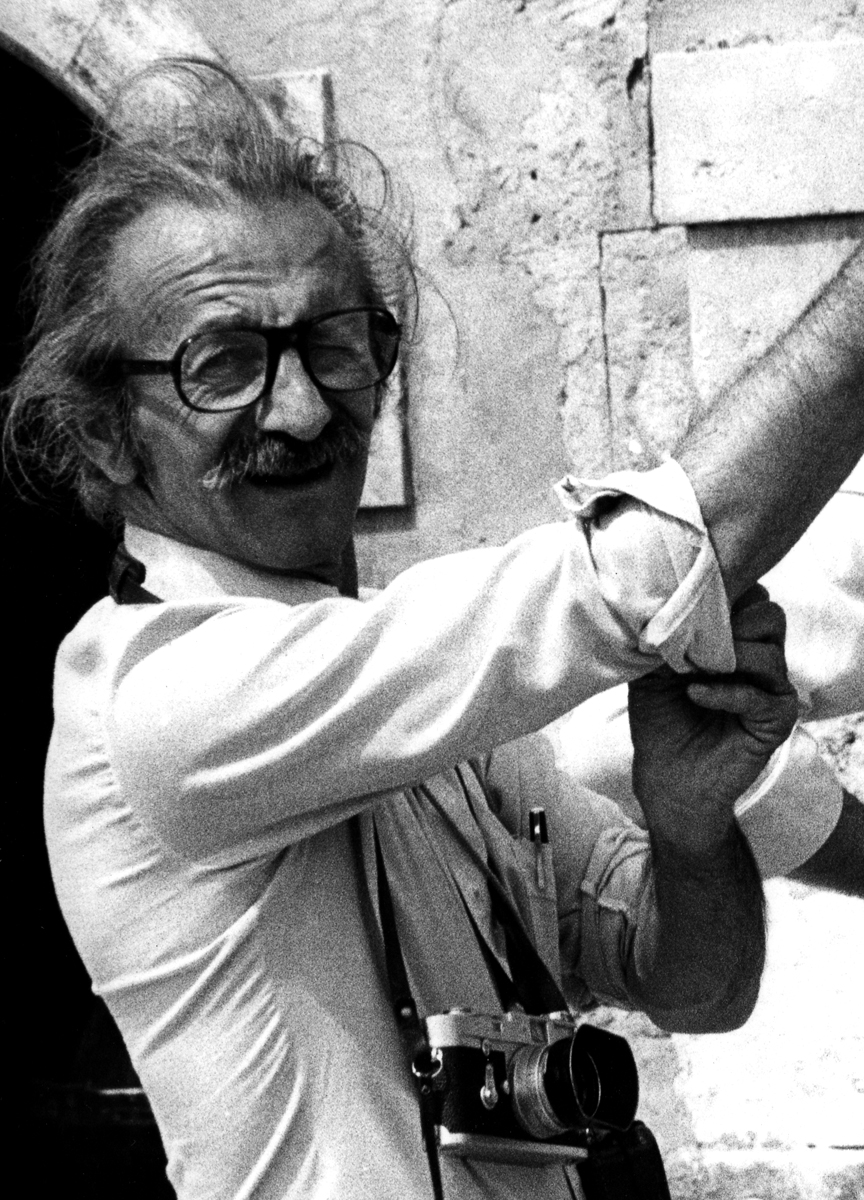
Jean-Philippe Charbonnier,
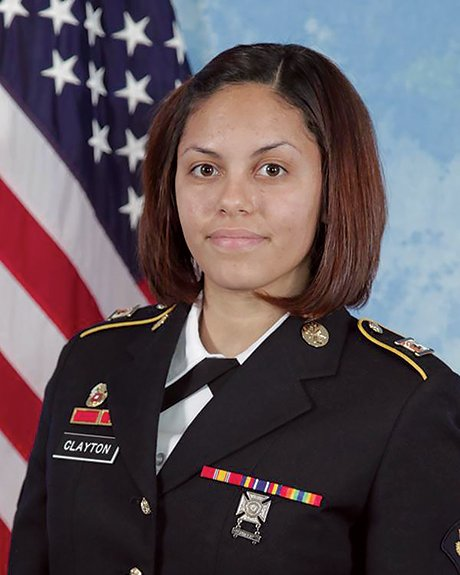
Hilda Clayton photographe aux Armées qui a photographié sa propre mort.
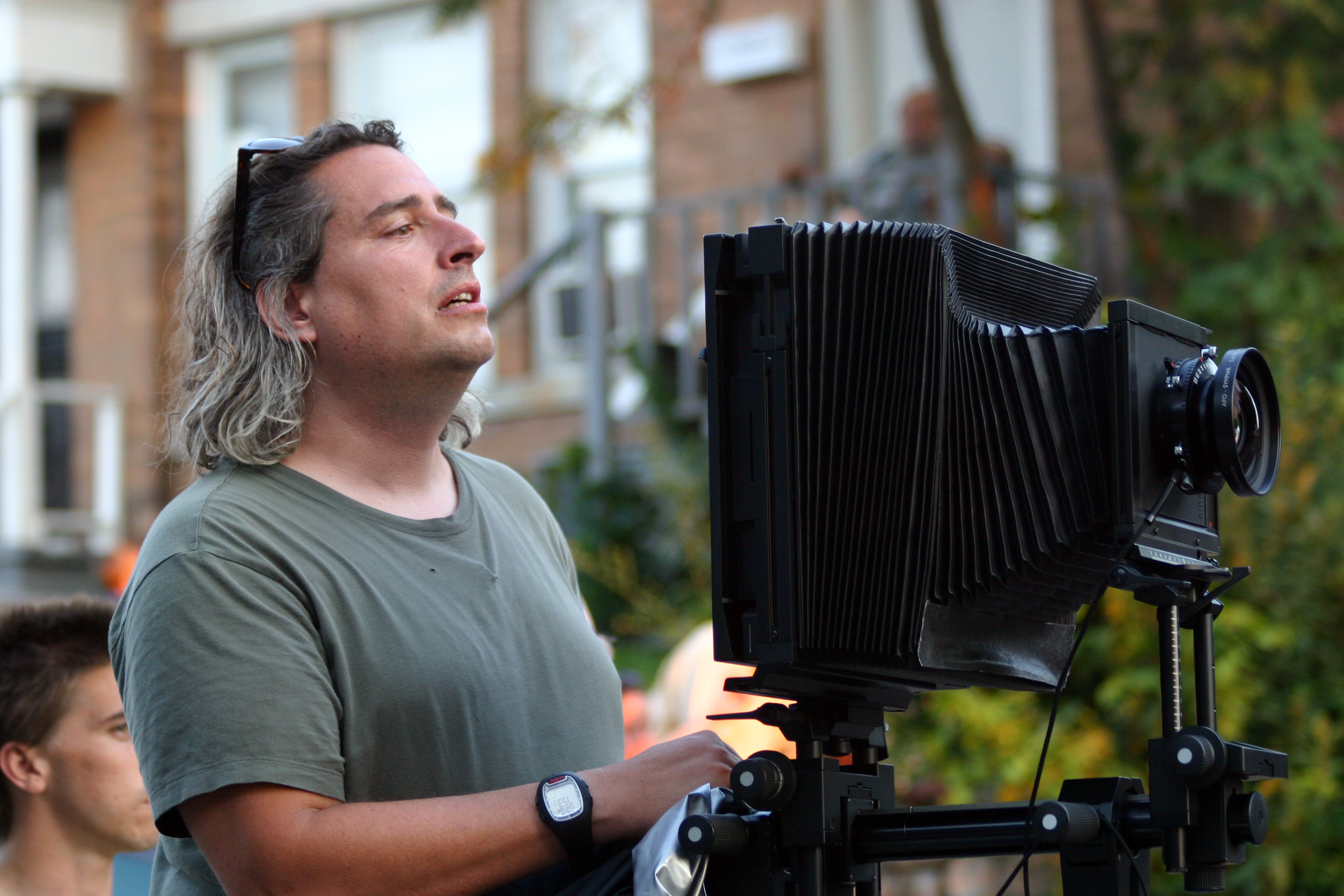
Gregory Crewdson photographe de tableau photographique, avec sa chambre 8x10.
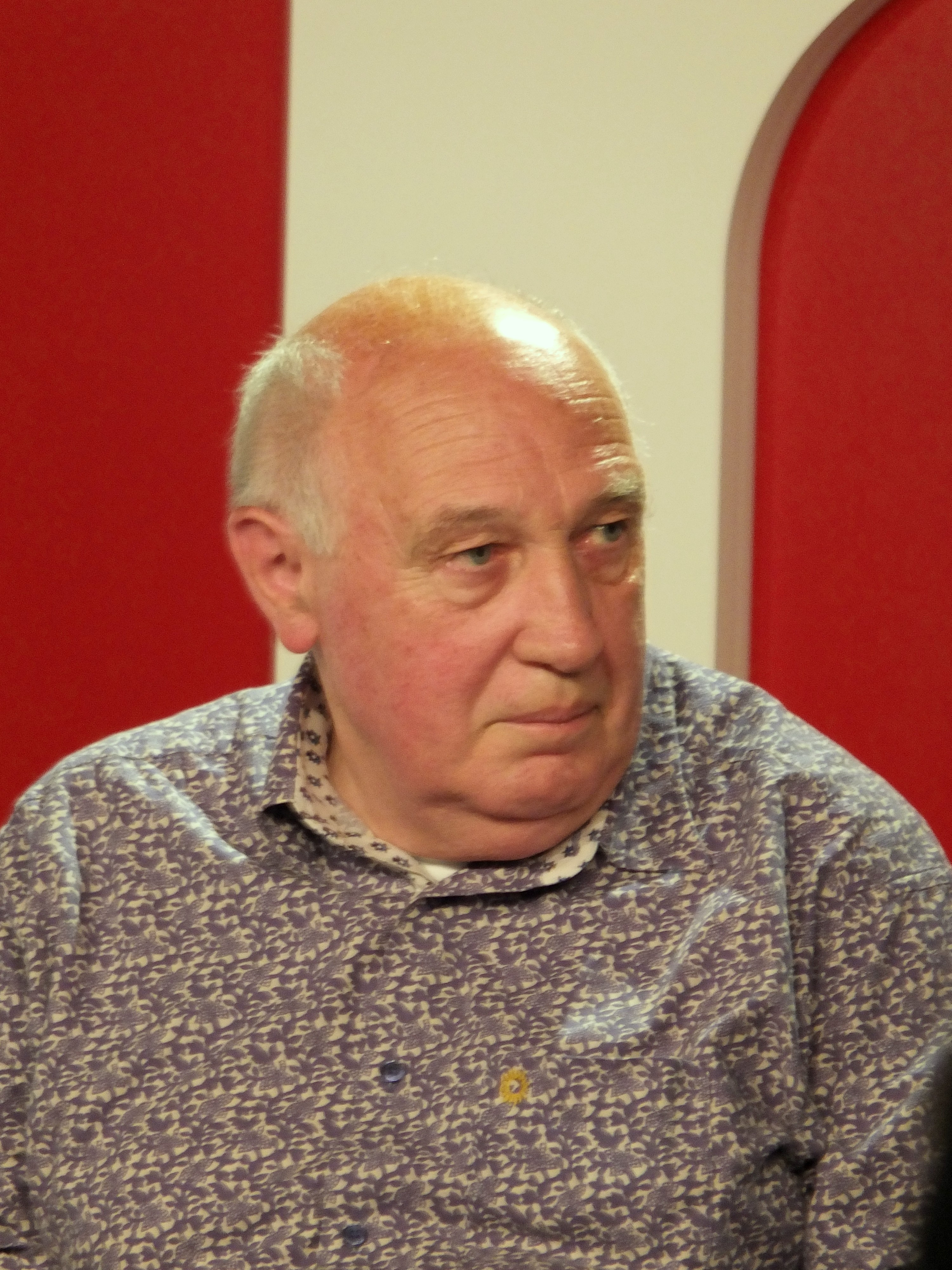
Raymond Depardon photojournaliste et cinéaste.
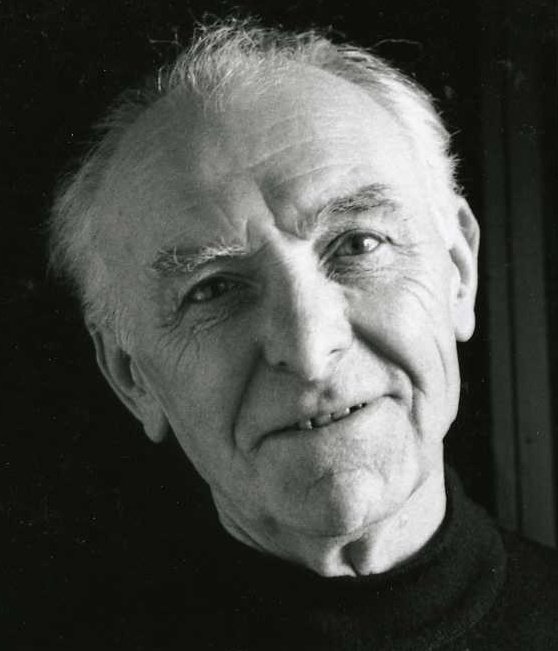
Robert Doisneau photographe humaniste.
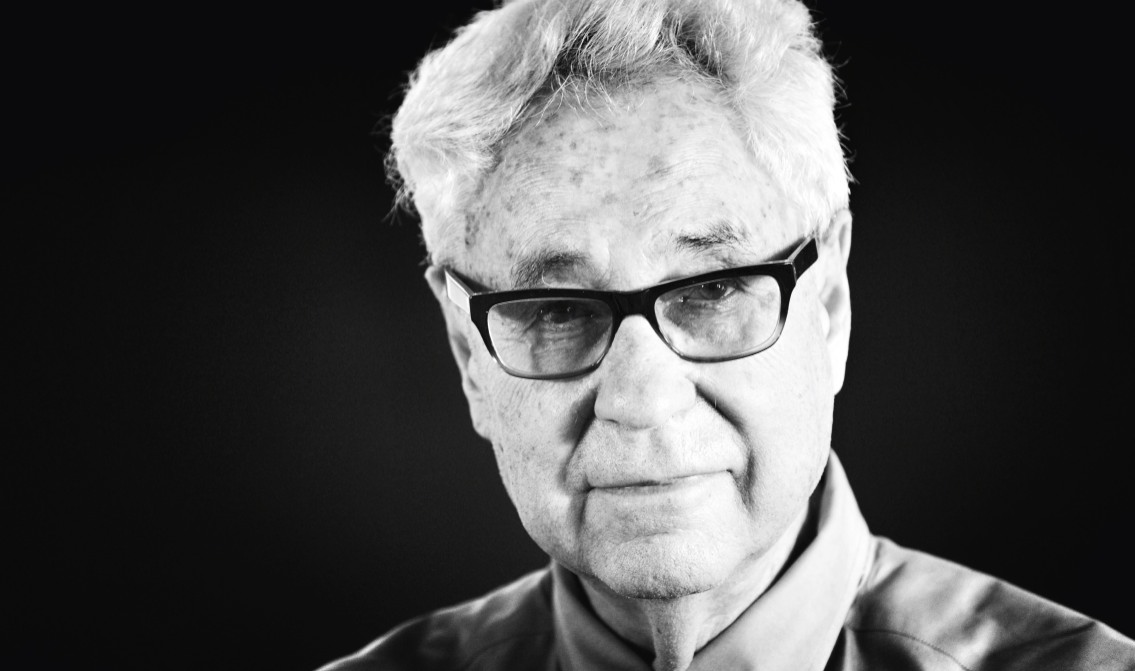
Elliott Erwitt
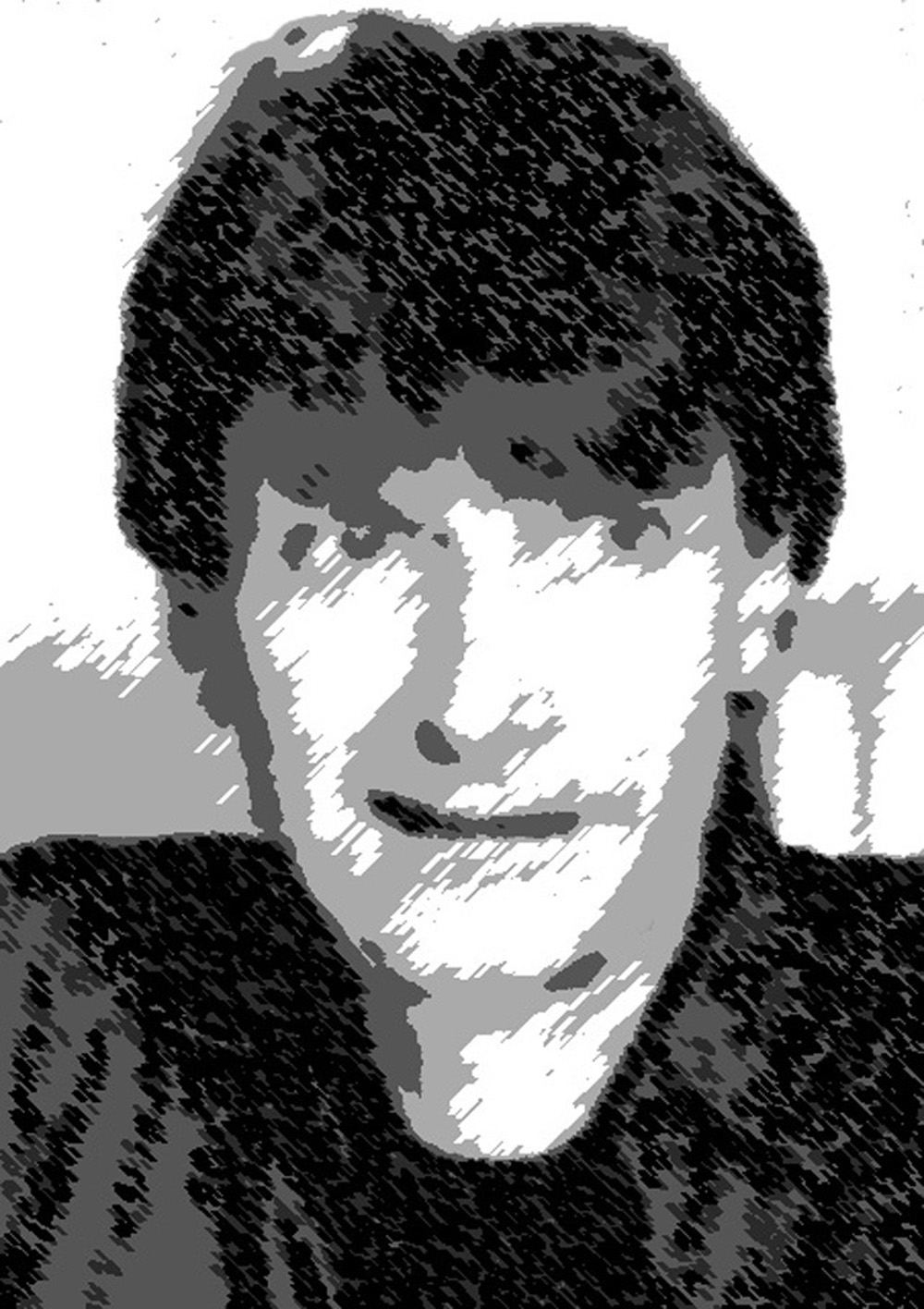
Bernard Faucon
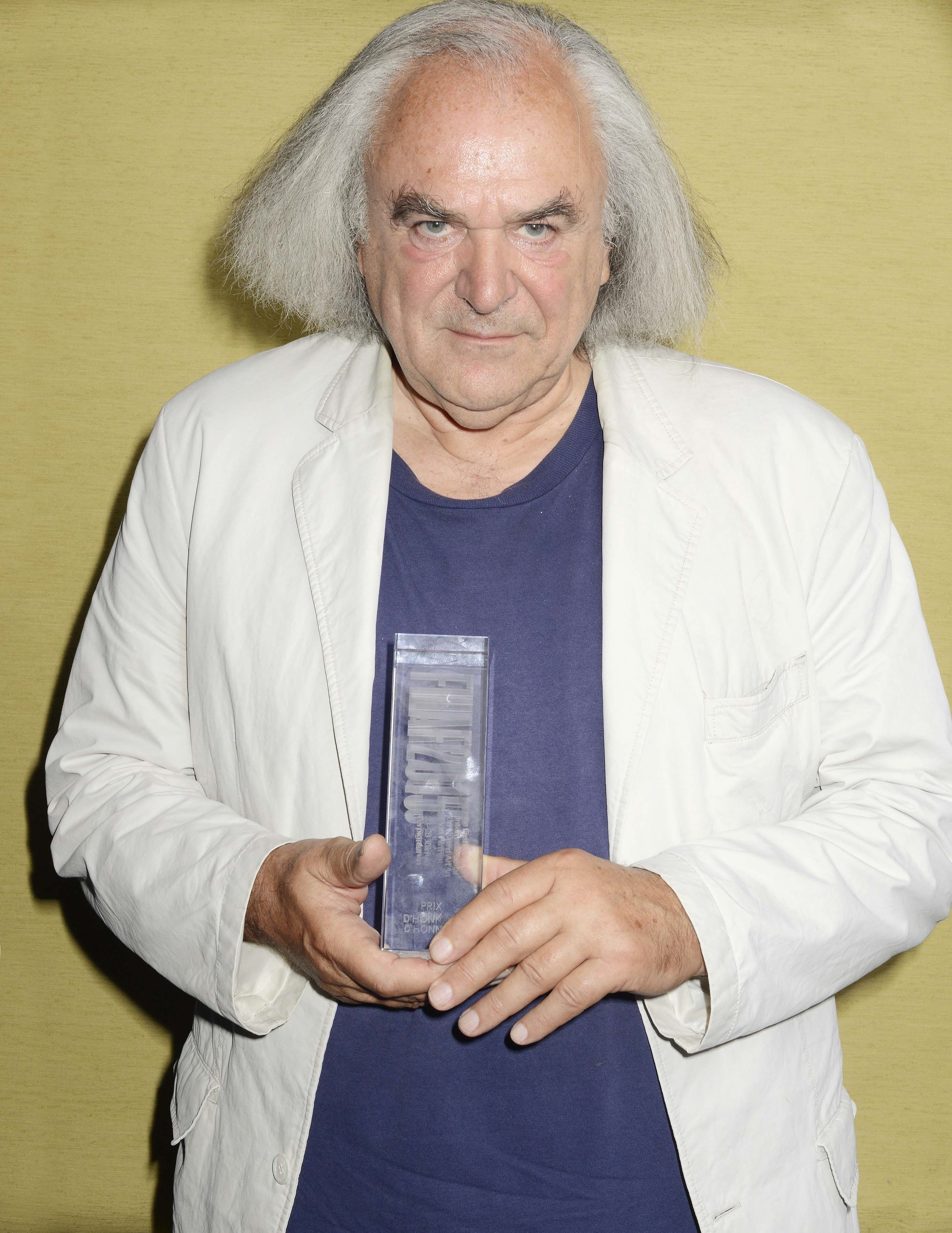
Alain Fleischer photo-plasticien français.
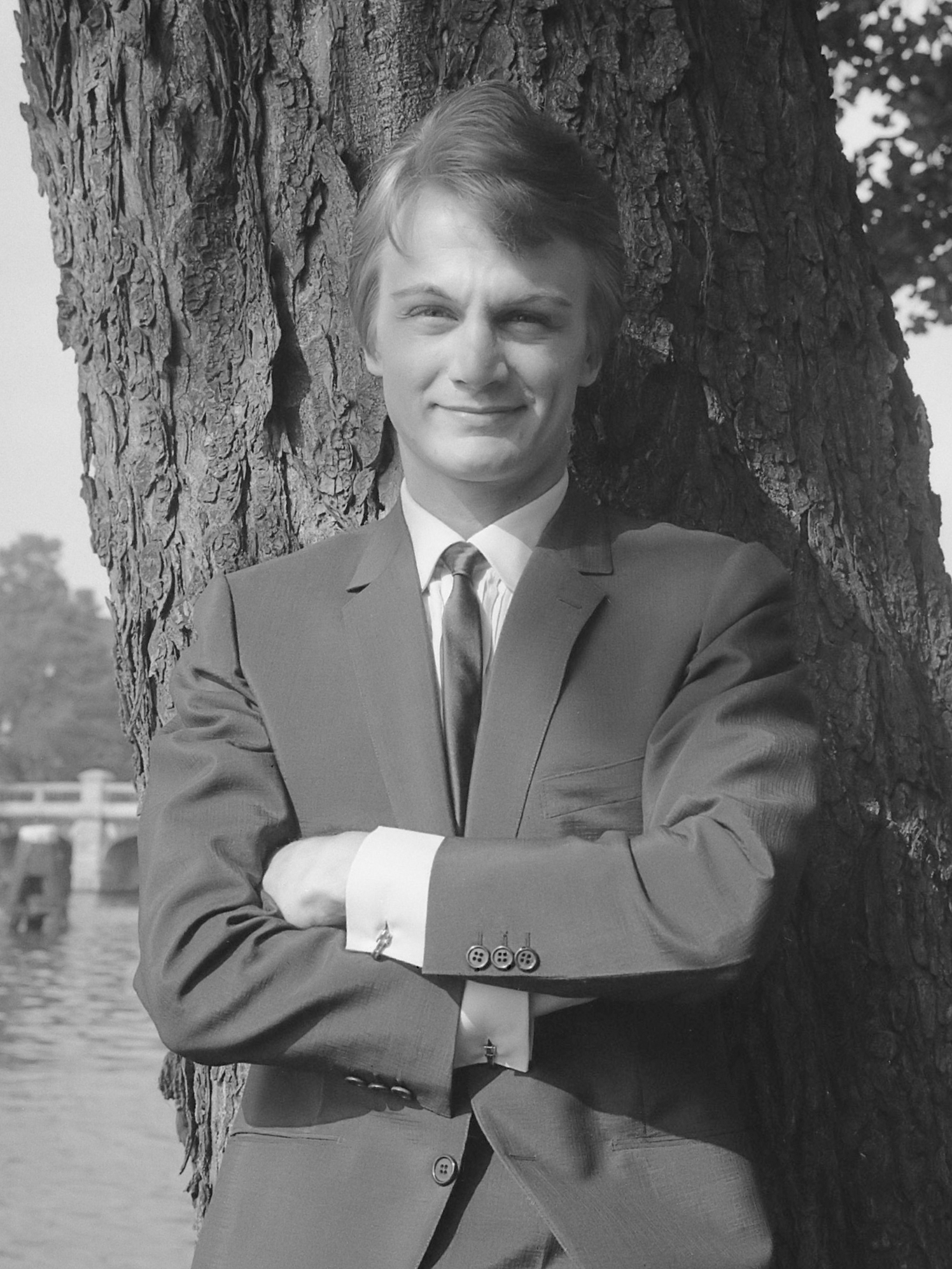
Claude François alias Frédéric Dumoulin, photographe érotique d’Absolu.
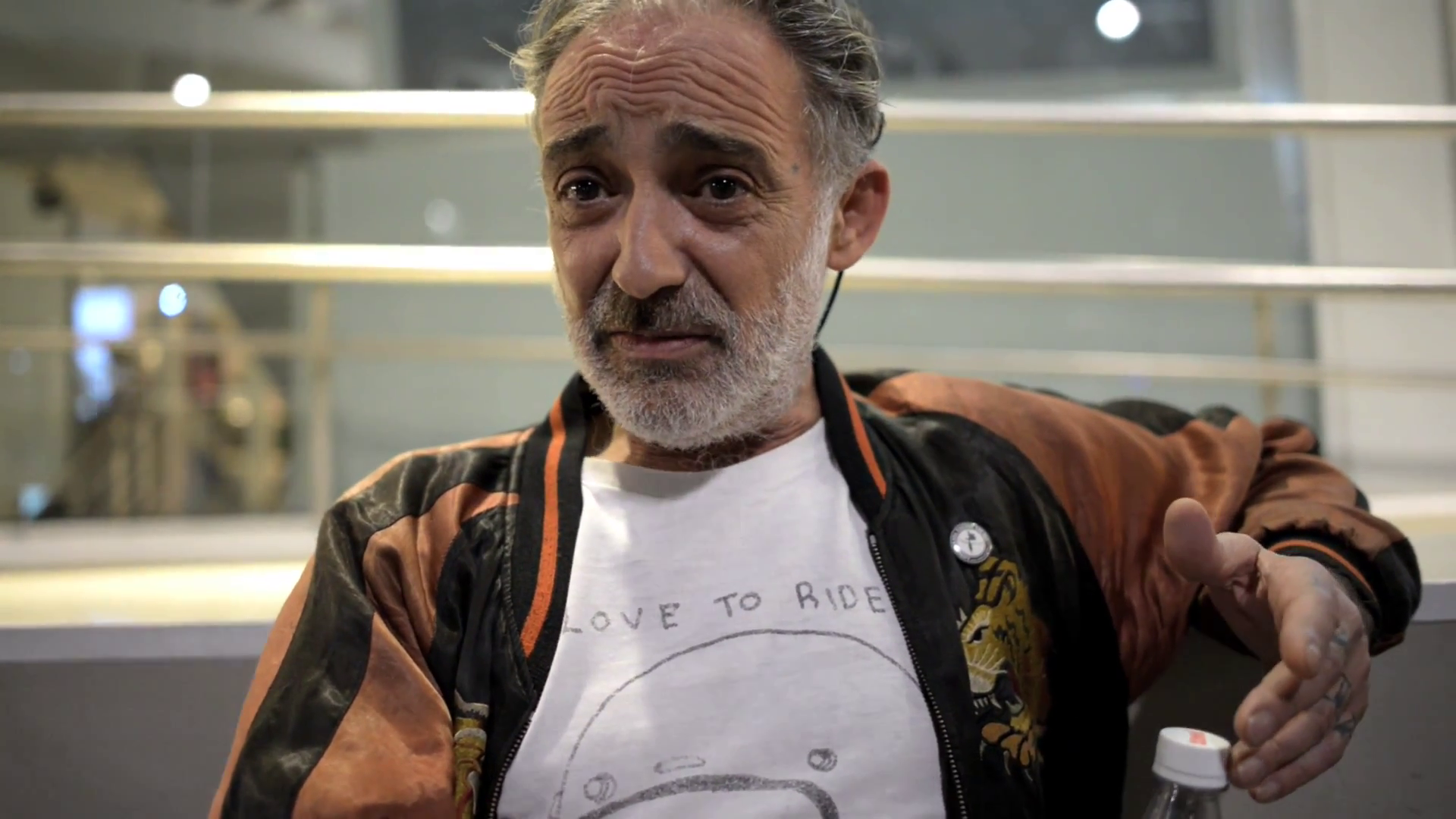
Alberto Garcia-Alix
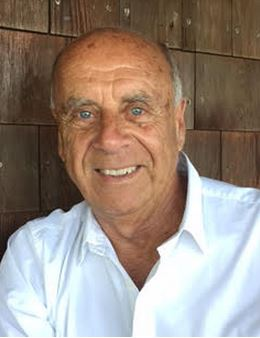
Ralph Gibson Leica et noir et blanc exclusivement.
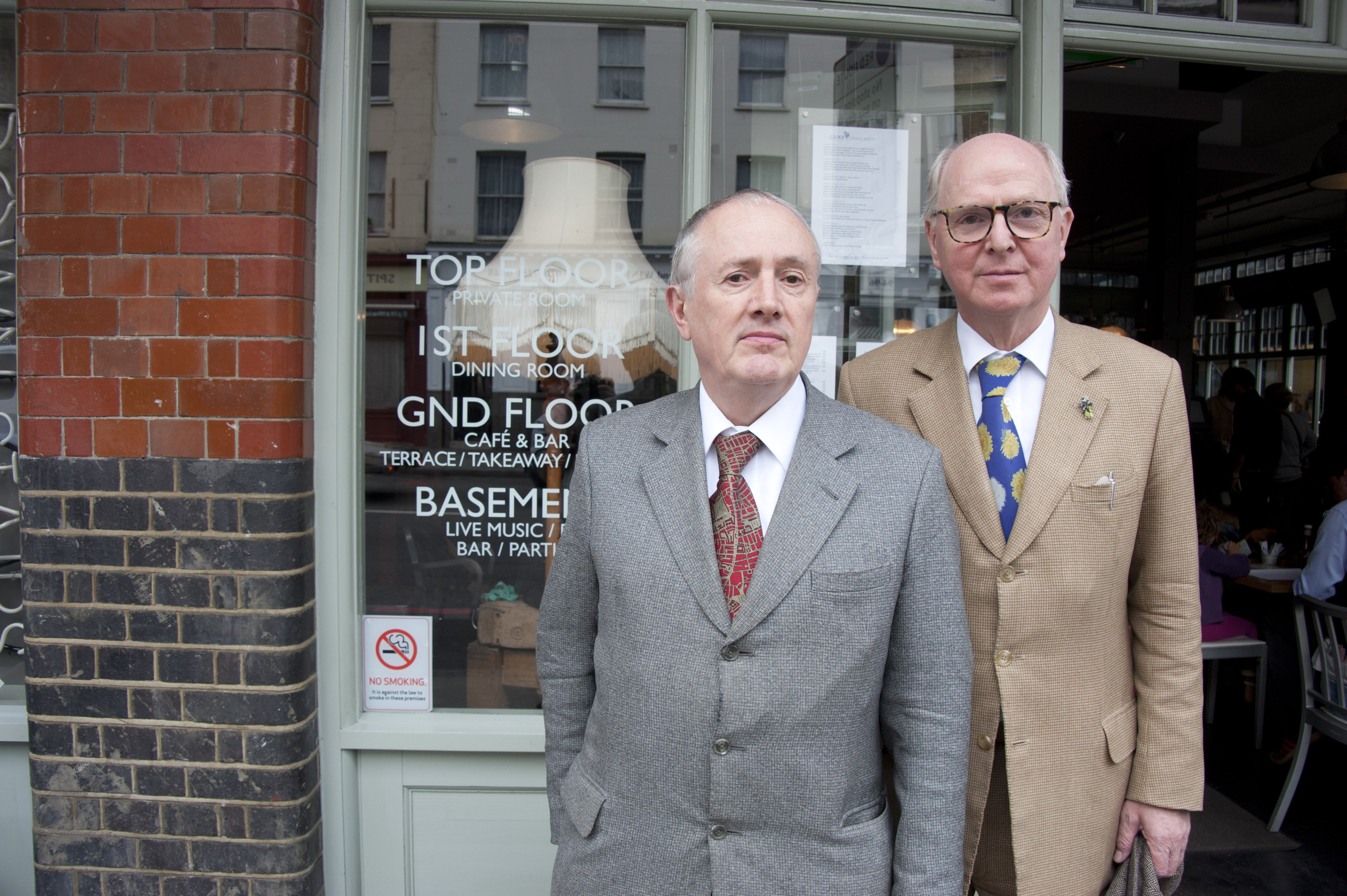
Gilbert et George duo de photographes plasticiens britanniques.
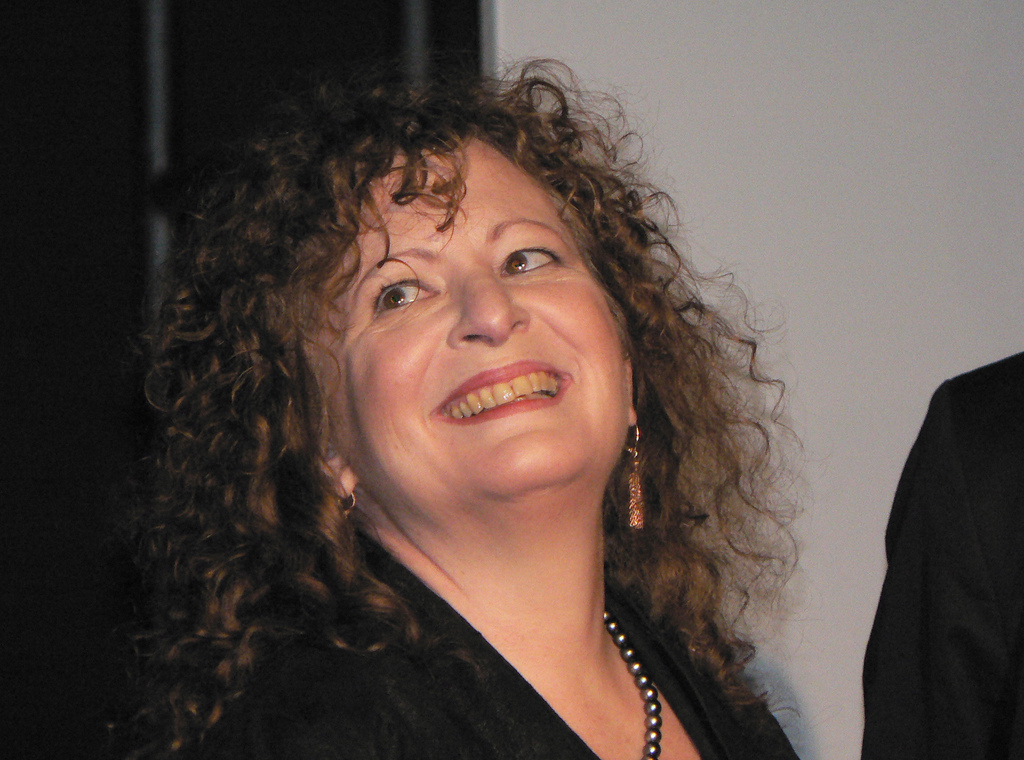
Nan Goldin autoportraitiste de sa vie intime.
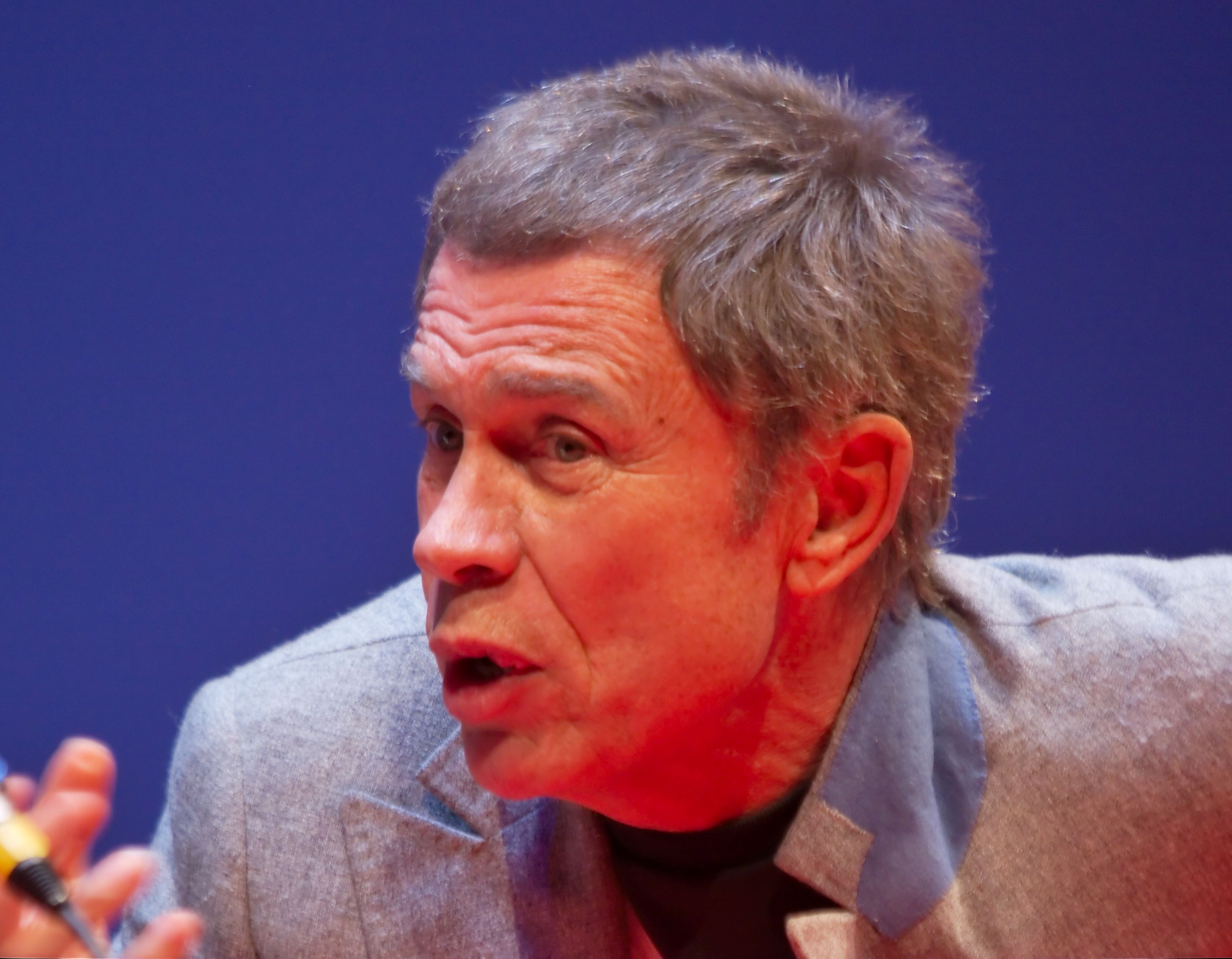
Jean-Paul Goude
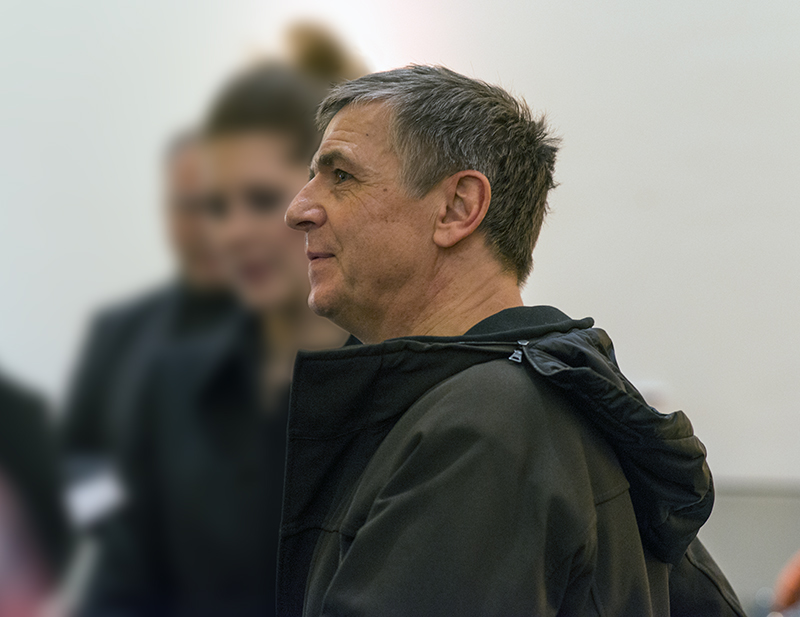
Andreas Gursky L'artiste photographe allemand, au musée K21, Düsseldorf, en 2013.
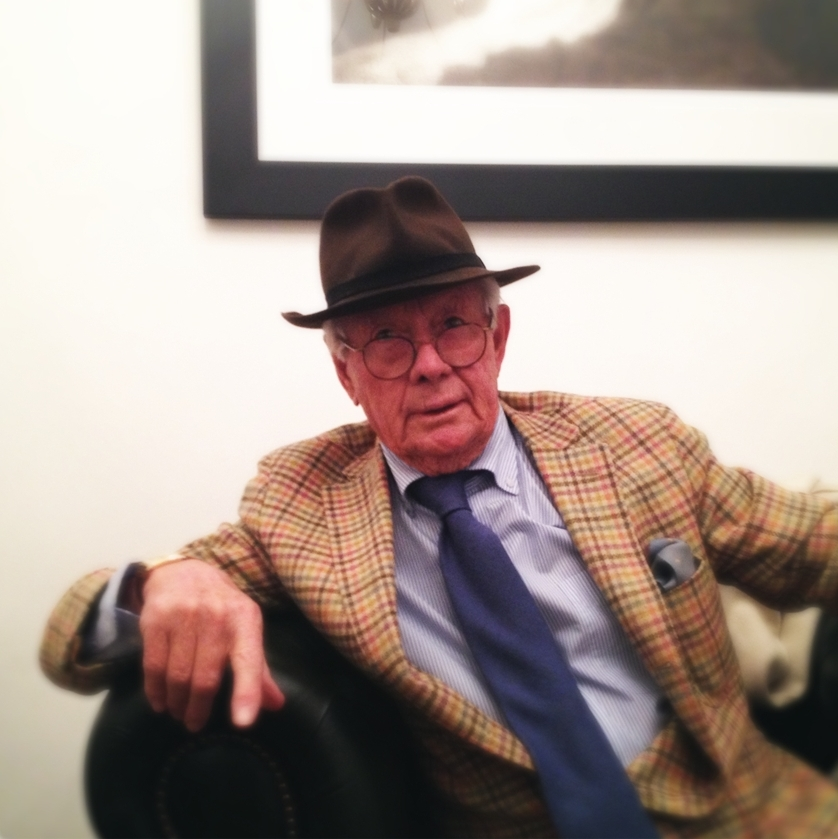
David Hamilton
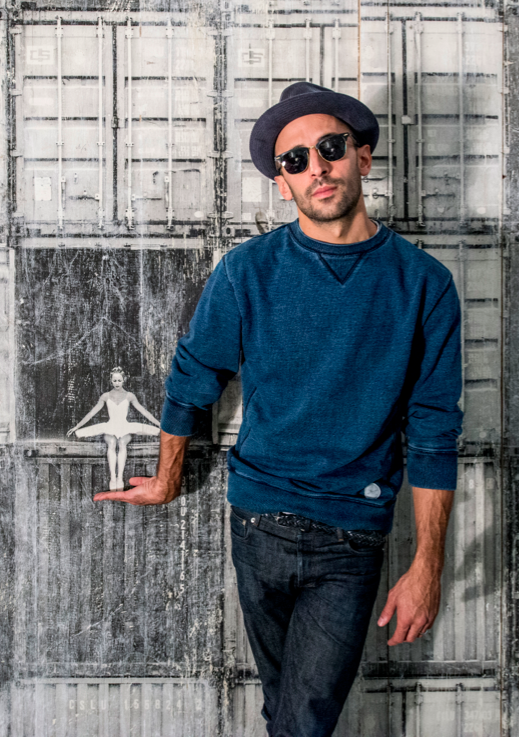
JR plasticien photographe français. Des installations photographiques démesurées et provocatrices dans le monde entier.
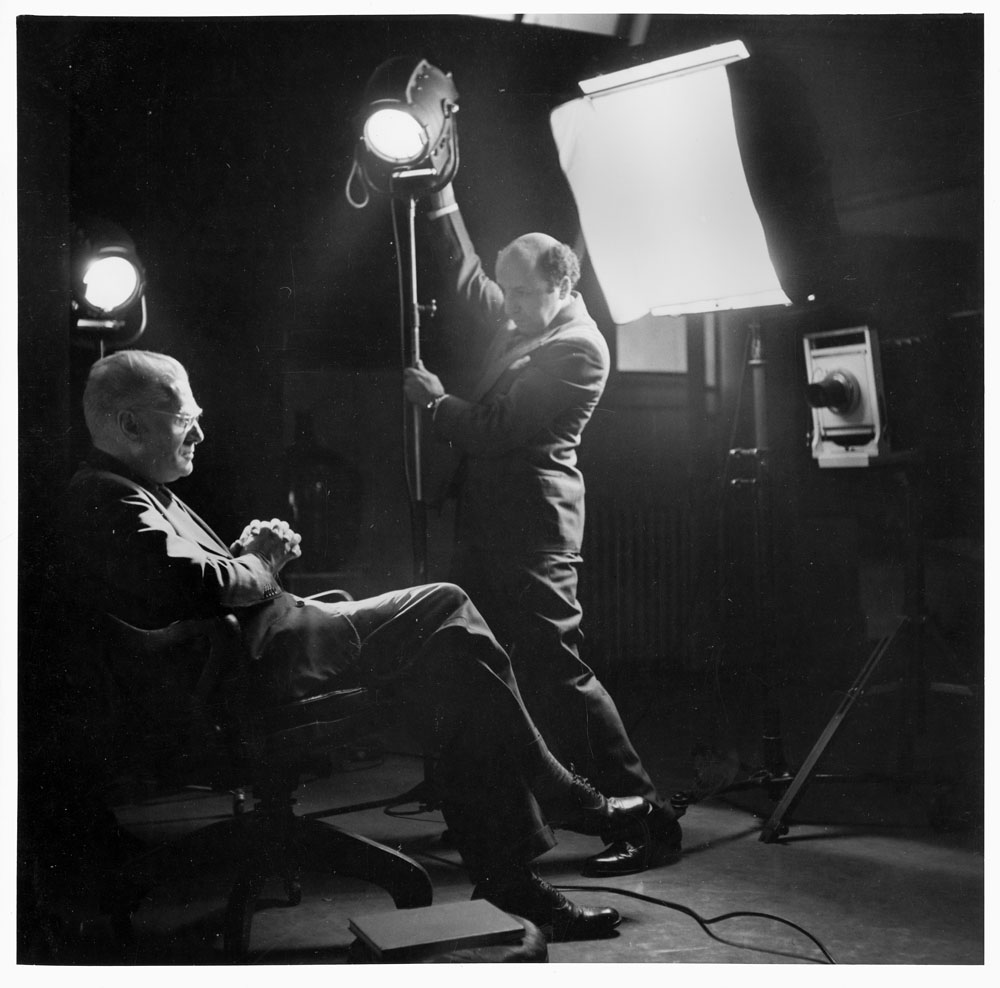
Yousuf Karsh canadien d’origine arménienne, portraitiste.
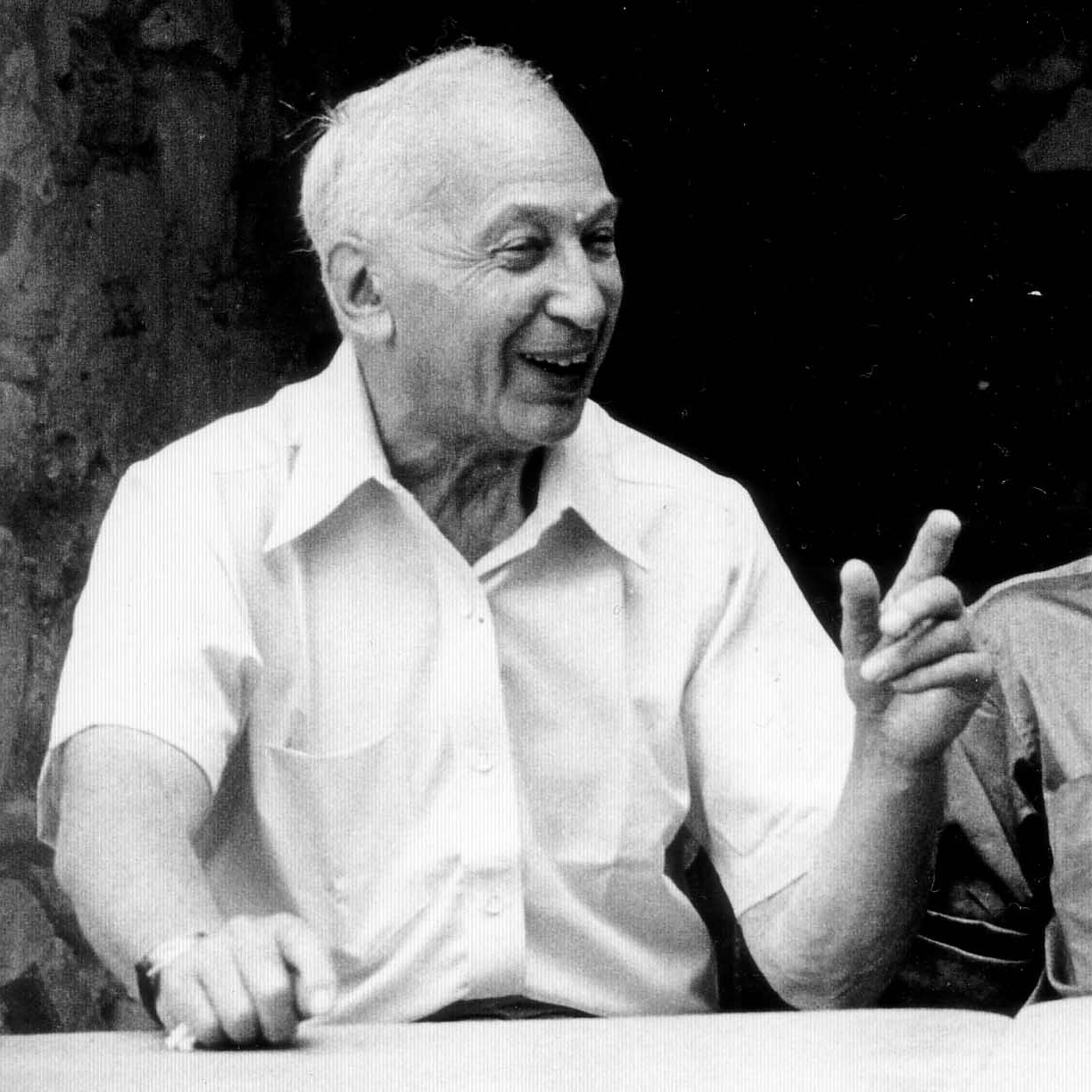
André Kertész
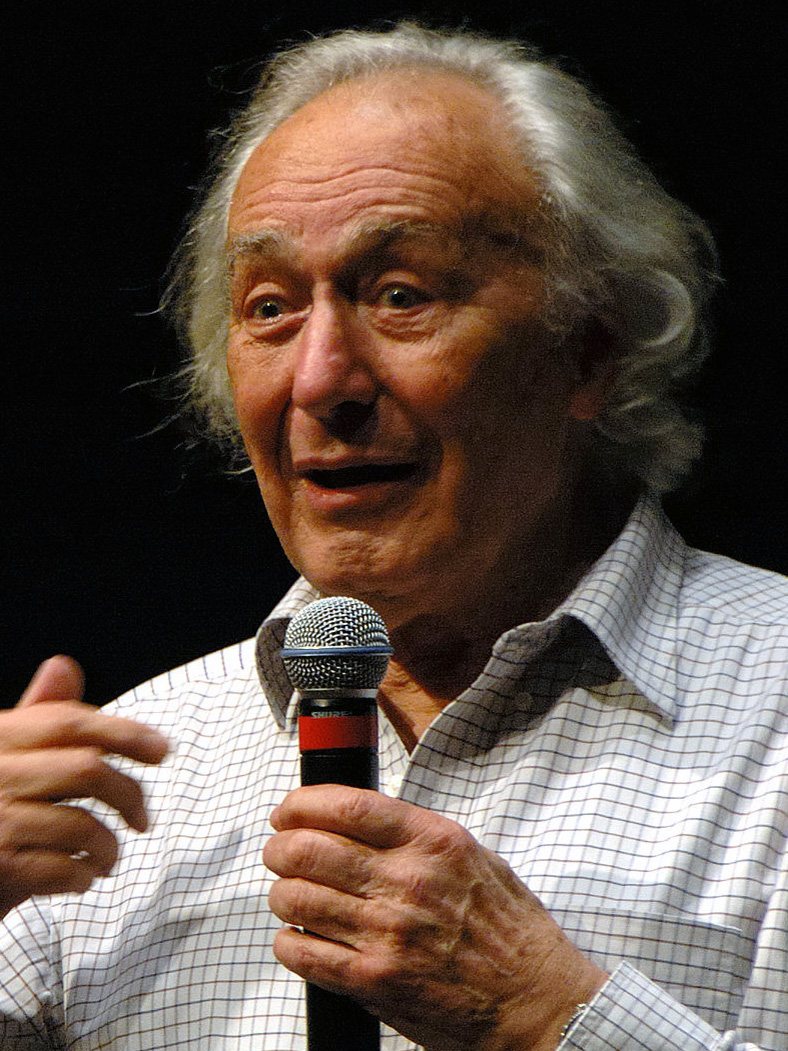
William Klein
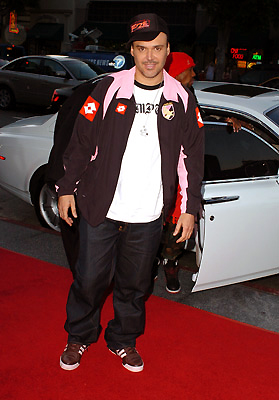
David LaChapelle
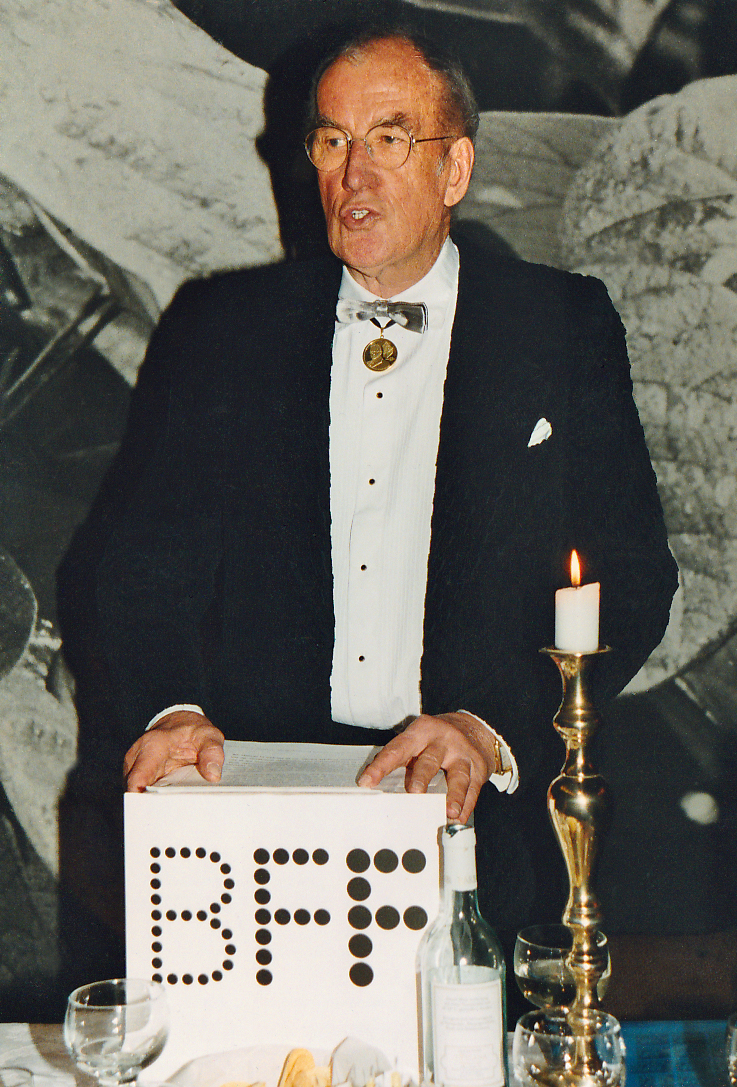
Walter E. Lautenbacher photographe de mode allemand, fondateur de l'Union des photographes artistiques professionnels en Allemagne (Bund Freischaffender Foto-Designer BFF)
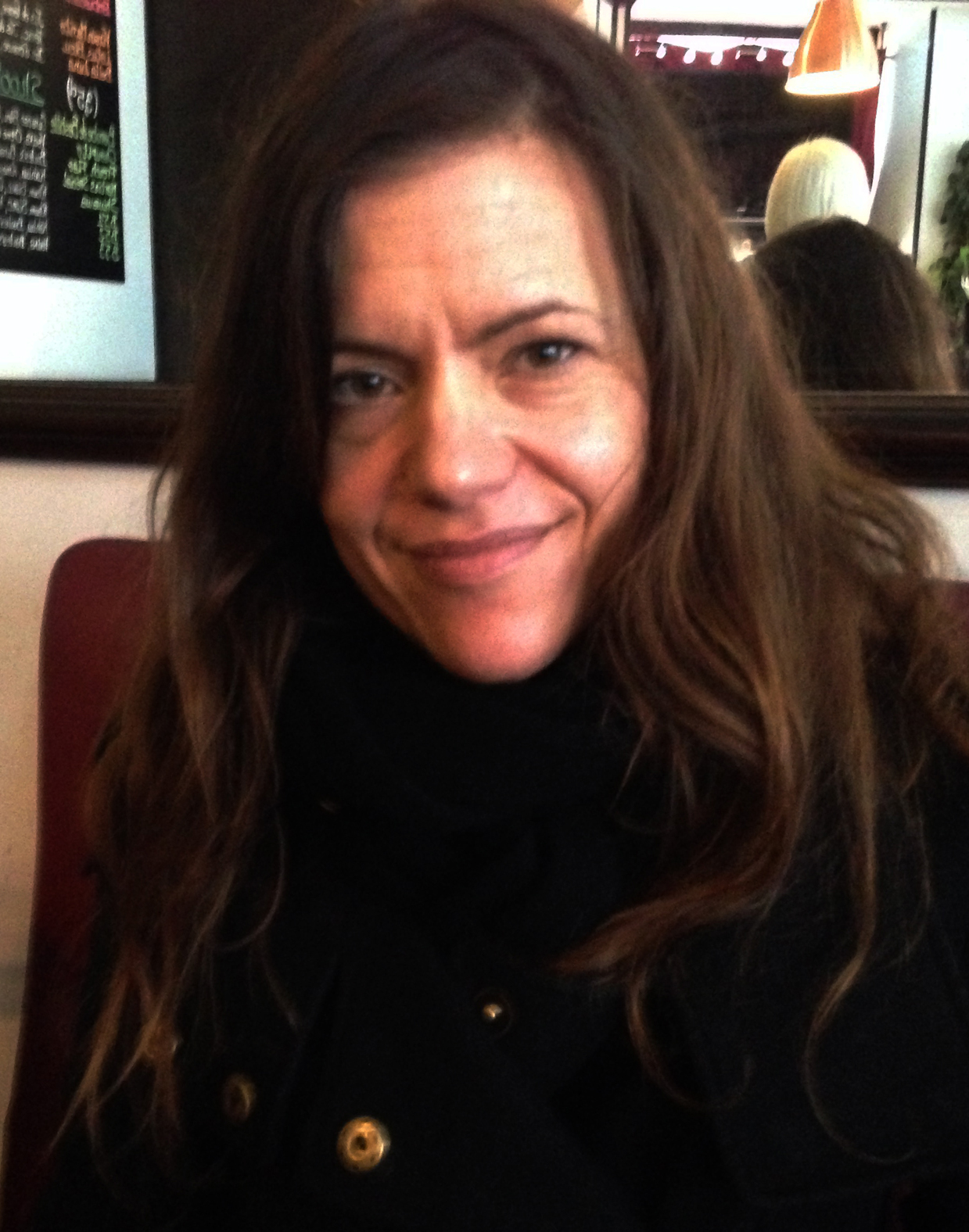
Laurence Leblanc prix Niépce 2016.
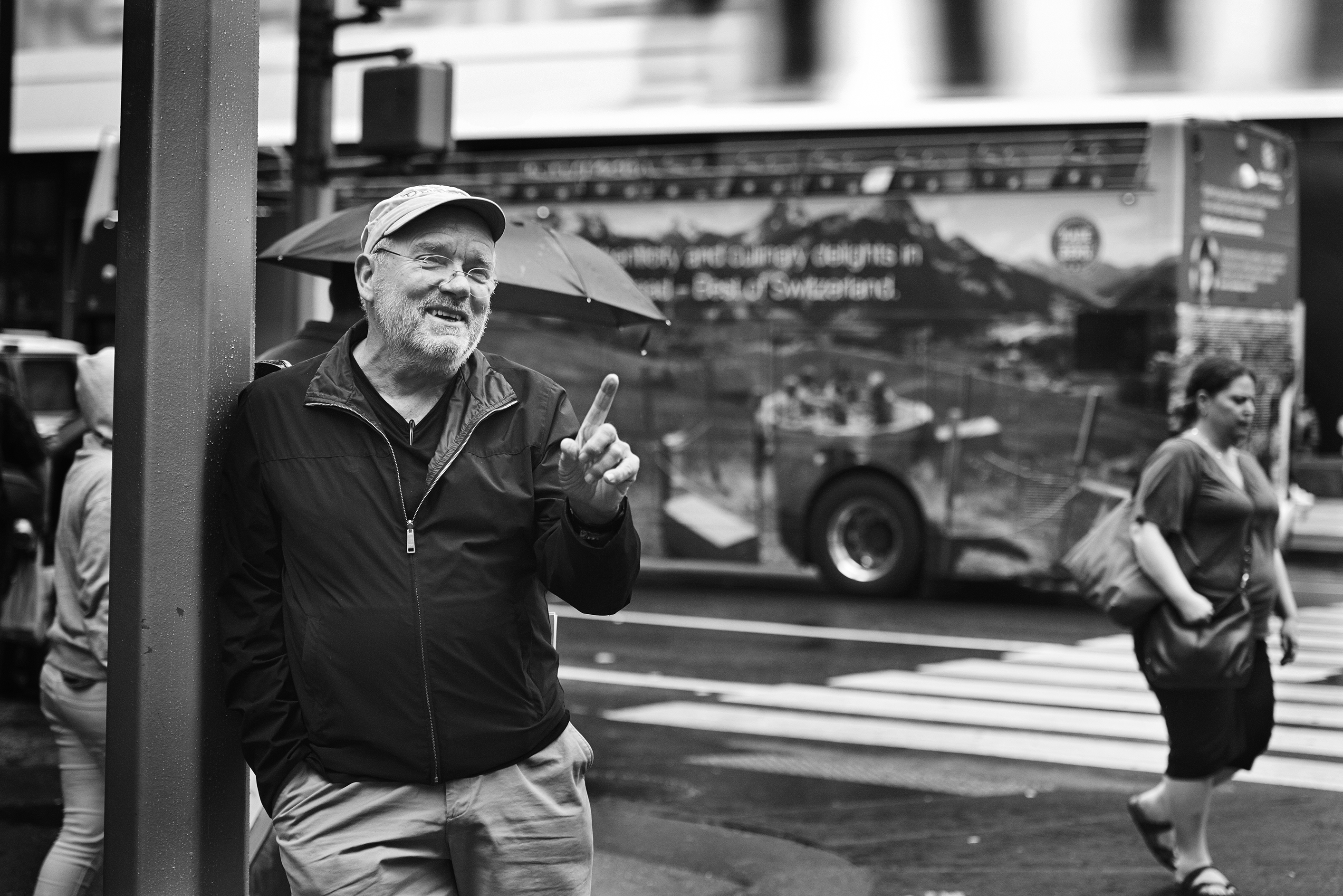
Peter Lindbergh photographe de mode allemand, dans une rue de New York, en 2016.
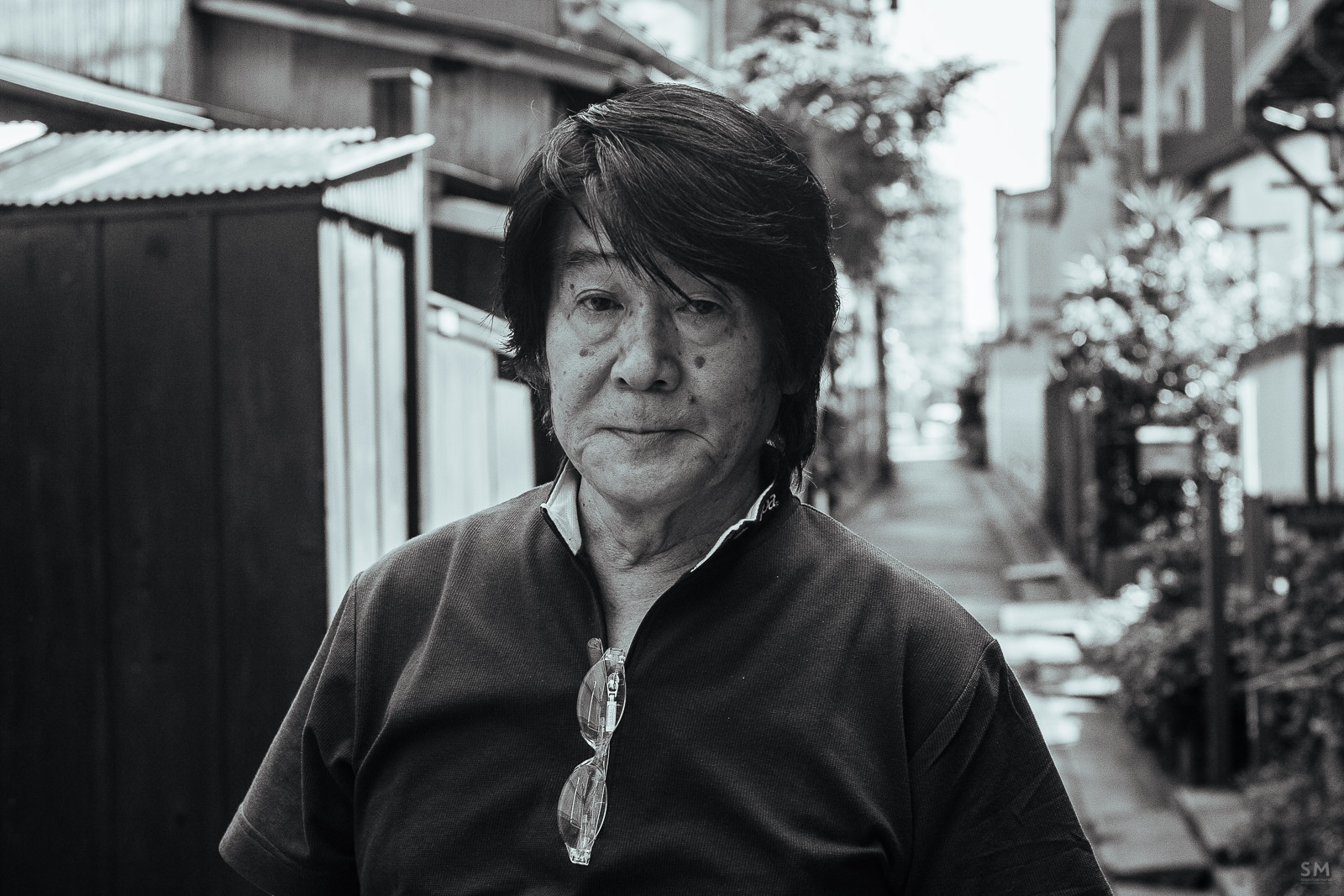
Daido Moriyama 30 livres dont, autobiographique, La vie d'un chien.
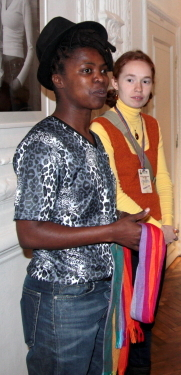
Zanele Muholi photographe sud-africaine, militante féministe de la cause LGTB.
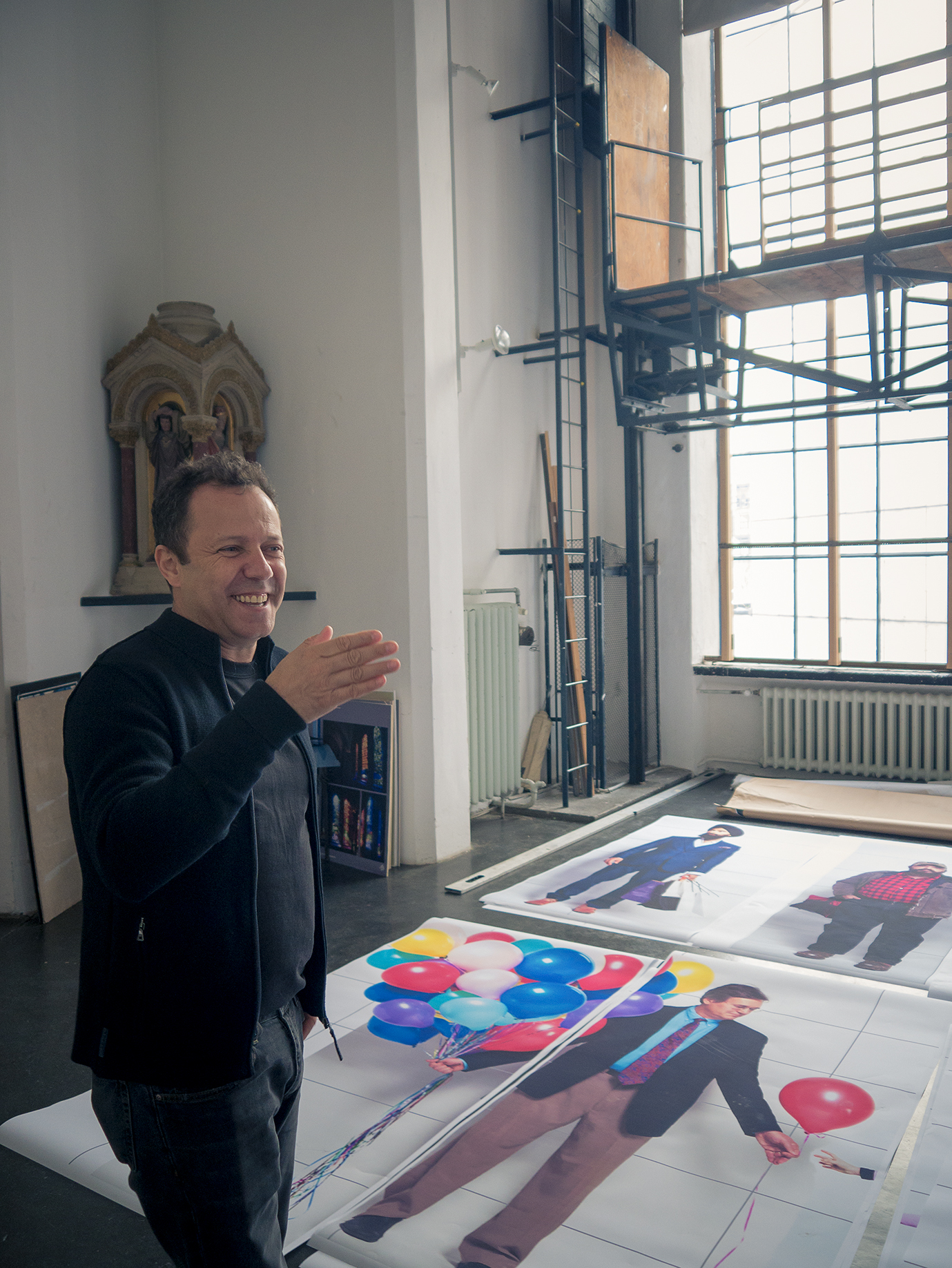
Vik Muniz photo-plasticien brésilien, mosaïque photo dans le métro de New York.
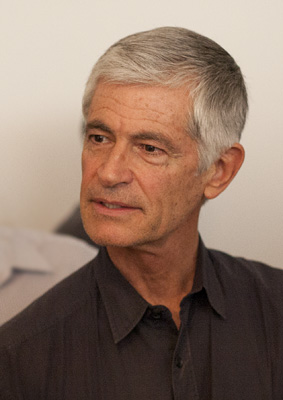
James Nachtwey photographe de guerre britannique.
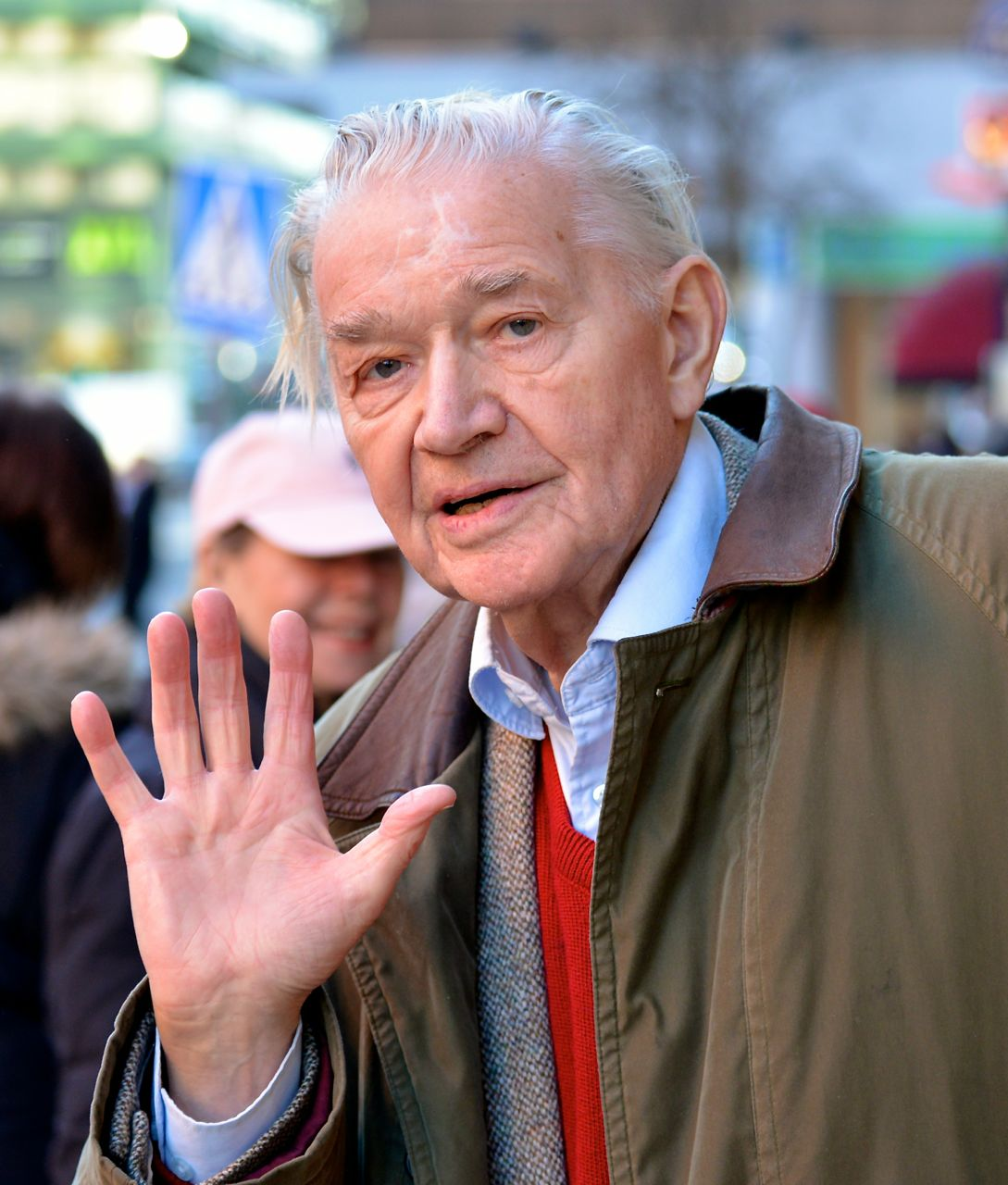
Lennart Nilsson photographe médical suédois.
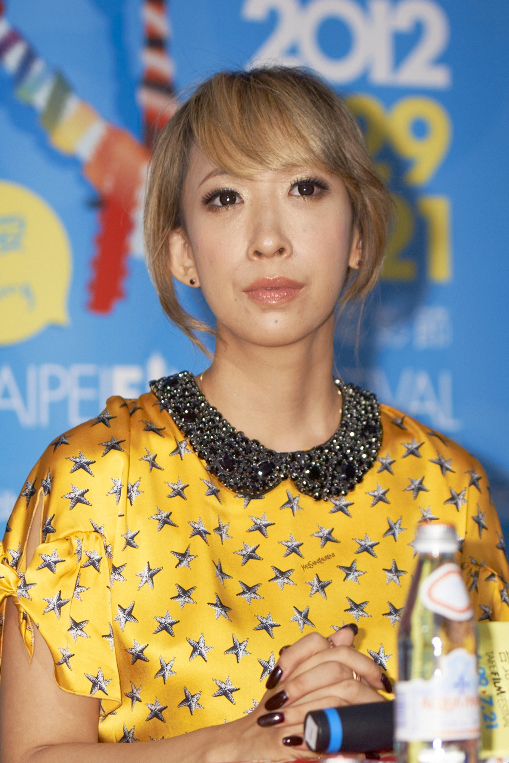
Mika Ninagawa japonaise. Des couleurs.
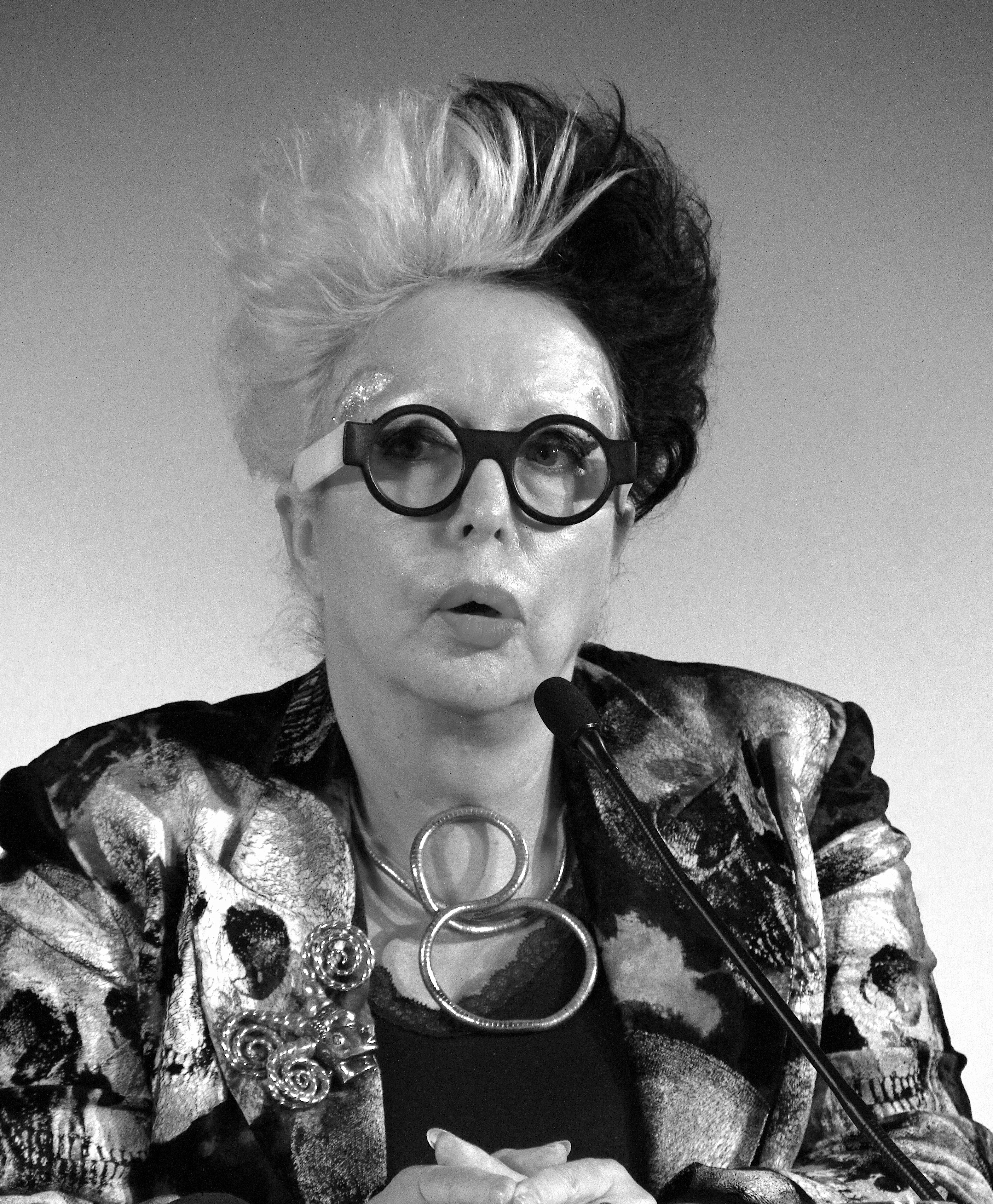
ORLAN plasticienne.
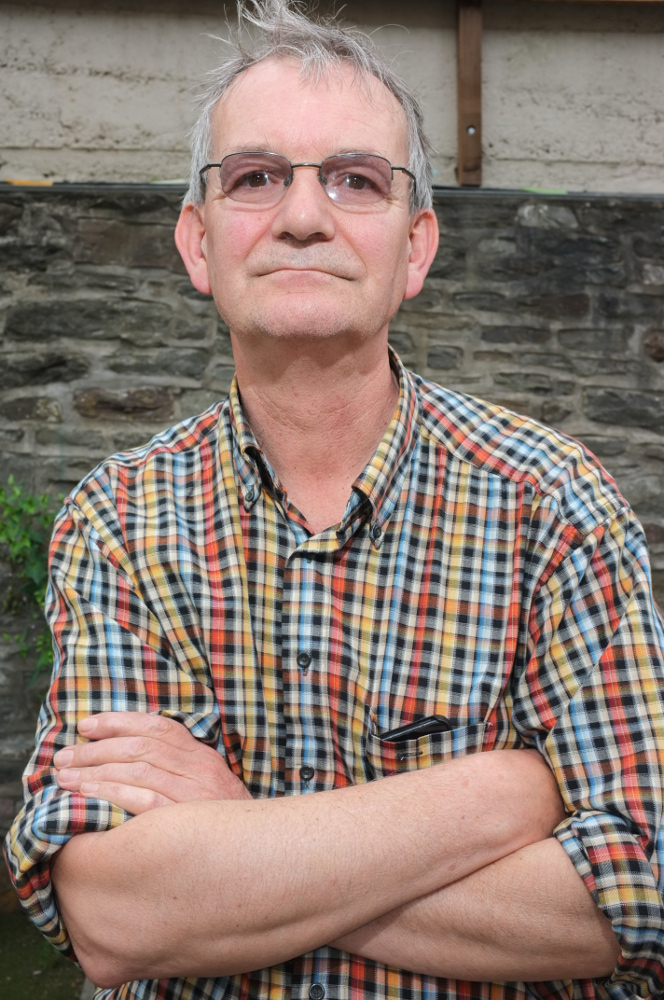
Martin Parr
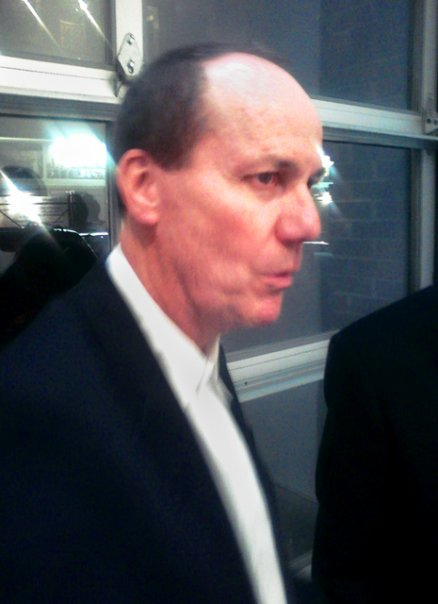
Richard Prince le cow-boy Untitled.
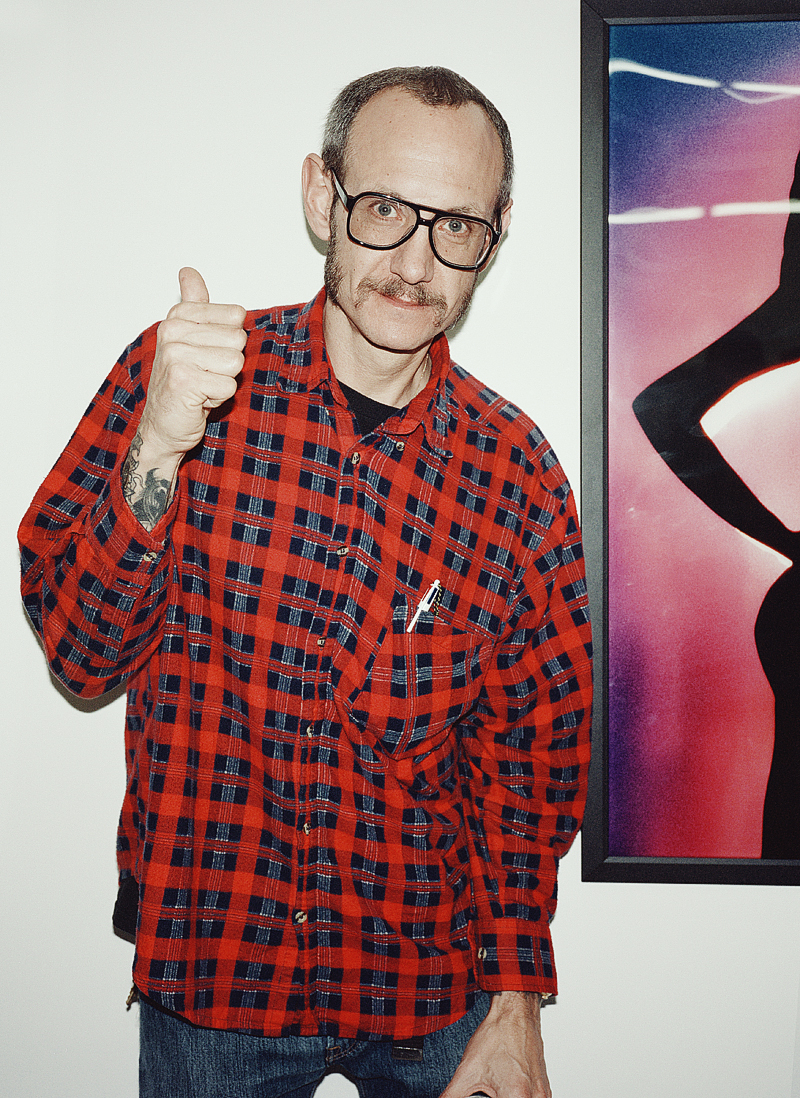
Terry Richardson
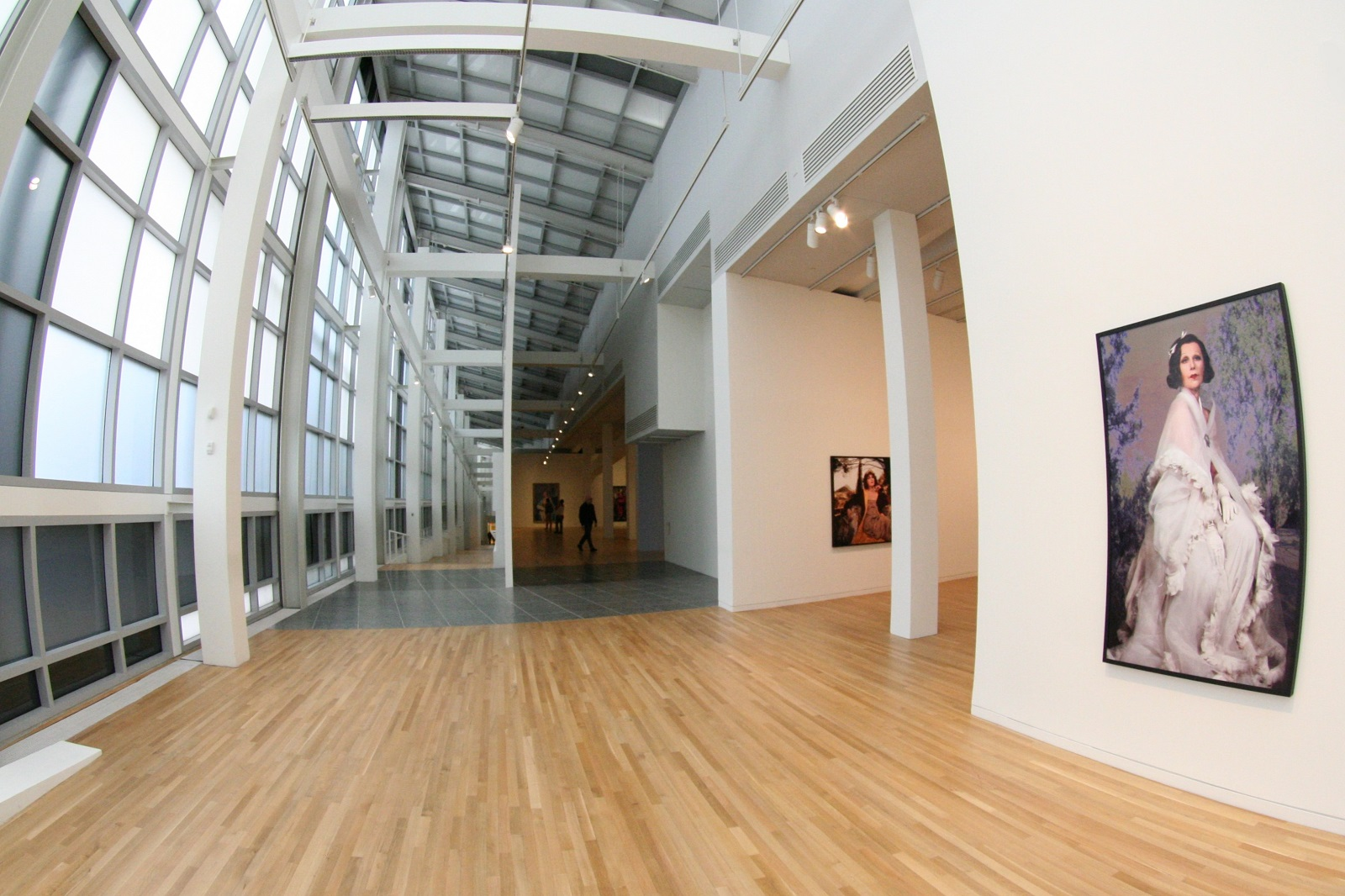
Cindy Sherman Un de ses autoportraits exposé au Wexner Center for the Arts.
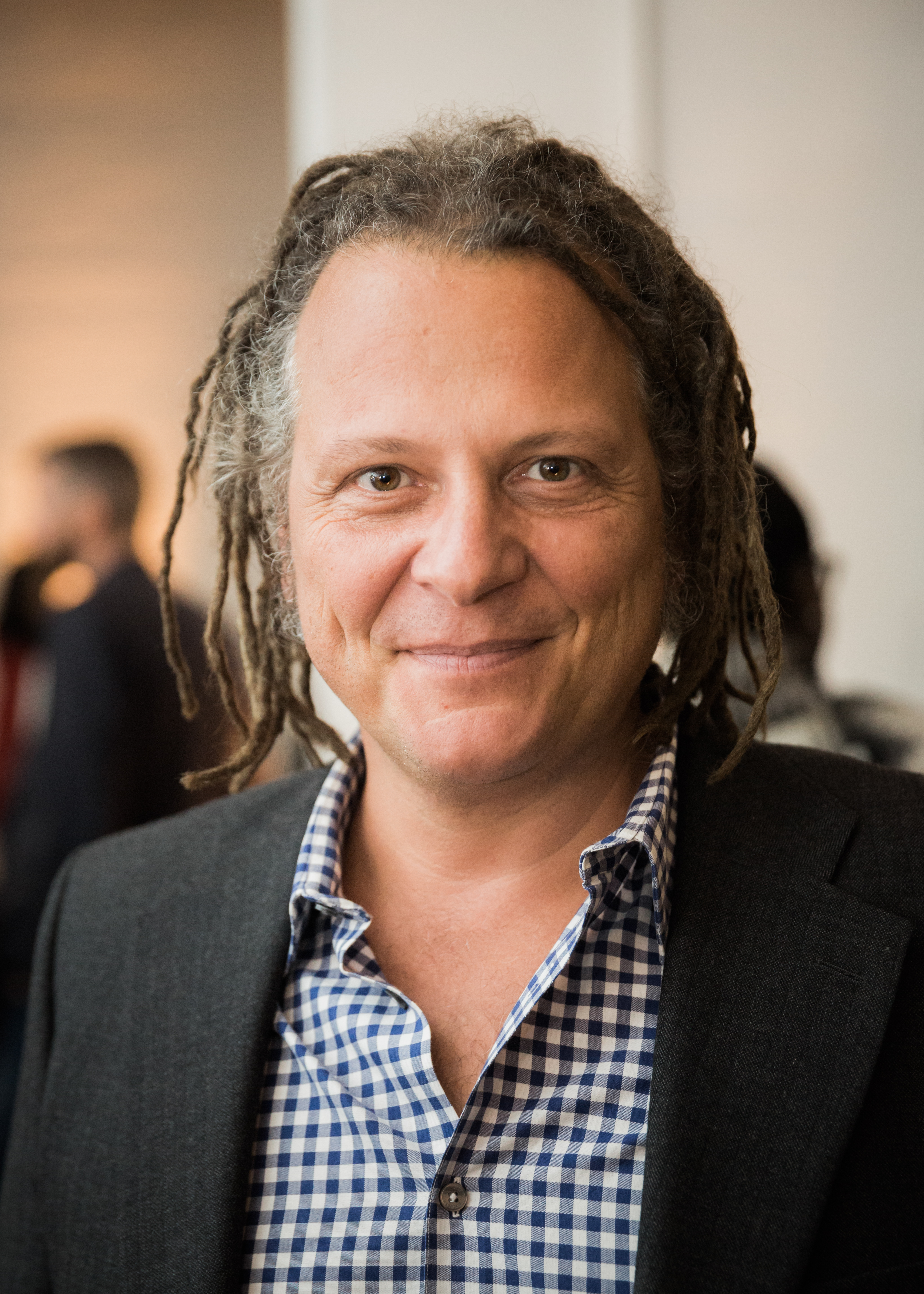
Martin Schoeller photographe portraitiste allemand, Obama, Trump, les femmes culturistes, les hommes et les femmes de Pernod Ricard,
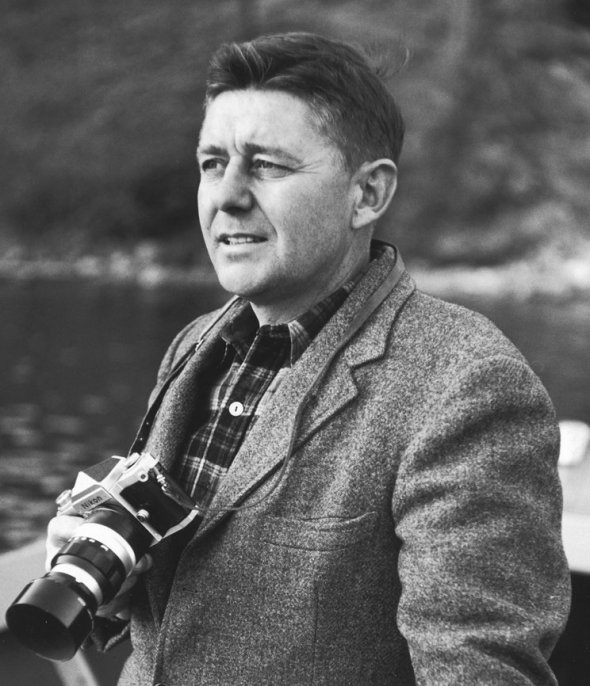
George Silk néo-zélandais, la guerre puis le sport.
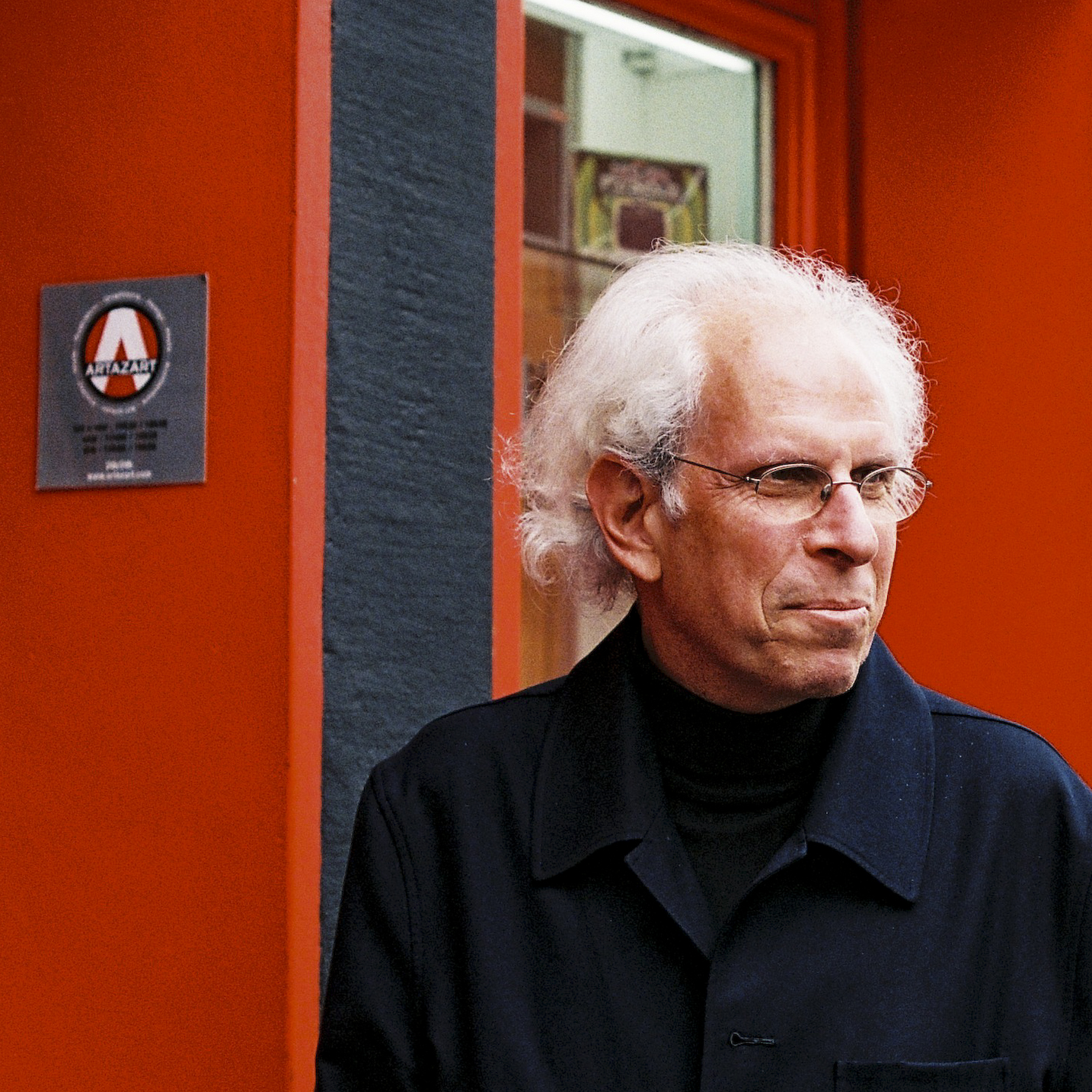
Stephen Shore
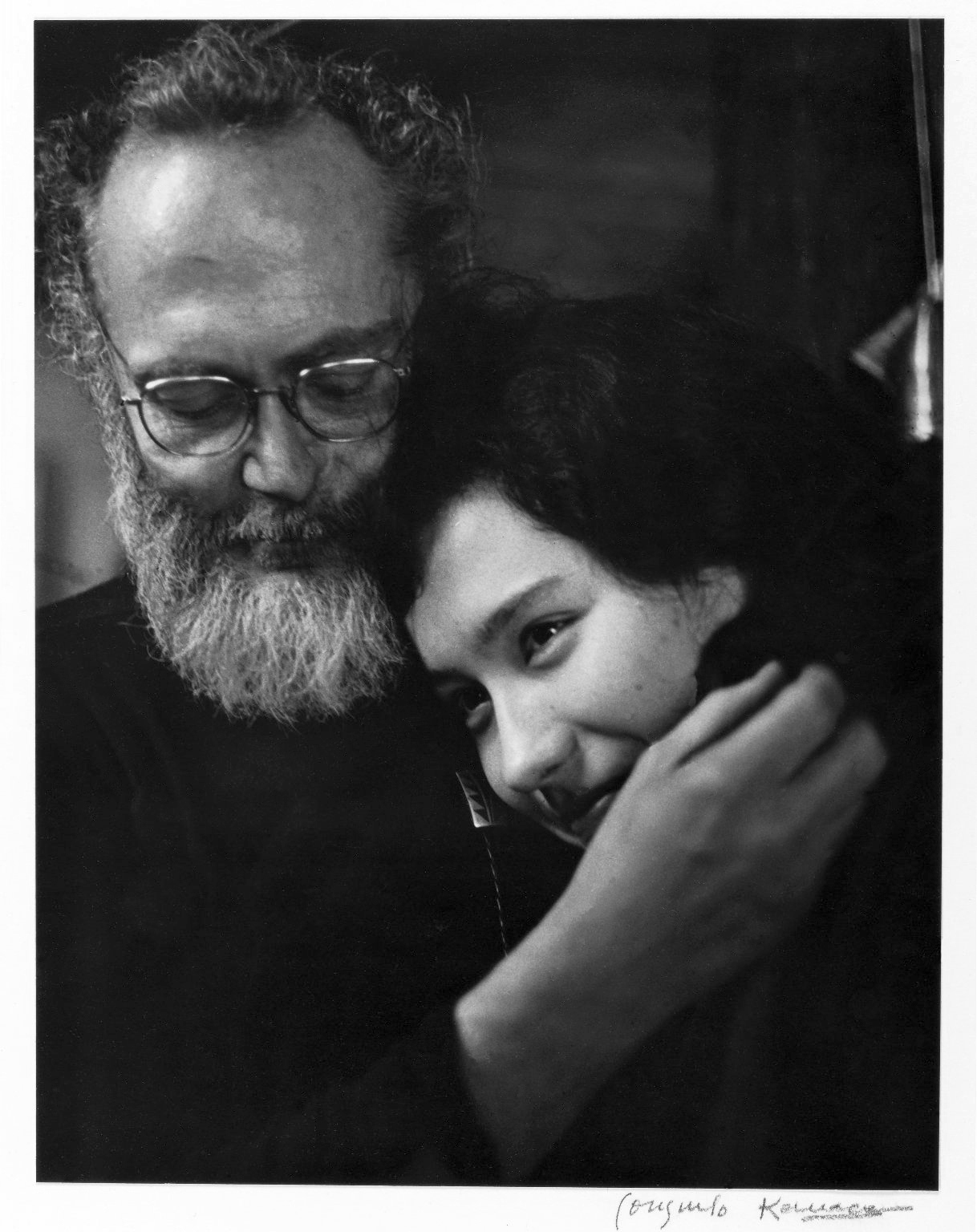
W. Eugene Smith, avec Aileen, sa première femme,
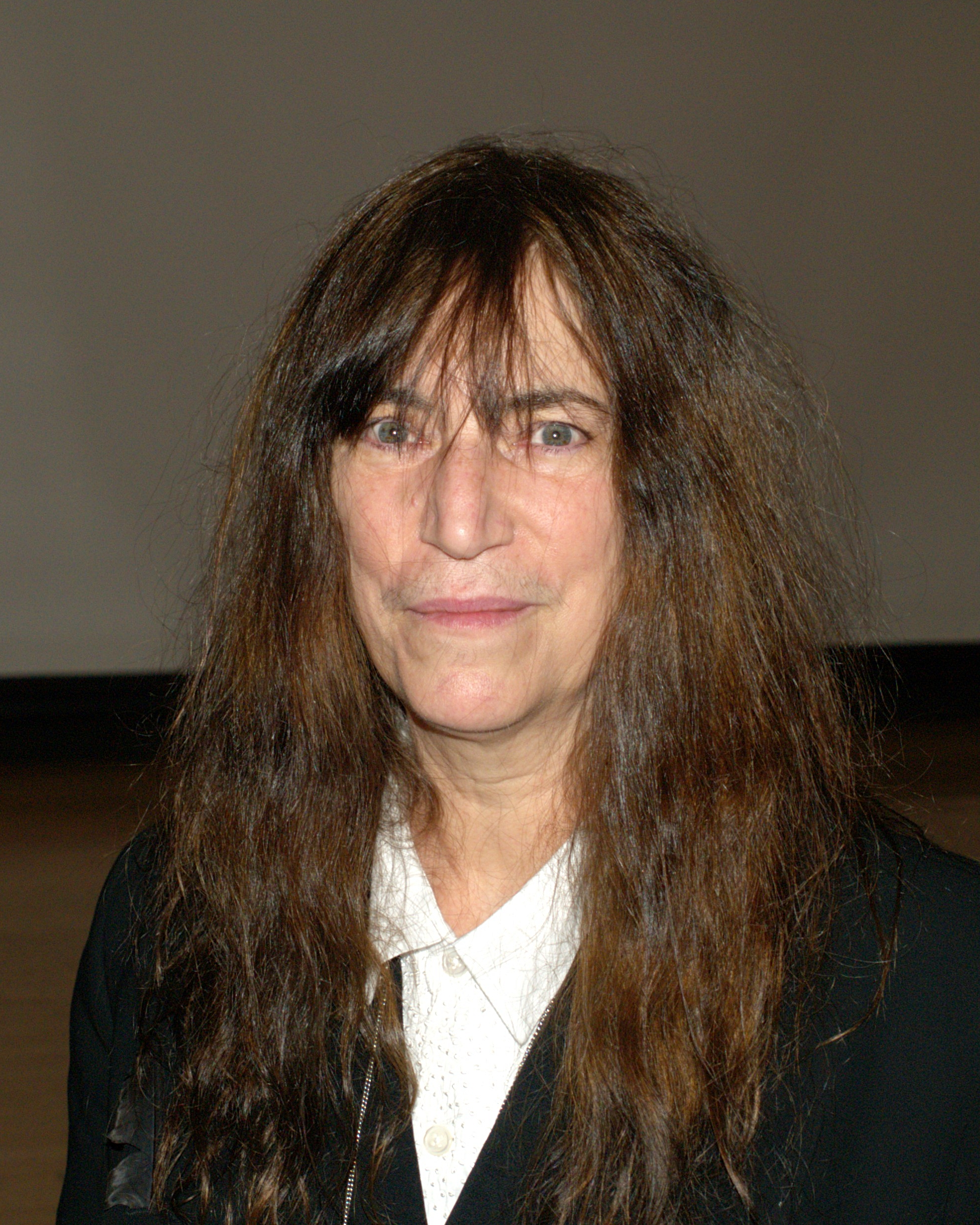
Patti Smith l’amie de Robert Mapplethorpe.
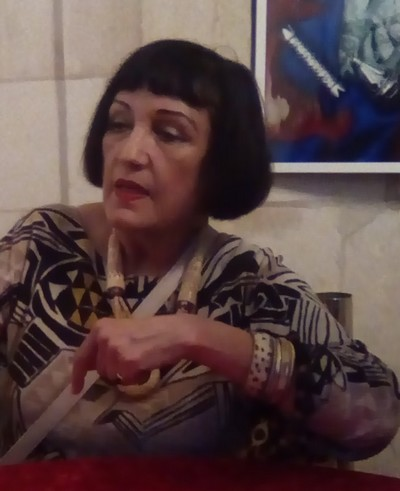
Christine Spengler photographe de guerre et plasticienne.
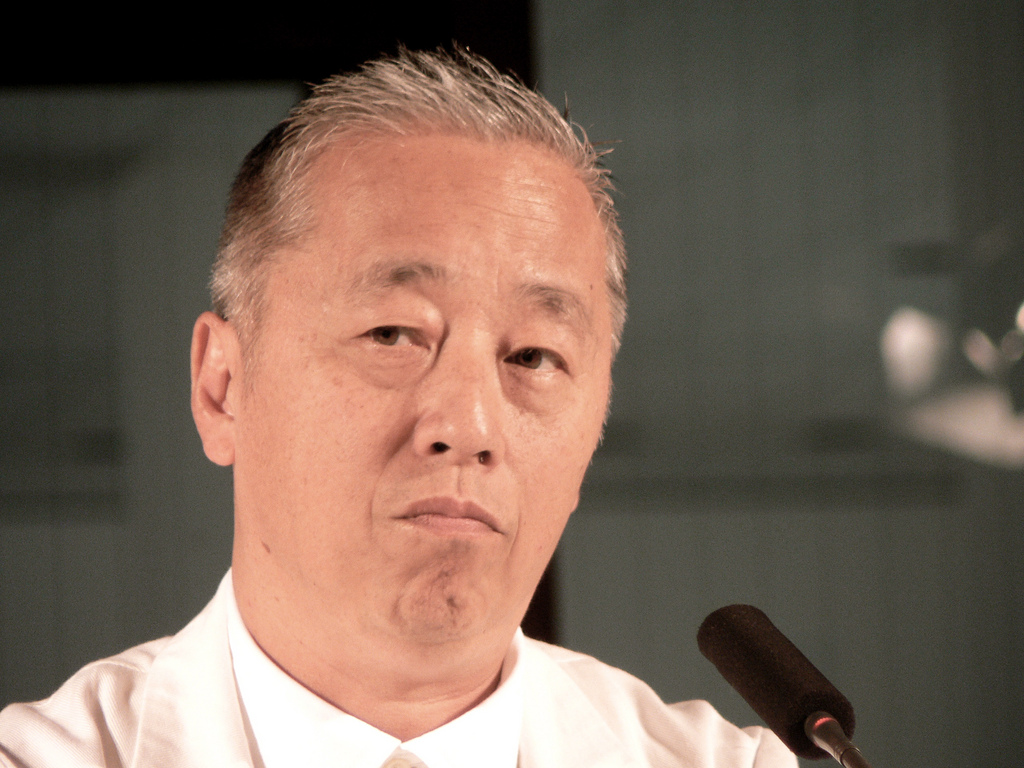
Hiroshi Sugimoto photographe plasticien japonais.
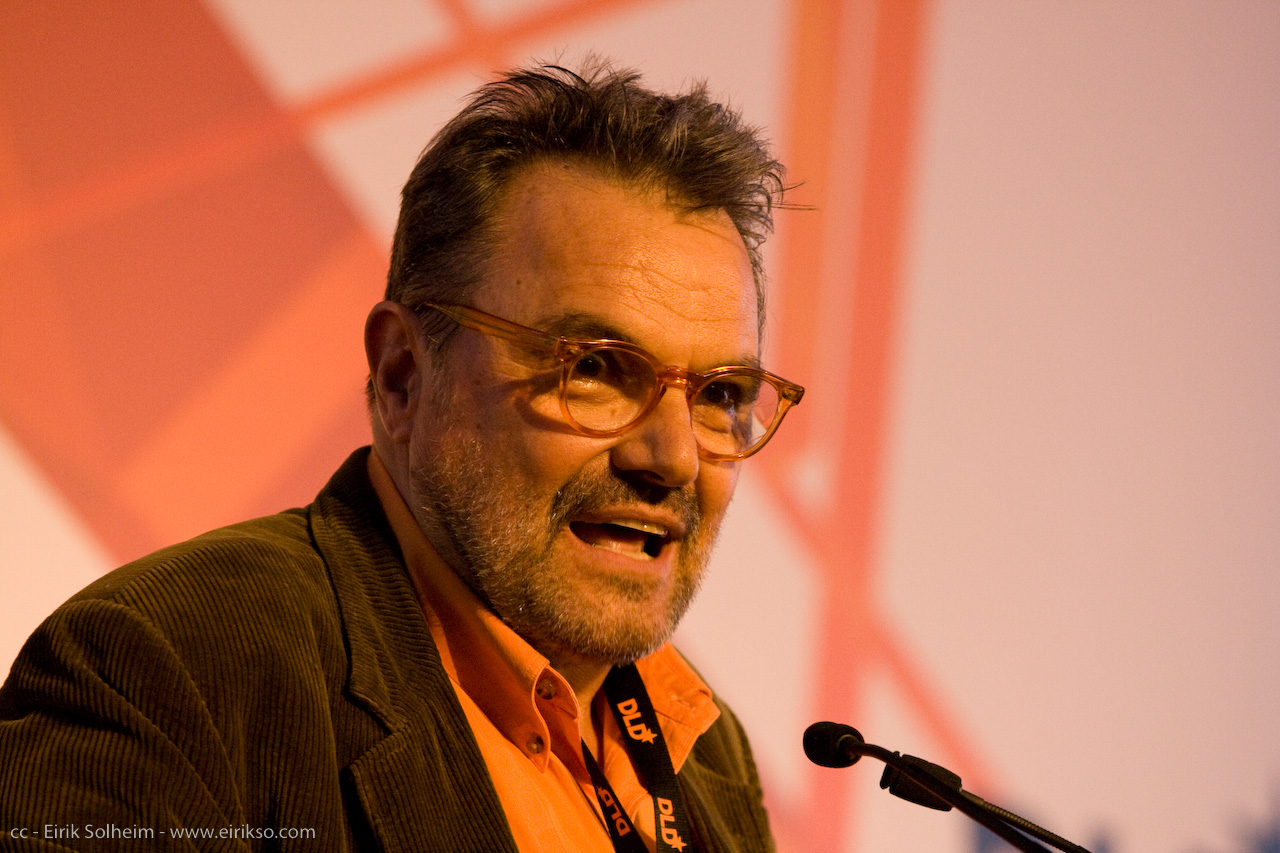
Oliviero Toscani photographe italien des campagnes Benetton.
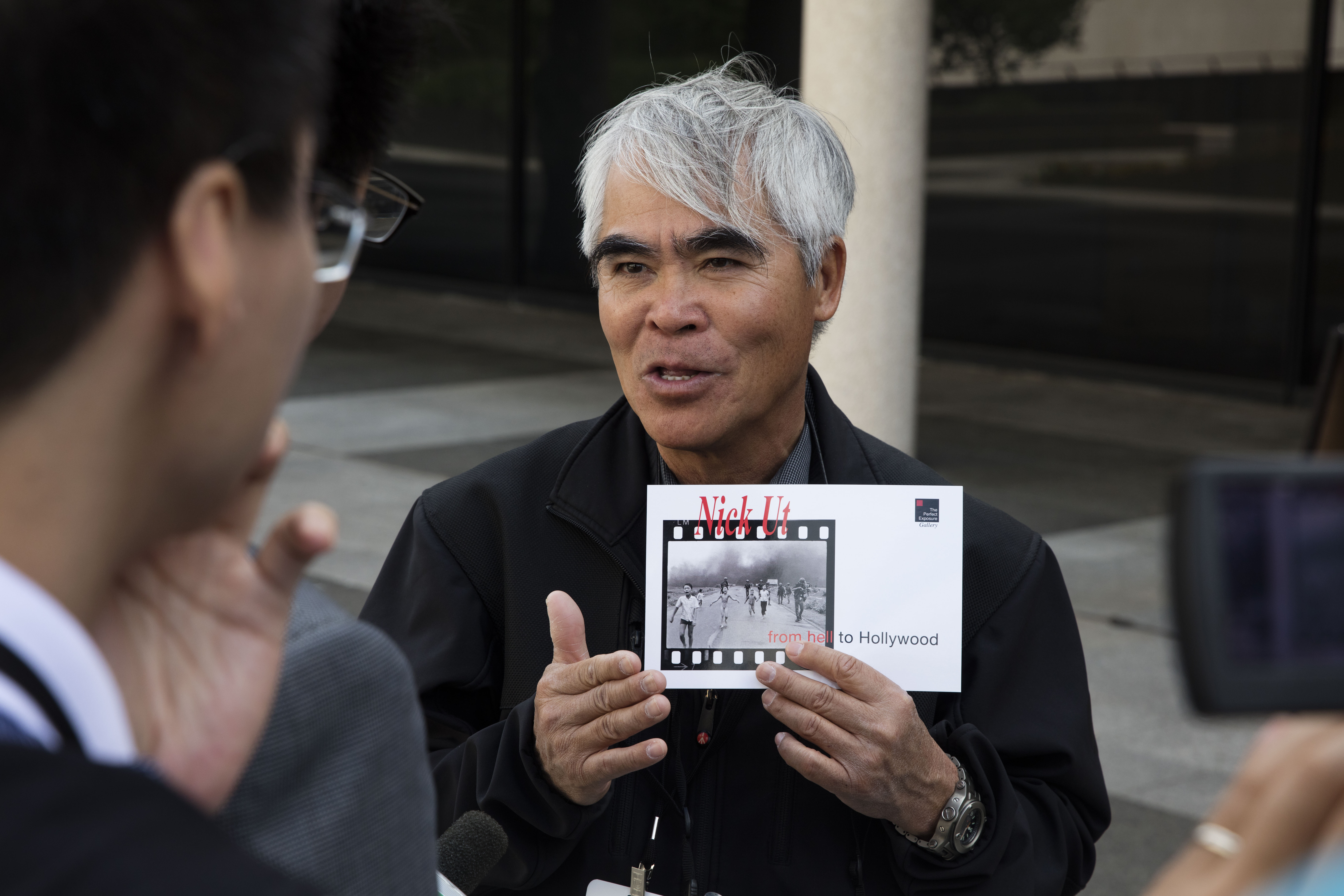
Nick Ut photographe de guerre viêtnamien, la petite fille au napalm.
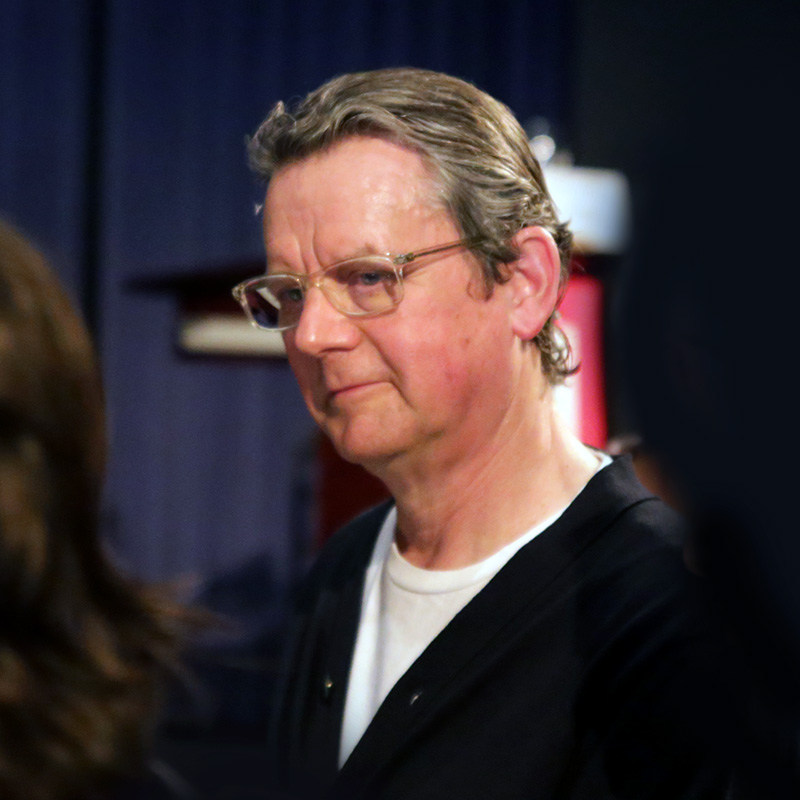
Jeff Wall, avec deux caissons lumineux dont l'un au MoMA ;
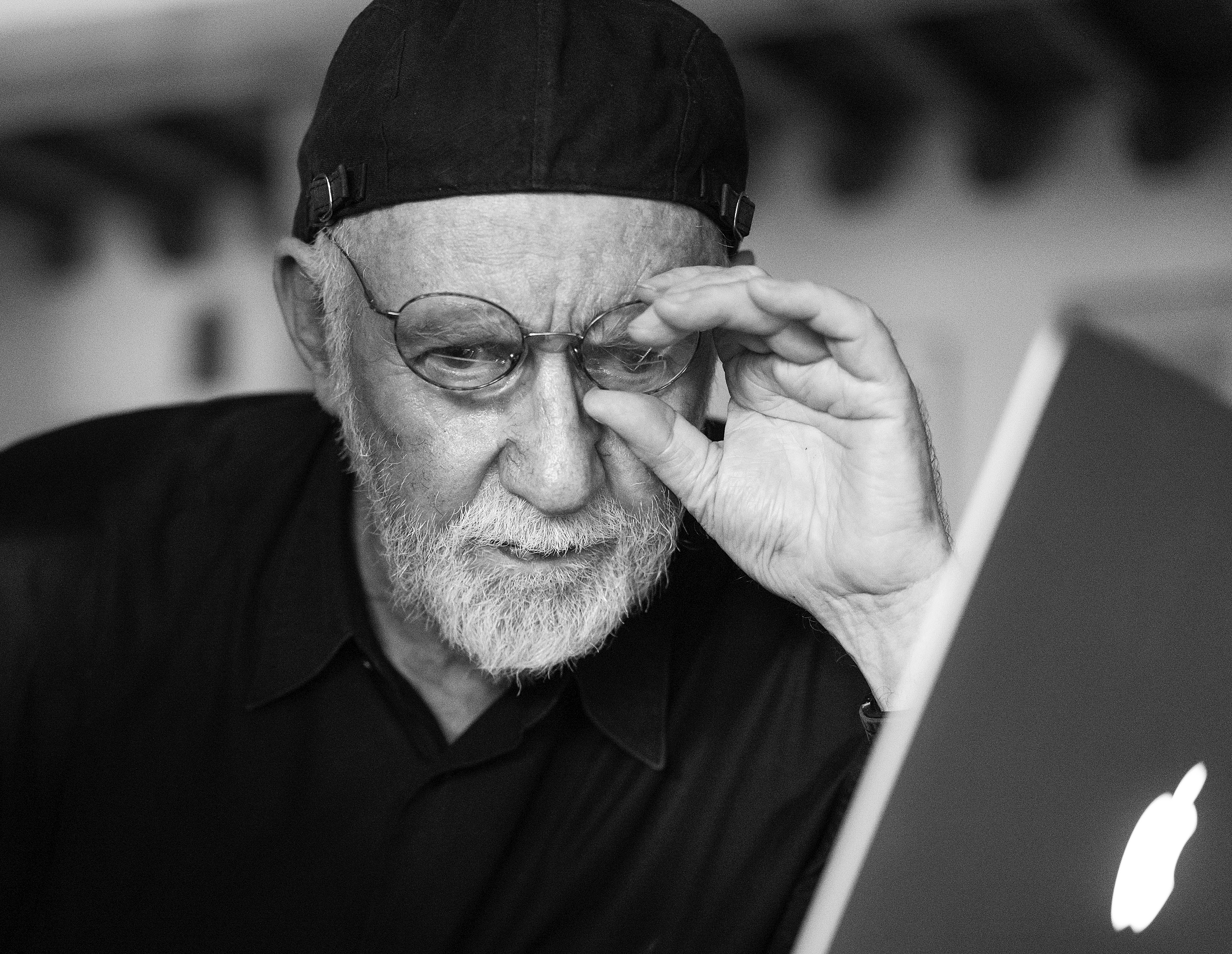
Albert Watson, portraitiste écossais, « le plus inconnu des grands photographes ».
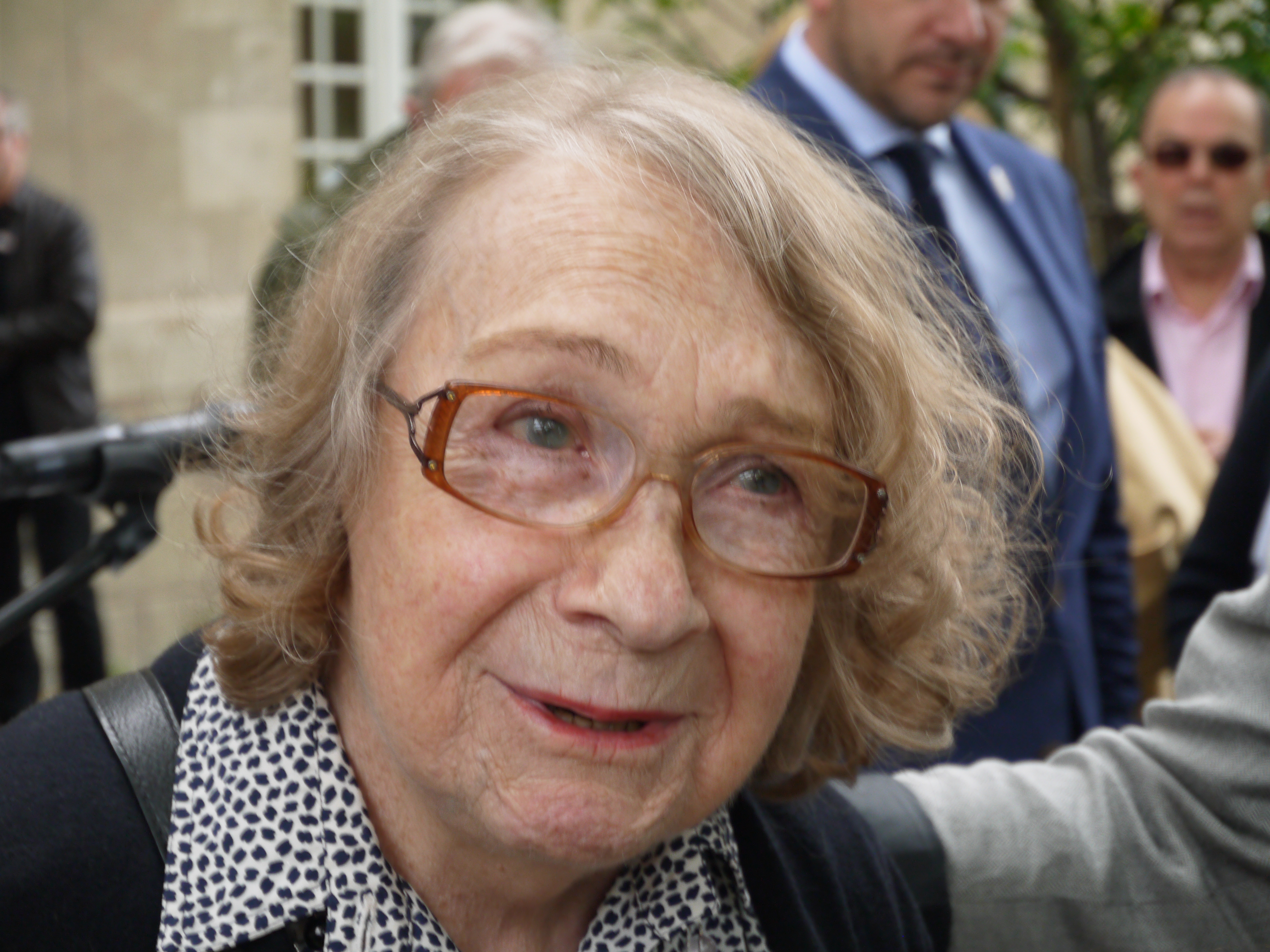
Sabine Weiss
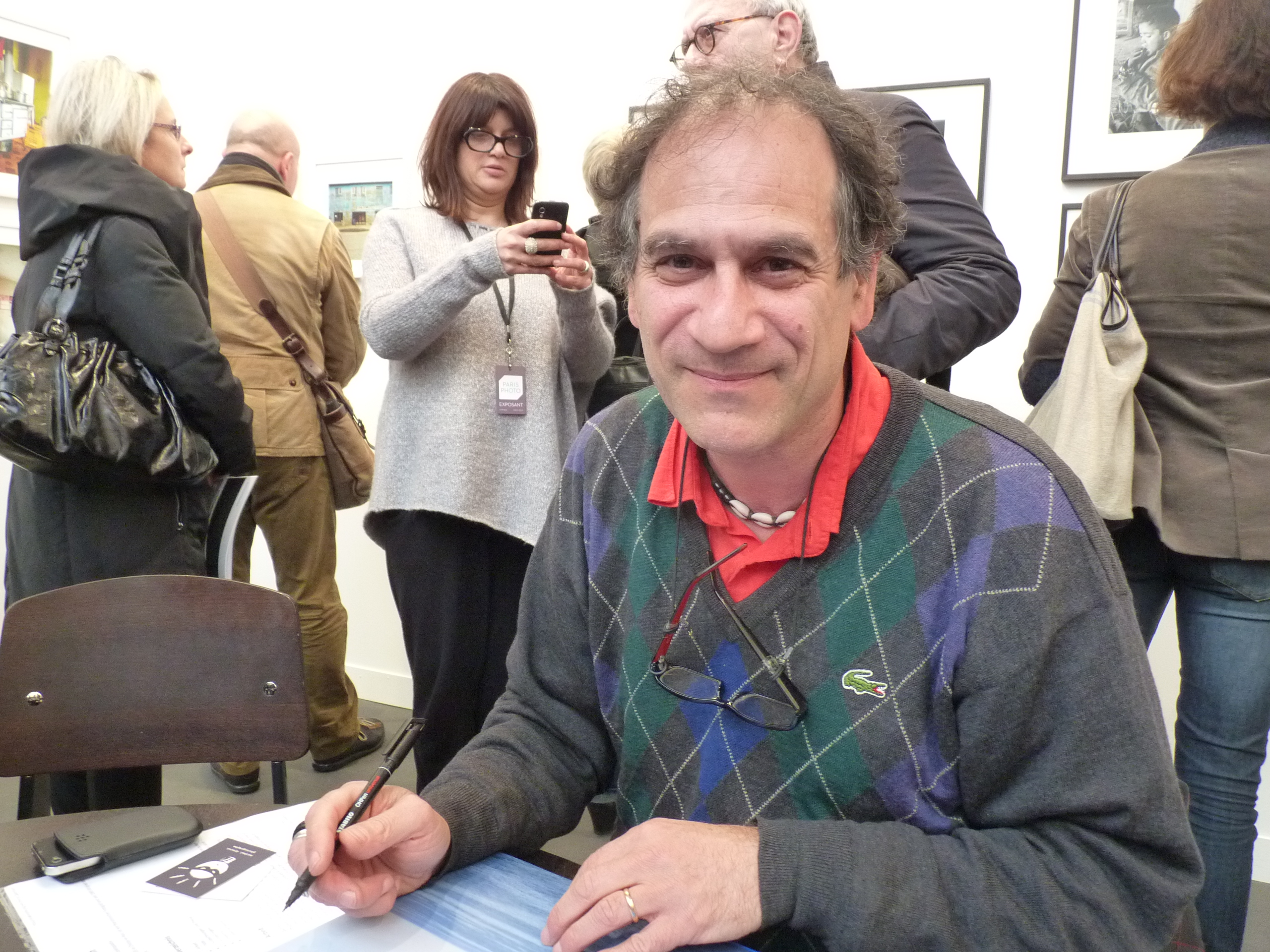
Patrick Zachmann français, photo-journaliste, prix Niepce 1989, prix Nadar 2016, Magnum.

- Gilbert et George.

### Échelle des cotes des photographes
Si l'on utilise une échelle de prix logarithmique : 
| Echelle | Prix en euros                                           | Exemples (décédés)                                                             | Exemples (vivants) | Statut             |
| ------- | ------------------------------------------------------- | ------------------------------------------------------------------------------ | --- | ------------------ |
| 10      | Hors cote                                               | La Joconde                                                                     | — | Professionnel      |
| 9       | Autour de 300 millions d'euros                          | Léonard de Vinci, Salvado Mundi, 400 millions d'euros                          | Jean-Michel Basquiat, 105 millions d'euros | Professionnel      |
| 8       | Autour de 30 millions d'euros                           | —                                                                              | Aucun photographe. Du domaine de la peinture | Professionnel      |
| 7       | Autour de 3 millions d'euros De 1 à 10 millions d'euros | Man Ray, Portrait of a tearful woman, 1,9 million d'euros, Christie's          | Peter Lik, 5 millions et demi d'€, Phantom Andreas Gursky, 4 millions d'€, Am Rhein Cindy Sherman (F), Untitled #96, 3,5 millions d'€ Gilbert et George, 2 millions d'€ | Professionnel      |
| 6       | Autour de 300 000 euros De 100 000 à 1 000 000 euros    | Richard Avedon, Dovima with elephants, 840 000 € en 2010 chez Christie's Paris | Gregory Crewdson, 900 000 € Ai Weiwei, Dropping a Han Dynasty Urn, 1995, 900 000 € en 2016 Thomas Struth, Dôme de Milan, 300 000 € (Sotheby's) Cindy Sherman, 300 000 € Sophie Calle, 30 000 €                                                                                   | Professionnel      |
| 5       | Autour de 30 000 euros De 10 000 à 100 000 euros        | –                                                                              | Annie Leibovitz, Keith Haring 90 000 € William Klein, Mickey and Co take over Time Square, caisson lumineux, 2015, 25 000 € Sabine Pigalle, photographe plasticienne, Memento, 20 000 € William Klein, Gun 1, New York, 1954, 20 000 € Keiichi Tahara, entre 10 000 et 20 000 €. | Professionnel      |
| 4       | Autour de 3 000 euros De 1 000 à 10 000 euros           | –                                                                              | Zanele Muholi, 80 000 Mathieu Pernot, Les Gorgan, 5 000 Édouard Boubat, 4 500 € Jean-Philippe Charbonnier, 3 000 € | Semi-professionnel |

Les niveaux de cote permettent de différencier les amateurs purs, les semi-professionnels et les professionnels.